# 関西学院大学
関西学院大学（かんせいがくいんだいがく、字音仮名遣い：くゎんせいがくゐんだいがく、英語: Kwansei Gakuin University）は、学校法人関西学院が運営する日本の私立大学。兵庫県西宮市を中心にキャンパスを置く。
略称として関学（商標登録番号3033847）、関学大（商標登録番号5197255）、K. G.（商標登録番号3108177）ケージーなどがある。

## 概観

### 大学全体
5つのキャンパスの中で最も古い歴史を持つ西宮上ケ原キャンパスは、国の登録有形文化財である時計台（旧図書館）などスパニッシュ・ミッション様式で統一された建築群と、約240種4万9千本に上る樹木に囲まれている。2009年（平成21年）には、経済産業省認定の近代化産業遺産群 続33の一つに認定されている。また、2017年（平成29年）には、学校法人関西学院と、キャンパスや建物の設計業務を担ってきた日本設計に対して、日本建築学会より2017年日本建築学会賞（業績）が贈られた。
近年では、『Nature Index 2021』ランキングにて、私立大学で第4位（国内の大学で第25位）にランクイン。また、2020年の大学実就職ランキングにて、実就職率92.5パーセントで、卒業生5000人以上の総合大学内では日本1位を記録している。開学から現在まで多くの実績を残す国内有数の名門私立大学の一つである。

### 大学名の由来
関東に対する関西として、西日本の指導者ともなる意味を込めて1889年8月に「関西学院」と名付けられた。「学院」の名称は当時多くのミッションスクールが「英和学校」「英和女学校」などと呼ばれていた伝統を破るものであった。
また、当時のいわゆる「新進学徒」は漢音ばかり読む傾向があったため、「関西」を「くゎんせい・くわんせい」と漢音で読んでいた。現代仮名遣いの制定によって「くわ・くゎ」の表記が少なくなった現在も、表記は踏襲されている。当時の日本では、幕末以降の和製漢語はほとんどが漢音読みであるため、漢音での読みが進んだ印象を持たれるようになり、本来は呉音読みする単語も漢音読みをすることが若者を中心に流行していたため、「関西」も「かんせい」と読んでおり、校名もその読み方でつけられた。つまり、当時は「格好の良い」読み方として定着していた。また、関西学院を「かんさいがくいん」と読むのは誤りである。

### スクール・モットー （校訓）
「Mastery for Service」が、学院全体のスクール・モットー（校訓）である。1912年に、商学部の初代学部長であったC・J・L・ベーツ（後の第4代院長）が提唱した。ベーツは「Our College Mott. "Mastery for Service"」という文章を『商光』第1号（1915年）に発表し、この校訓について解説をしている。関西学院の上ケ原移転後、学院全体のスクール・モットーとしてこの言葉は用いられるようになった。「Mastery for Service」は、1952年頃より「奉仕のための練達」と訳されるようになり「隣人・社会・世界に仕えるため、自らを鍛えるという関学人のあり方を示している。

なお、ベーツの出身校の一つであるカナダの大学、マギル大学のマクドナルドキャンパスのモットーも「Mastery for Service」である（参考・マギル大学マクドナルドキャンパスのエンブレム）。マクドナルドキャンパスで「Mastery for Service」がスクール・モットーになったのは1906年のことであり、この大学はメソジストとの関係も深い。

### エンブレムと校章
エンブレムは、当時学院を構成していた中学部（三日月）・神学部（聖書）・文学部（ペンと松明）・高商部（ヘルメスの杖）を表し、特に三日月は関西学院では「新月」あるいは「弦月」と呼ばれ、学院全体のシンボルマーク（校章、学院章）ともなっている。これは、創生期の学生が自らはどうあるべきか思索に耽っていたところ、中天に輝く三日月に啓示を受け、「今は未熟だが、三日月がやがて満月となるように、日々少しずつ成長していこう」と悟ったのを学院が校章として採用したと言われ、月が自ら光らぬように、我々人間も神の御光を受け地上を照らせる存在となりたい、との願いも込められている。なお、「K.G.」や「Mastery for Service」の文字のフォントは校章等の制定時は特に指定がなくローマン体系の文字を使っていたが、現在はフォントが指定されている。

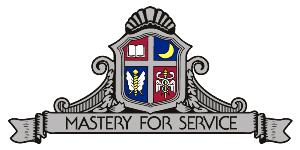
エンブレム
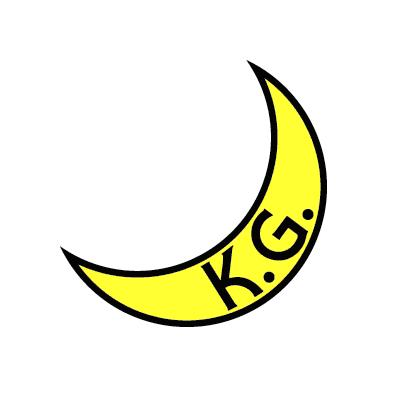
校章

## 沿革

### 略歴
関西学院の創立

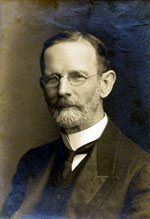
W.R.ランバス

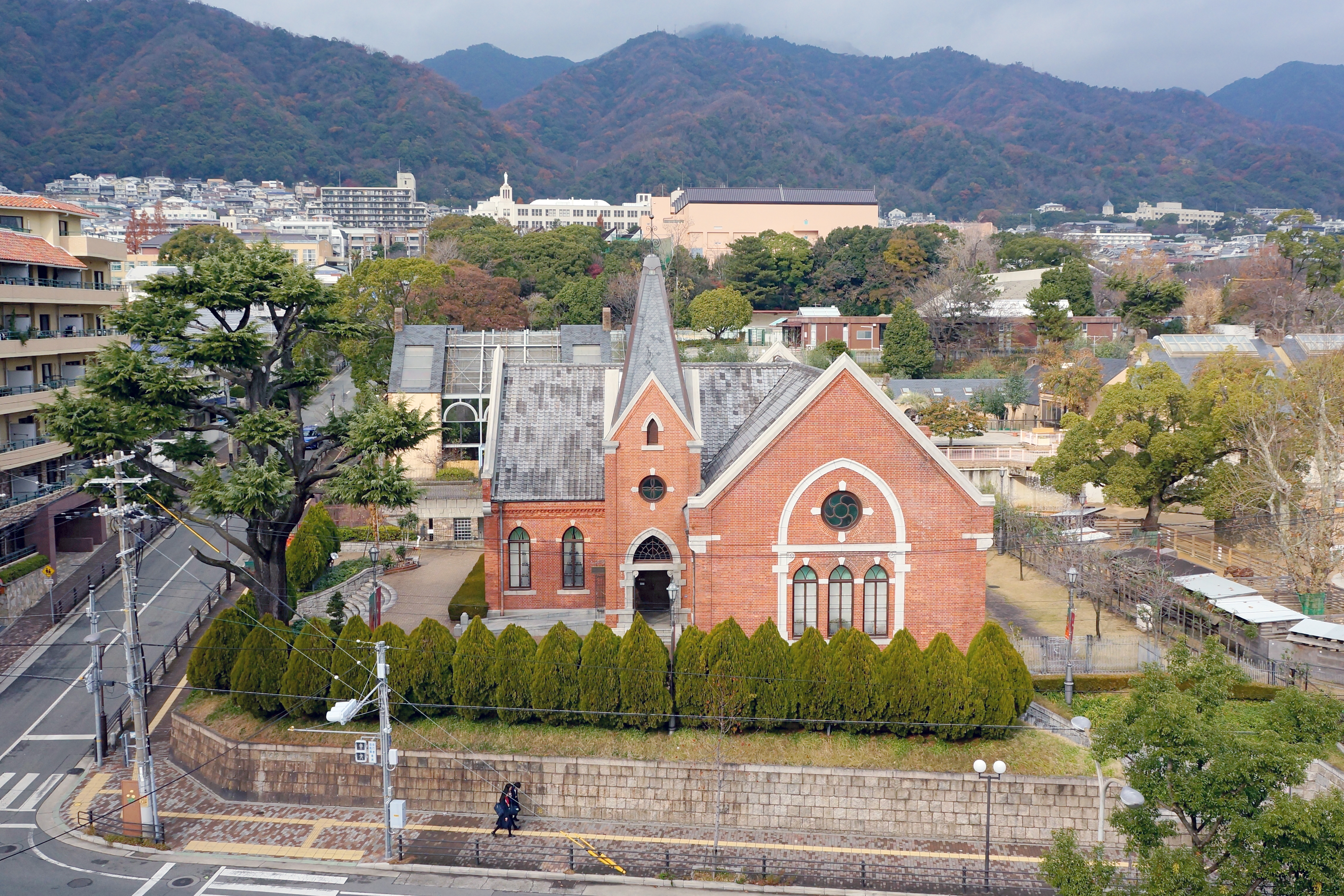
原田の森・旧関西学院チャペル（現 神戸文学館）

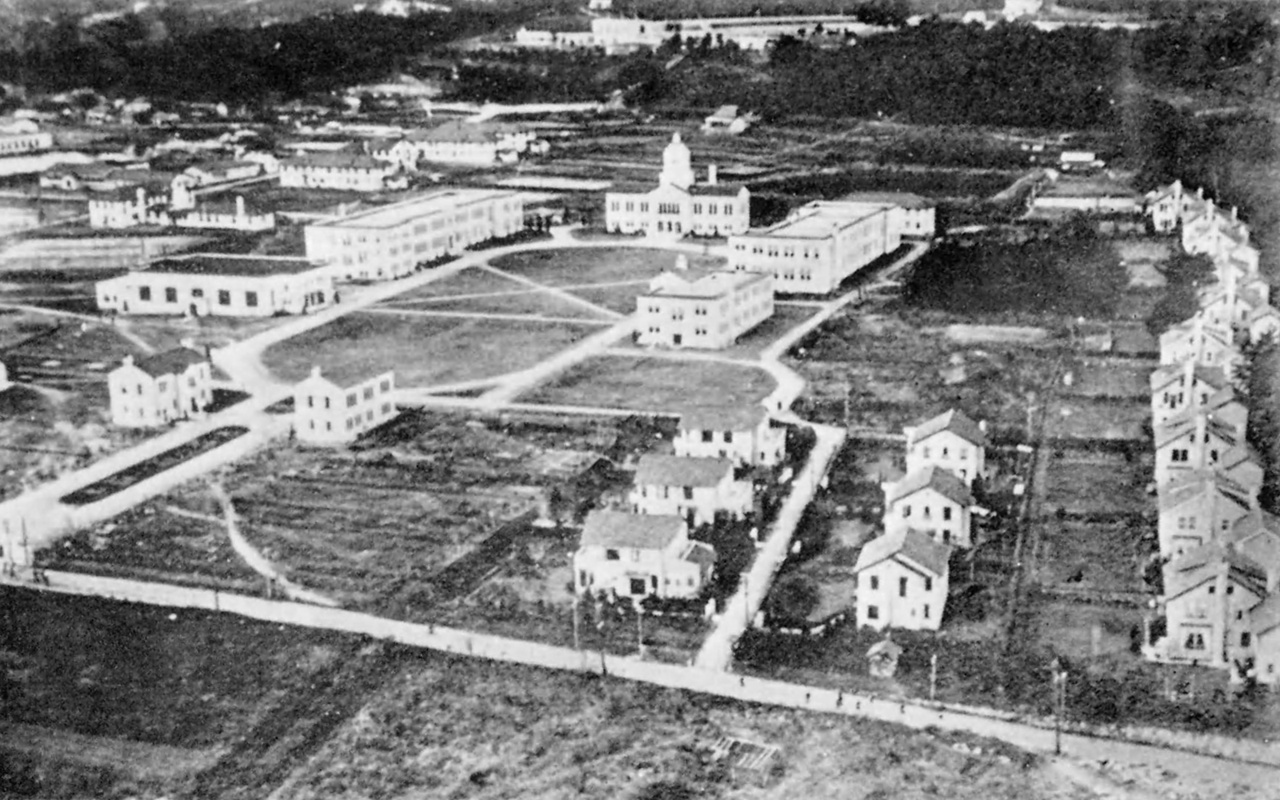
西宮上ケ原キャンパス（1929年）

1886年（明治19年）8月に来日した米国南メソヂスト監督教会宣教師J.W.ランバス一家は、同年11月に神戸・元町の外国人居留地に読書館を設立し、後に多額の資金援助と大量の書籍を提供した米国・ミズーリ州の牧師W.B.パルモアにちなんで読書館をパルモア学院と命名した。
1889年（明治22年）9月28日、J.W.ランバスの長男W.R.ランバスによって、いわゆる「原田の森」（兵庫県菟原郡原田村、現在の神戸市灘区王子町・原田通）に関西学院（英文表記: Kwansei Gakuin/West Japan College）が創立された。当初は、神学部および普通学部の2学部から始まった。
1910年（明治43年）にカナダ・メソヂスト教会が経営に加わり、1912年（明治45年）3月5日には、専門学校令による高等学部文科・商科を開設、高等教育機関となる。同年、高等学部長C・J・L・ベーツが、カレッジモットーとして「Mastery for Service（奉仕のための練達）」を提唱した。1921年高等学部文科を（専門部）文学部、商科を高等商業学部と名称変更した。
上ケ原校地への移転と大学昇格
1918年（大正7年）の大学令公布を受けて、関西学院でも学生による大学昇格運動が起こり、翌年1月の学生総会で大学昇格促進決議案を議決。学院当局もこれに理解を示し、6月には報告書をアメリカ・南メソヂスト監督教会とカナダ・メソヂスト教会に送付した。両教会は昇格案を条件つきで承認し、1923年には昇格が実現するかに見えた。しかし、米国の学院連合教育委員会は第一次大戦後の不況による財政難を理由として大学開設を1925年以降に先送りするように勧告、外国資金による早期昇格の見通しは立たなくなった。
創立40周年を迎えた1929年（昭和4年）、校地拡張と大学昇格基金等の捻出を目的として、上ケ原校地（兵庫県武庫郡甲東村、現在の兵庫県西宮市上ケ原）に移転。その後1932年（昭和7年）3月7日に大学令による関西学院大学が設立認可され、予科を開設。1934年4月1日に法文学部・商経学部を開設した。1937年には、大学第1回卒業生201名を輩出した。また、1943年に学院史上初の女子学生浜口みづらが入学し、1946年には初の女子卒業生となった。
新制大学として

教育基本法・学校教育法による新制の関西学院大学が認可され、1948年4月1日、法文学部・商経学部を改組した文学部・法学部・経済学部の3学部をもって移行開設。1950年には、新制大学第1回卒業生386名を輩出した。1952年に神学部、商学部、1960年に社会学部、1961年に理学部をそれぞれ開設した（上ケ原キャンパス）。これにより、文理双方の学部を有する総合大学として発展していく。しかしその後、全国の大学で吹き荒れた学園紛争の嵐が関西学院大学にも及び、学生と教職員との対立が激化し、学院のシンボルであった時計台前のヒマラヤ杉が一部の過激な学生により切り取られるなどした。また、1980年後半には神戸三田キャンパス用地の購入を巡り、理事会と大学側が一時対立した。結果、翌1989年（平成元年）3月に院長と学長がそれぞれ退陣するという形で決着し、学院組織の改革が行われた（以上につき詳しくは学校法人関西学院の「沿革」参照）。
阪神・淡路大震災以後から現在
1995年1月17日に発生した兵庫県南部地震とそれに伴う大規模災害（阪神・淡路大震災）では23名の学院関係者（在学生15名、理事1名、現・元教職員7名）が倒壊した家屋や土砂崩れによる下敷きとなり、命を落とした。物損による被害額は、10億3千万円に上った。また、施設・設備の復旧費は総額で約3億7千万円であった。その他、被災学生に向けた学費の全額免除措置などの緊急措置を講じた。学院は現在でも阪神・淡路大震災追悼チャペルをランバス記念礼拝堂で震災が起こった1月に行っている。また神学部校舎の脇に亡くなった23名の学院関係者に因む23本の記念植樹を行い、震災の記憶を風化させないようにしている。
震災直後の1995年4月には、兵庫県三田市に神戸三田キャンパス (KSC) を予定通り開設し、総合政策学部を設置した。また、2001年9月に理学部をKSCへ移転し、翌年4月には理工学部に改組した。その後も、法科大学院、人間福祉学部、国際学部を増設し、組織の拡張・拡充をしている。また、2009年には聖和大学と経営統合を行うことでキャンパスの拡充と教育学部の開設をした。
また、2019年の西宮北口キャンパスの開設に伴う法科大学院の移転拡充を行った。2021年にはKSCの総合政策学部と理工学部を再編し、理工学部を理学部、工学部、生命環境学部の3学部に分割再編、さらに総合政策学部の建築コースを独立させ建築学部を設置した。

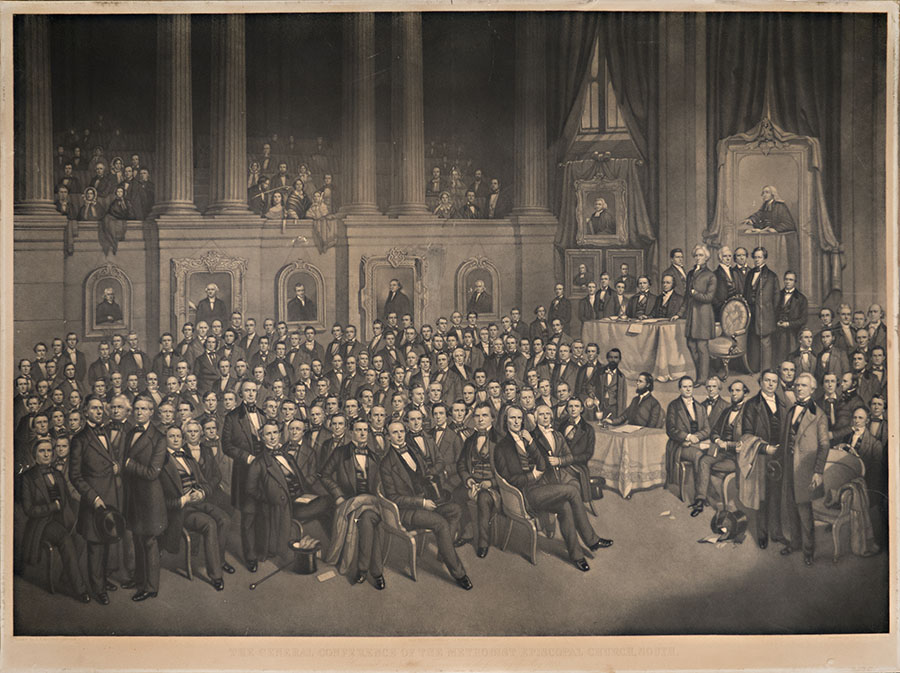
General Conference of the Methodist Episcopal Church 1858

### 年表

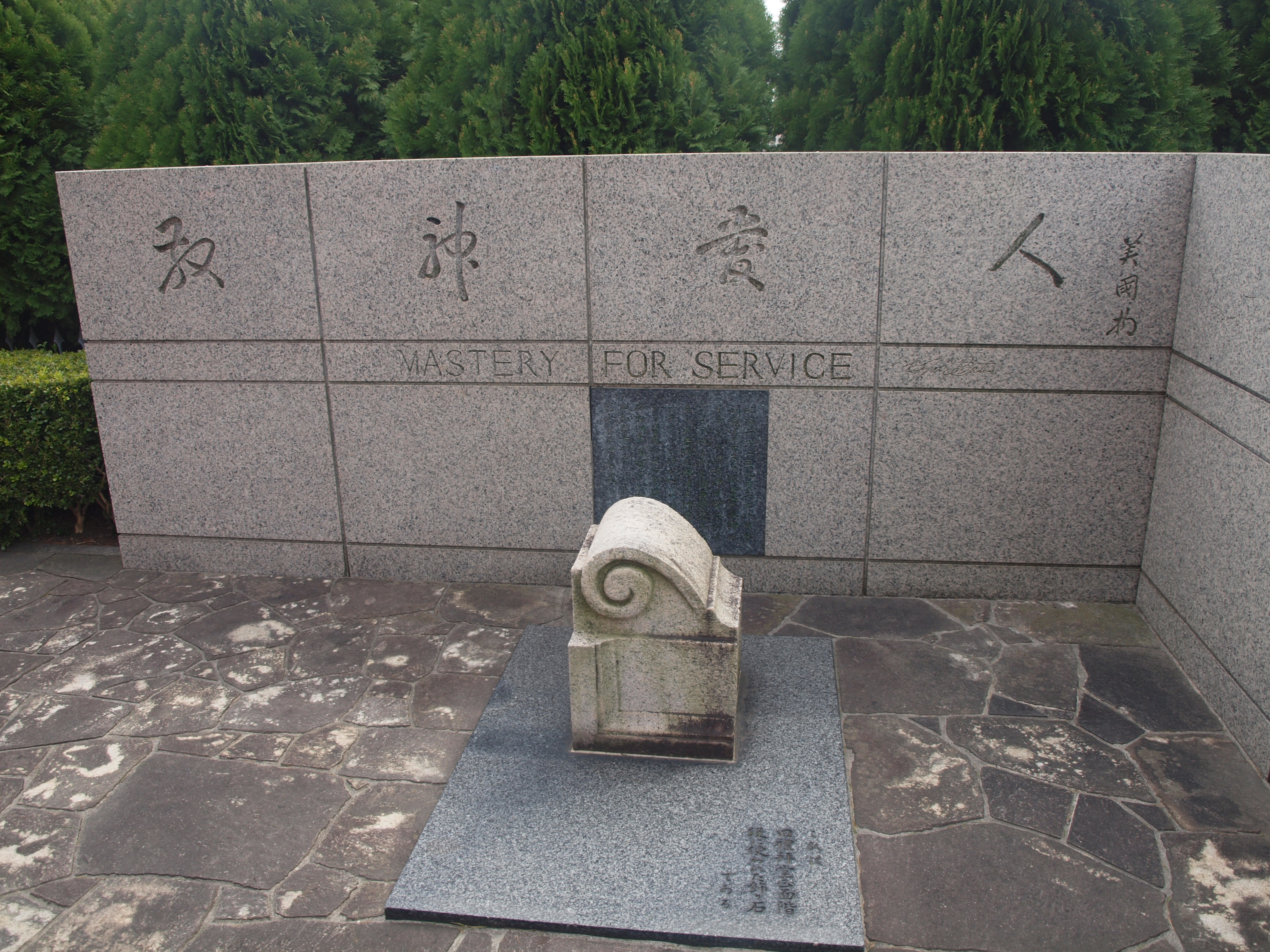
関西学院発祥之地（現神戸文学館敷地内）

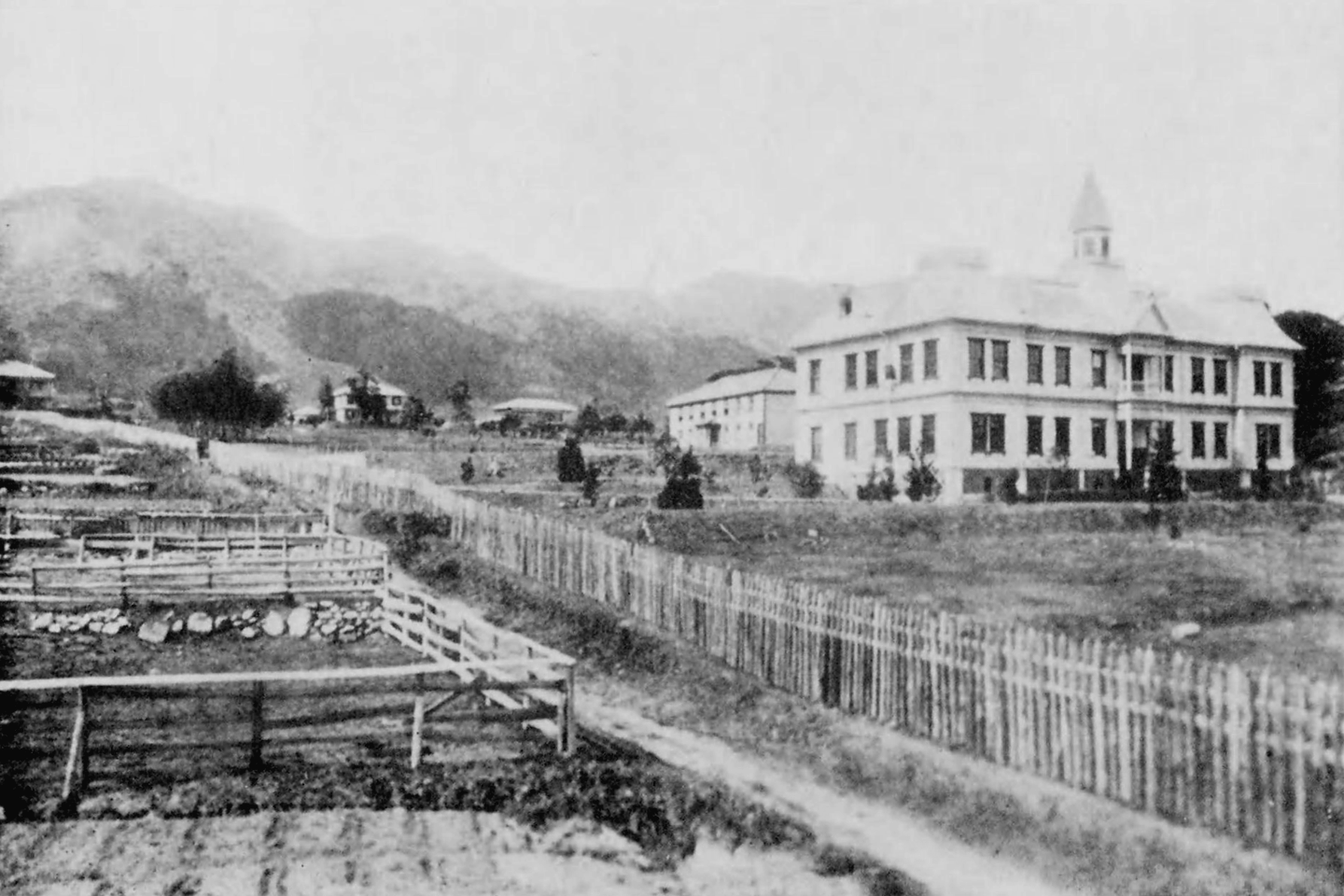
1902年の関西学院

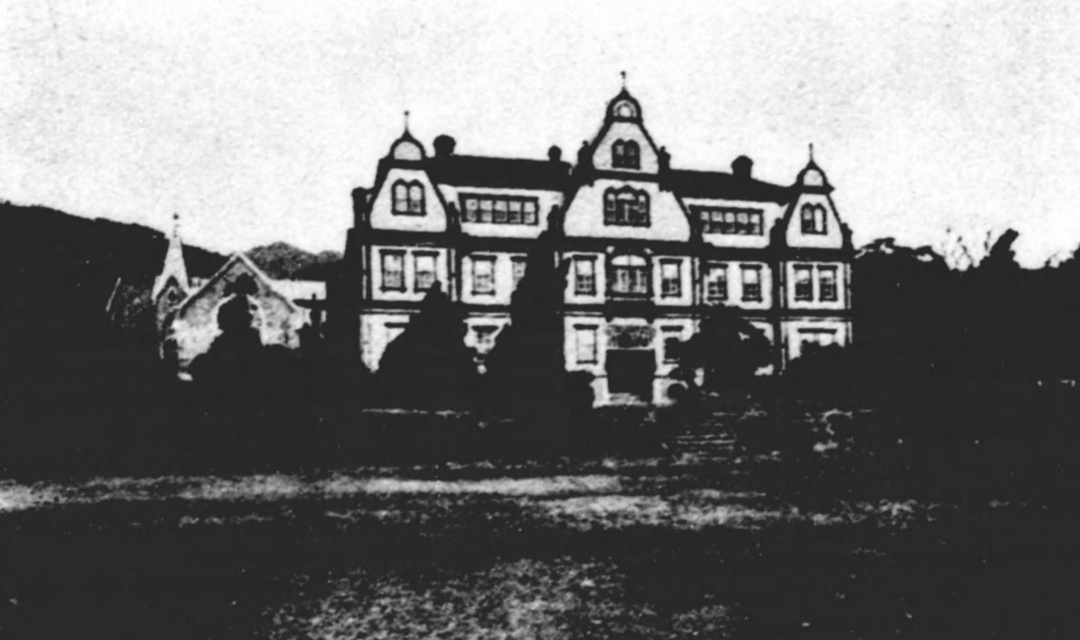
1908年の関西学院

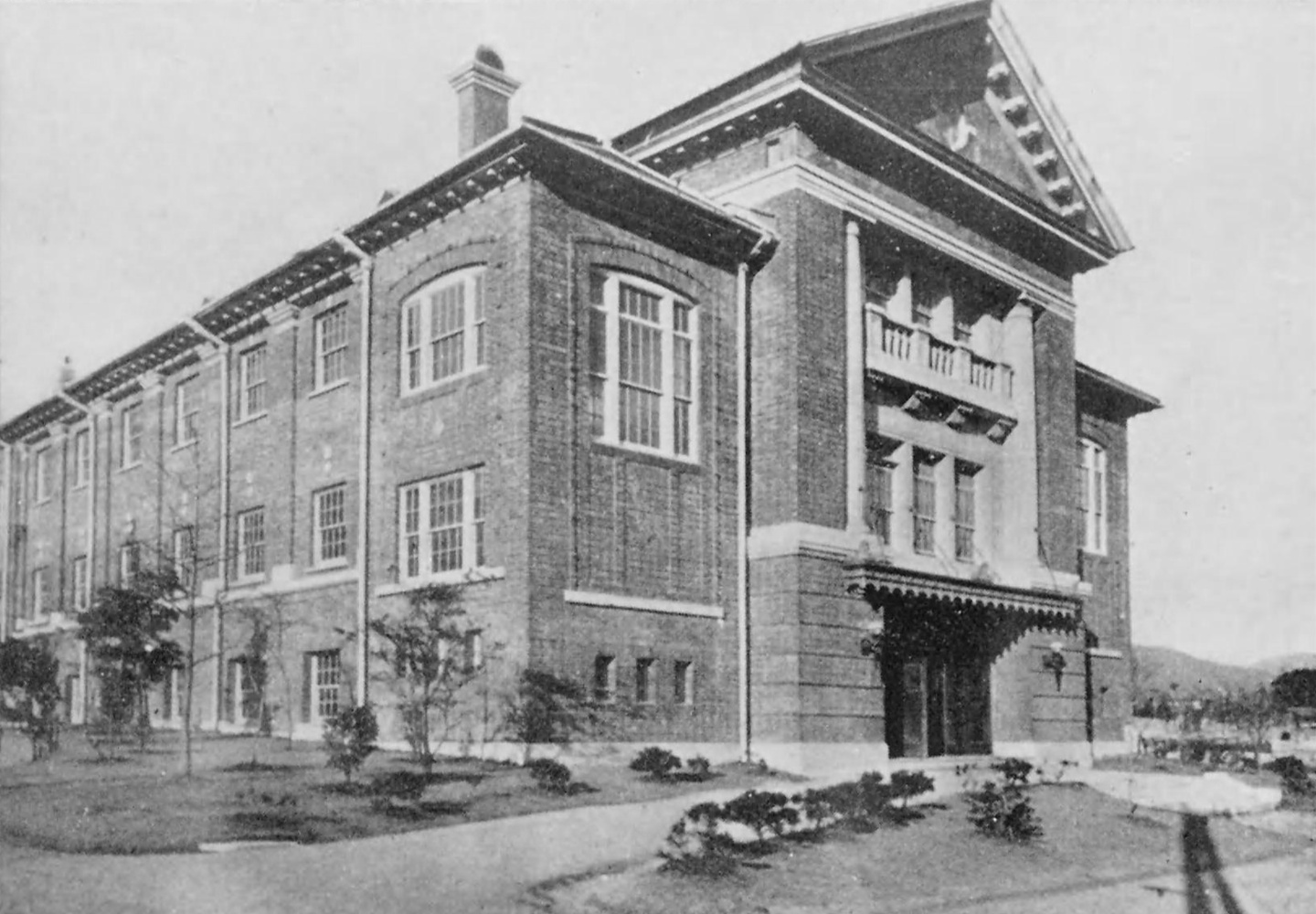
初代中央講堂（1922年）

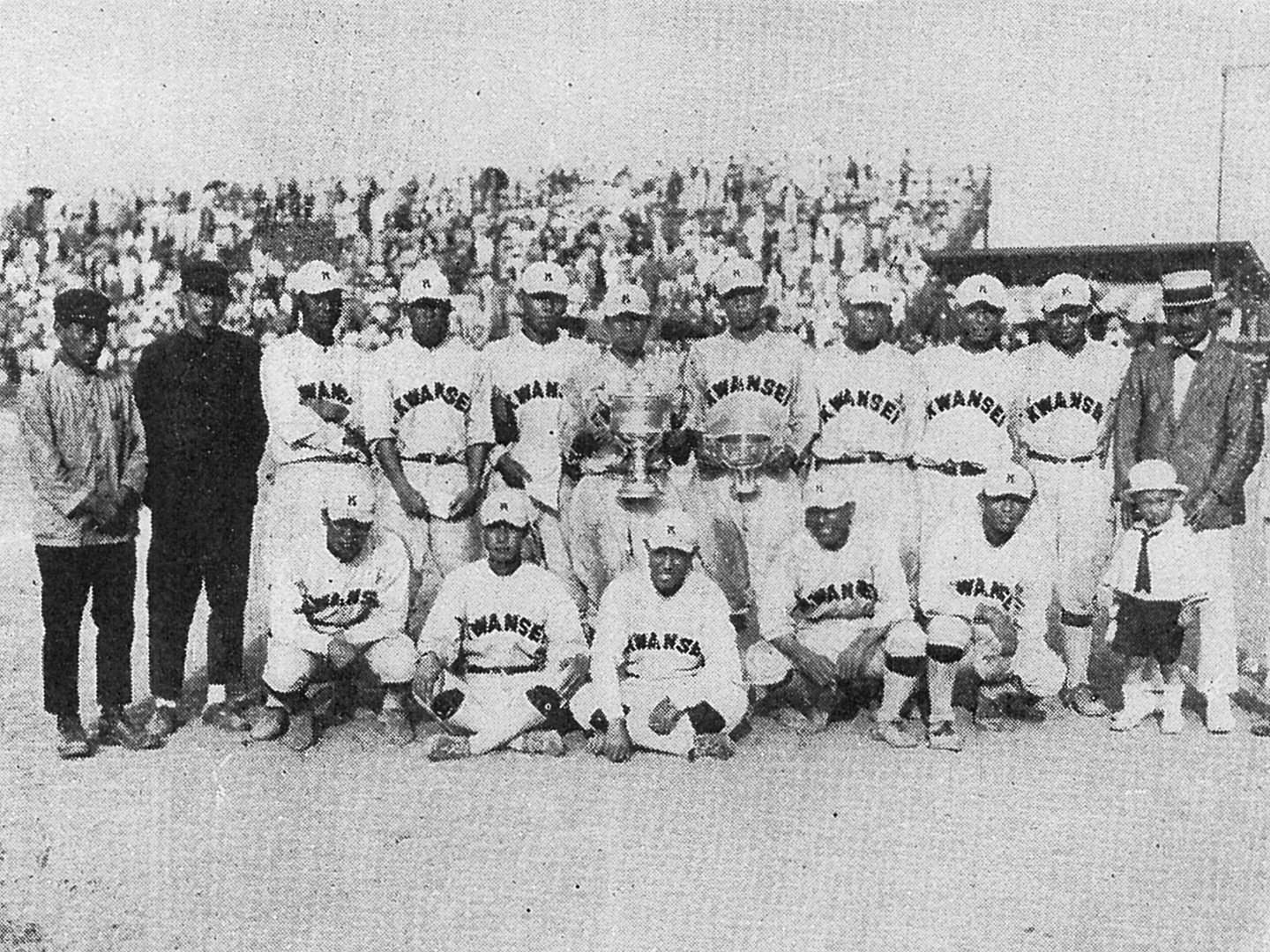
第2回全国高専野球大会で優勝した関西学院野球部（1925年）

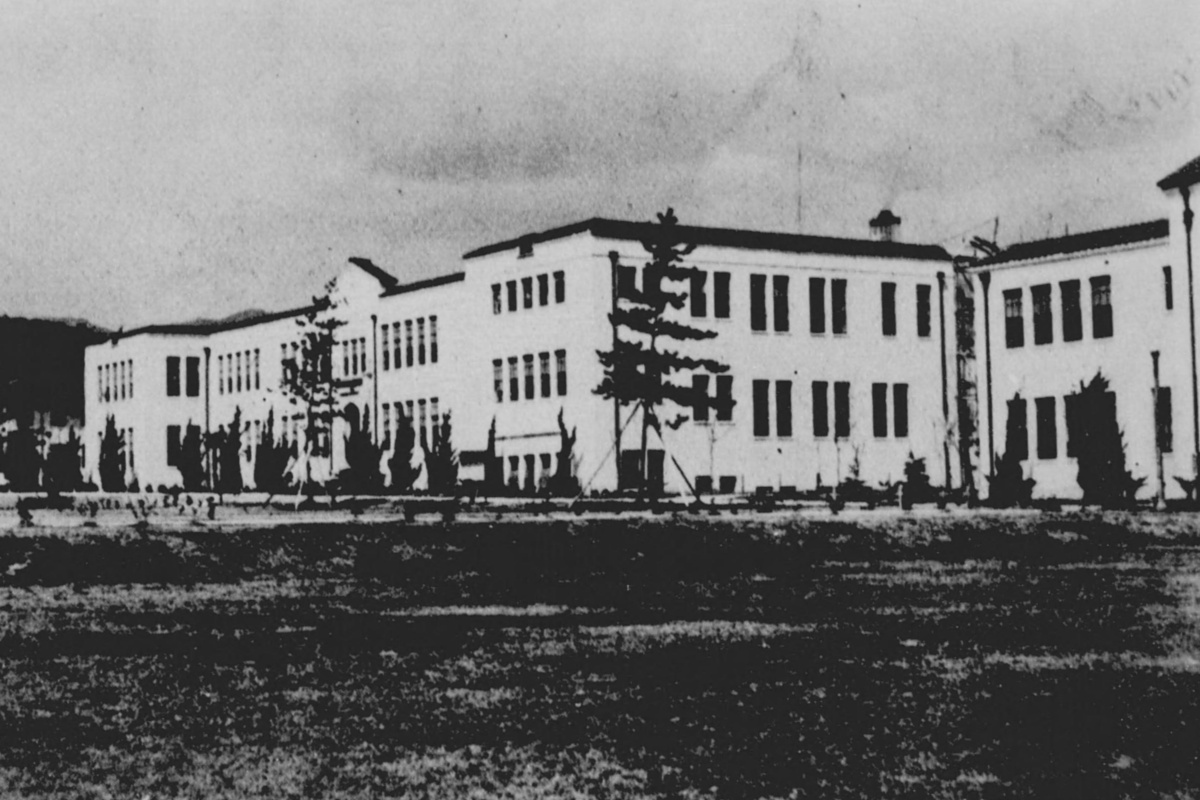
旧法文学部校舎（1935年）

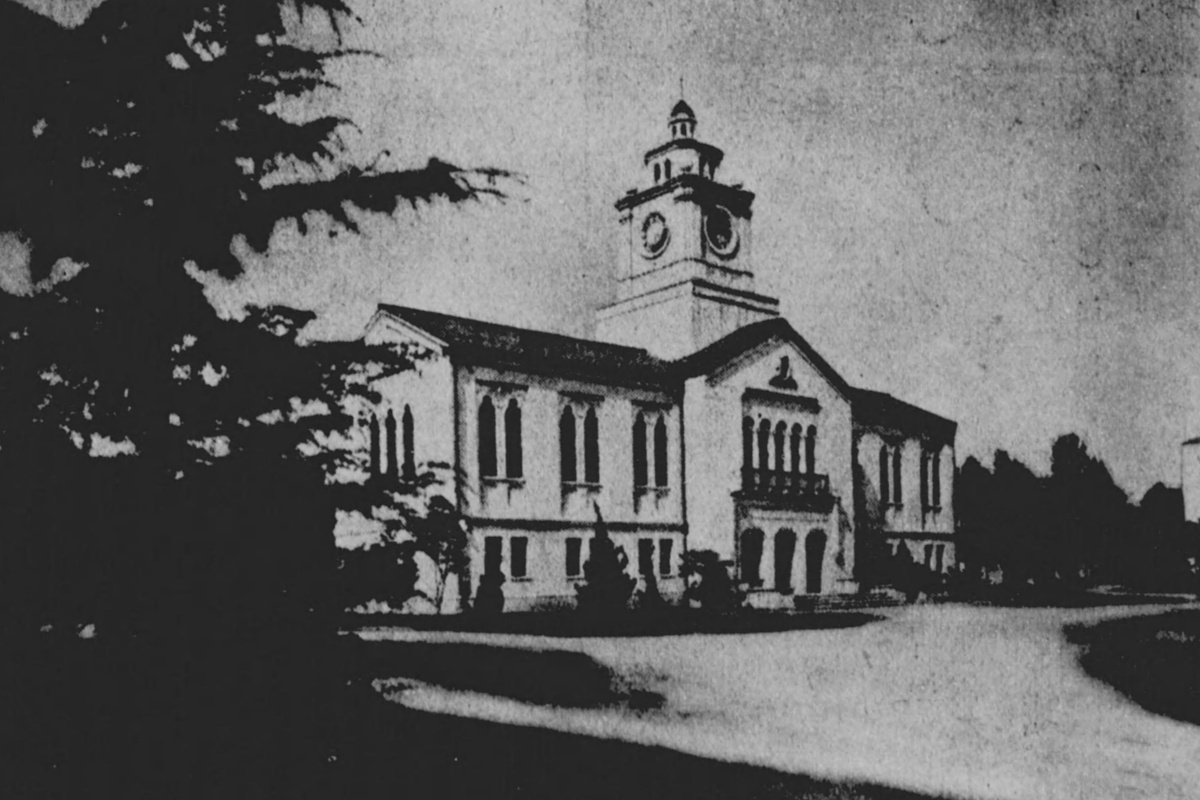
関西学院旧図書館（1939年）

- 1885年 - 米国南メソジスト監督教会伝道局、日本に宣教部を設立することを決定（5月6日）。
- 1886年 - 同教会日本宣教部員、神戸に到着（7月25日）。日本宣教開始（9月17日）。同協会日本宣教部総理W.R.ランバス（創立者）が神戸に到着（11月24日）。
- 1887年 - 読書室をパルモア学院と命名（1月4日）。
- 1888年 - 同教会日本宣教部総理W.R.ランバス、神戸市の東郊「原田の森」近く菟原郡都賀野村内原田村に1万坪の土地売買契約を交わす（11月7日）。
- 1889年 - 土地の買収を終え、登記が完了する（4月19日）。関西学院憲法を制定し、関西学院と命名する（8月）[12]。神学部および普通学部からなる関西学院の設立を兵庫県知事が認可（創立記念日）（9月28日）。授業開始（10月11日）。関西学院（基督教）青年会結成（11月23日）。
- 1890年 - 第2校舎着工（3月）。
- 1891年 - W.R.ランバス院長が休暇帰国（1月）。神学部から第1回の卒業生3名に証状授与（6月29日）。神学部に邦語神学科を新設（9月）。
- 1892年 - 神学部教授吉岡美國が院長に就任（9月1日）。
- 1893年 - 普通学部から第一回の卒業生2名に証状授与（6月24日）。
- 1894年 - 普通学部学則を改正、普通科修業年限を5カ年とし、別に修業年限2カ年の高等科を設置（6月）。三日月の校章を制定（9月）。
- 1895年 - 普通学部高等科の修業年限を4カ年に改正（6月）。
- 1896年 - 神学部邦語神学科課程を改正し、神学簡易科を設置。学年度を4月1日から翌年3月31日までに改正し、当年より施行。
- 1899年 - 第1回同窓会を開催（1月5日）。『同窓会報』第1号を発行（3月5日）。
- 1900年 - 普通学部に修業年限3カ年の英語専修科を設置（3月）。
- 1902年 - 中学校令規程に準拠するように普通学部学則を改正（11月26日）。
- 1904年 - 普通学部高等科課程の修業年限を3カ年に改正。神学部の学科を本科3年、伝道科2年に改正。
- 1906年 - 隣接松林約5000坪を購入（6月15日）。
- 1908年 - 神学部学科課程を本科4年、専攻科1年および別科2年に改め、同年9月専門学校令により文部大臣認可。私立関西学院神学校と改称。
- 1911年 - 神学校学則を本科5年、専攻科1年、別科3年に改正。
- 1912年 - 関西学院神学校を関西学院と改称。神学部[広報 5]と高等学部（文科・商科）を開設。C・J・L・ベーツが、スクール・モットーとして「Mastery for Service」を提唱。
- 1913年 - 神学部に通信教授部を開設（4月）。高等学部の校章を新たに制定（9月）。
- 1914年 - 青山学院神学部教授会との共同編集で『神学評論』を創刊（1941年終刊）[13]。
- 1915年 - 文部省令第2号により普通学部卒業生（明治43年以後）は普通文官任用資格を有すると認定される（2月8日）。普通学部を中学部に名称変更（2月12日）。高等学部の校章を三日月形に復す。高等学部・文科に社会学科が新設される。
- 1918年 - ハミル館献堂式（12月29日）。
- 1919年 - 大学昇格を求める学生運動が起こり、理事会も大学昇格準備に着手する。
- 1921年 - 高等学部を改め、文学部および高等商業学部が認可される（3月28日）。
- 1922年 - 米国の学院連合教育委員会、財政難を理由に大学昇格の延期を勧告[14]。
- 1924年 - 文学部英文科卒業生に対し、師範学校・中学校・高等女学校英語科教員無試験検定出願資格を有すると認定される。学院35周年記念式（10月16日）。
- 1927年 - 理事会で学院校地移転を決議（5月26−27日）。9月28日を創立記念日とする（9月28日）。
- 1928年 - 上ケ原で新校地移転起工式（2月29日）。
- 1929年 - 新校地、武庫郡甲東村「上ケ原」（現：西宮上ケ原キャンパス）に移転（2月下旬から移転を開始し、3月31日に移転完了）。創立40周年記念式典（9月28日）。『開校四十年記念 関西学院史』を刊行。
- 1930年 - 原田校地の正門門柱を上ケ原へ移設（5月）。
- 1931年 - アメリカ・カナダの両教会が大学昇格案を承認（1月17日）。関西学院の設立者を財団法人関西学院に変更することが認可される（9月17日）。
- 1932年 - 大学令により、関西学院大学の設立が認可される（3月7日）。文学部および高等商業部の学則を変更し、3年生の専門部文学部および高等商業学部に改組（3月7日）。大学予科を設置（4月）。
- 1933年 - 図書館時計台の大時計設置（3月）。山田耕筰が来院し、校歌『空の翼』を発表（9月18日）。
- 1934年 - 大学法文学部および商経学部を設置。産業研究所設置（10月）。
- 1935年 - 専門部高等商業学部を廃止し、新たに関西学院高等商業学校を設立（4月1日）。
- 1939年 - 創立50周年記念式典（10月14日）。『関西学院五十年史』を刊行。
- 1940年 - 旌忠碑除幕（2月18日）。宣教師が学院要職から一斉退任し、日本人教授が後任となる（9月11日）。ベーツ院長が帰国[注釈 4]（12月30日）。
- 1941年 - 大学所在地の甲東村が西宮市に編入される（2月）。日本メソヂスト教会が日本基督教団に合同。
- 1942年 - 法文学部文学科に国文学専攻を開設。
- 1943年 - 専門部神学部が閉鎖され、日本西部神学校設置が認可される（3月31日）。出陣学徒壮行会（神戸市主催）に参加（11月19日）[15]。
- 1944年 - 日本西部神学校は日本東部神学校と合併し、日本基督教神学専門学校となる（在学生は東京に移籍）[16]。大学商経学部を学生募集停止。高等商業学校と専門部文学部を廃止し、専門学校政経科と理工科（航空機科、合成化学科、製薬工業科）を設置（4月）。国民生活科学研究所開所（5月）。
- 1945年 - 専門部、予科の授業再開（9月17日）。専門部理工科航空機科を廃止し、工業経営科に転換（9月）。大学講義再開（10月）。
- 1946年 - 神崎驥一が、院長、学長、専門学校長辞任し、新機構の院長に再選され就任（1月19日）。古武弥四郎が学長事務取扱に就任（2月13日）。大学の機構を改め、法学部[広報 6]、文学部[広報 7]、経済学部[広報 8]の3学部とする。専門部政経科を高等商業学部と改称、また理工科は理工専門部と改称、新たに食品化学科設置。文学専門部設置（4月1日）。
- 1947年 - 米国・カナダから宣教師の再来日。新学制による新制関西学院中学部設置。理工科製薬工業科卒業生に、薬剤師免状下付の文部省指定。関西私立四大学学長懇談会を結成（7月）[17]。
- 1948年 - 国民生活科学研究所閉鎖。教育基本法による新制大学へ移行開設。H.W.アウターブリッジが帰院し、学長に就任（4月1日）。大学予科を解消した旧制大学、文学専門部新入生募集停止。高等商業学部の中学教員無試験検定継続承認。
- 1949年 - 専門学校存続に関する法令に従い、高等商業学部と理工科の修業年限を2年に改正。
- 1950年 - 公選制による最初の院長選挙実施。専門学校を短期大学に改組。大学院修士課程開設。旧制文学専門部廃止[18]。
- 1951年 - 商学部を開設。文学部史学科設置。大学院修士課程文学研究科聖書神学専攻・日本文学専攻・社会学専攻設置。大石兵太郎、学長就任（4月1日）。旧制高等商業学部廃止[19]。
- 1952年 - 文学部神学科が分離独立し神学部を開設。短期大学応用化学科廃止（4月1日）。大学4号館（商経合併教室・後の第3別館・現在のD号館の位置の西側部にあった。現在のC号館の機能に相当する校舎。）竣工（5月17日）。
- 1953年 - 短期大学校舎（後の大学本館・現在の大学院1号館の位置にあった）竣工（1月29日）。大学5号館（文学部合併教室・後の第1別館・現在のF号館の機能に相当する校舎。F号館の位置にあった。）竣工（5月1日）
- 1954年 - 大学院に博士課程を設置し、神学研究科聖書神学専攻、文学研究科日本文学専攻・英文学専攻・哲学専攻・心理学専攻、法学研究科基礎法学専攻、経済学研究科経済学専攻設置。大学院文学研究科修士課程に美学専攻、西洋史学専攻設置。新月クラブ（現在の学院本部棟の位置にあった。現在の関西学院会館の機能に相当する。）落成披露（10月25日）。青山学院大学文学部キリスト教学科との間に交換教授制度を設ける[20]。
- 1955年 - 堀経夫が学長に就任（1月27日）。千刈キャンプ場開設（6月30日）。大学6号館（法学部合併教室・後の第2別館・現在のC号館と大学図書館の間のサンクンガーデンの位置にあった。現在のA号館の機能に相当する校舎。）竣工（11月5日）。
- 1956年 - 大学院文学研究科博士課程に西洋史学専攻設置。加藤秀次郎が院長に就任（6月30日）。創立記念日を休日とする（9月28日）。「関西学院発祥之地」の記念碑を原田で除幕（10月27日）。
- 1957年 - 短期大学最後の卒業式（3月20日）。法学部初代校舎（現在の法学部校舎前のサンクンガーデンの位置にあった）竣工（9月12日）。
- 1958年 - 短期大学廃止（3月）。小宮孝が院長に就任（4月1日）。経商教授研究館（後の第2教授研究館の一部）竣工（5月1日）。
- 1959年 - 大学各学部入学定員増員（3月）。大学院法学研究科博士課程に政治学専攻設置。文学部に独文学科設置（4月）。創立70周年記念式典（10月30日）。ランバス記念礼拝堂献堂式（11月1日）。体育館（現在の総合体育館のカマボコ屋根の部分）、学生会館（現在の学生会館旧館）竣工（11月2日）。同窓記念会館（現在の法科大学院校舎の位置にあった）竣工（11月3日）。
- 1960年 - 堀経夫が学長に再任（2月25日）。旧制関西学院大学および旧制関西学院大学大学院廃止（3月31日）[21]。文学部の社会学科と社会事業学科が分離独立し社会学部を開設。初代社会学部校舎（現在のH号館の位置にあった）竣工（9月12日）。
- 1961年 - 理学部(物理学科、化学科)を設置。大学院文学研究科修士課程に日本史学専攻、博士課程に美学専攻・教育学専攻設置。大学院文学研究科修士課程の社会学専攻が分離独立して社会学研究科（修士課程に社会学専攻・社会福祉学専攻、博士課程に社会学専攻）設置。大学院商学研究科修士課程経営学専攻を商学専攻と改称し、博士課程商学専攻設置。理学部校舎（現在の全学共用棟）竣工（4月7日）。
- 1962年 - 初代・第1教授研究館竣工（9月13日）。ワンダーフォーゲル部により、戸隠山小屋竣工（11月23日・現在は関西学院所有）。
- 1963年 - 文学部に仏文学科設置。大学院文学研究科修士課程に独文学専攻、博士課程に日本史学専攻・独文学専攻設置。大学院法学研究科の修士課程および博士課程に民刑事法学専攻設置。大学図書館新館（現在の時計台の裏に増築された。現・大学図書館の敷地の一部に相当する。）竣工（12月11日）。
- 1964年 - 初代スポーツセンター（現在の第2フィールド入口付近にあった）竣工（3月21日）。啓明寮、清風寮増築竣工（4月10日）。第5別館竣工（5月25日）。北沢敬二郎が理事長に就任（6月11日）。立山「山の家」竣工（9月30日）。関西学院大学教員組合結成（10月30日）。関西学院職員組合結成（11月24日）。
- 1965年 - 大学院理学研究科修士課程（物理学専攻・化学専攻）設置。青島矢内記念コテージ竣工（7月24日）。
- 1966年 - 古武弥正が学長に就任（4月1日）。
- 1967年 - 新保健館竣工（3月31日）。計算センター設置（4月1日）。キリスト教主義教育研究室設置（6月1日）。大学院文学研究科修士課程および博士課程に仏文学専攻を設置。大学院理学研究科博士課程（物理学専攻、化学専攻）設置。理学部別館が竣工（6月）。
- 1968年 - 学園紛争（ - 1969年6月）。
- 1969年 - 古武弥正学長が病気のため休任し、小宮孝院長が学長代理を兼任（1月27日）。小宮孝院長が、学長代理を辞任（3月2日）。大学卒業式中止を決定、大学評議会再編（3月15日）。古武弥正が学長辞任（3月18日）。小寺武四郎が学長代行に就任。休校措置を解除（4月1日）。『上ケ原ジャーナル』No.1を発行（6月15日）。大学授業再開（6月30日）。『KG Campus Record』を創刊（6月30日）。矢内正一が理事長に就任（7月18日）。1968年度卒業式（中央芝生）。出席者2104名（8月3日）。
- 1970年 - 小寺武四郎が学長代行に就任（1月8日）。総合コース開講（4月）。改革推進日に代わり「土曜オープンセミナー」開講（5月16日）。
- 1971年 - 関西学院教育振興会設置（3月）。県民大学として関西学院大学公開講座開講（7月24日）。グリークラブホール竣工式（9月6日）。
- 1972年 - 大学文学部・社会学部・法学部の入学定員増加および神学部の入学定員減員（1月）。千刈キャンプ場に辻記念チャペル竣工（8月5日）。総合教育研究室設置（10月12日）。
- 1973年 - 小寺武四郎が学長再任（3月8日）。院長選挙で小寺武四郎が選出（3月30日）。2代目（現）第4別館竣工（4月6日）。小寺武四郎が院長就任（4月12日）するものの、9月30日に辞任。私立学校教職員共済組合加入（11月29日）。院長公選制が廃止となり、理事長が院長を兼務、理事長の補佐役として新たに常務理事選任制度を制定（12月13日）。
- 1974年 - 第2教授研究館増築、池内記念館竣工（2月12日）。久山康が、理事長・院長に就任（2月14日）。小寺武四郎が学長辞任（3月31日）。西治辰雄が学長に就任（6月22日）。
- 1976年 - 大学文学部・社会学部・法学部・経済学部・商学部の入学定員増員（2月）。情報処理研究センター設置（3月）。
- 1976年 - 体育館増築竣工（3月25日）。高等部と共用となり「総合体育館」と改称。
- 1978年 - 2代目（現）法学部校舎竣工（3月30日）。 大学院社会学研究科に社会福祉学専攻博士課程後期課程設置。学院史資料室設置（6月）。現在の学生サービスセンターの位置にあった第2学生会館（上ケ原移転当時からあった初代学生会館）が焼失（6月4日）。千刈セミナーハウス設置（10月14日）。第1回総合関関戦を開催（11月29日・30日）[22]。
- 1979年 - 国際交流センター開設（3月）。
- 1979年 - 4月から自動車通学が禁止。
- 1984年 - 千刈キャンプ・センター棟竣工（3月12日）。学生会館新館竣工（7月21日）。
- 1985年 - 文学部新館竣工（3月6日）。 城崎進が学長を辞任（9月12日）。武田建が学長に就任（11月26日）。
- 1986年 - 学生サービスセンター竣工、第2教授研究館増築竣工（4月17日）。
- 1989年 - 神学部を除く6学部が東京入試実施（2月1日）。講義棟A、B、C号館竣工（3月30日）。兵庫県と現・神戸三田キャンパスに相当する北摂土地譲渡契約締結（3月31日）。理事長に加藤誠之、院長に宮田満雄、学長に柘植一雄が就任（4月1日）。創立100周年記念式典、ホームカミング・デー・オン・KGキャンパス（11月4日）。
- 1990年 - 講義棟D号館竣工（3月28日）。地方入試開始。
- 1991年 - 国際センター廃止（国際交流部に業務統合のため）（3月）。
- 1992年 - 武田建が理事長に就任（4月1日）。言語教育センター設置（4月1日）。セメスター制実施（4月1日）。経済学部にオープン・カレッジ・コース設置（4月1日）。
- 1993年 - 商学研究科にマネジメント・コース（昼夜開講制・社会人対象）開設（4月1日）。
- 1994年 - 講義棟E号館および第1教授研究館新館竣工。それまでの第1教授研究館を「第1教授研究館本館」と改称（9月14日）。
- 1995年 - 阪神・淡路大震災で23名の学院関係者が死亡（1月17日）。神戸三田キャンパス（以下、KSCと表記。西宮上ケ原キャンパスはNUCと表記）ならびに総合政策学部を新設[11]（4月1日）。I号館・II号館・初代III号館（現・第1厚生棟）・体育館の竣工は3月。新大学図書館第1期開館（10月1日・NUC）。
- 1997年 - 関西学院のホームページを開設（8月22日）。
- 1997年 - 今田寛、学長に就任（4月1日）。NUCの新大学図書館の全面竣工開館（9月25日）。NUCの講義棟F号館竣工（9月25日）。複数分野専攻制 (MDS) 導入。関西学院大学出版会を設立。
- 1998年 - 関西学院ハイテク・リサーチ・センターが神戸三田キャンパスに竣工（3月）。山内一郎、院長に就任（4月1日）。「ランバス関係姉妹校間協定」締結（3月27日）。高等部新制五十周年記念式典（10月24日）。
- 1999年 - NUCの関西学院会館竣工（9月16日）。
- 2000年 - K.G.ハブスクエア（現、大阪梅田キャンパス）を大阪市北区の「アプローズタワー」に開設（4月7日）。第2フィールドに2代目（現）スポーツセンター竣工（6月24日）。KSCの「神戸三田キャンパスランバス記念礼拝堂」献堂式（9月25日）。関西学院創立111周年記念式典（9月28日）。
- 2001年 - 言語コミュニケーション文化研究科を開設。NUCに、言語コミュニケーション文化研究科を開設。KSCの2代目（現）III号館（総合政策学部・図書メディア館）・IV号館（理学部本館）・第2厚生棟が竣工（8月3日）。初代III号館を第1厚生棟と改称。夏期休暇中に、理学部がKSCへ移転（8 - 9月）[11]。
- 2002年 - 理学部を理工学部に改組し[11]、生命科学科と情報科学科を増設。総合政策学部にメディア情報科学科を増設。研究推進機構発足。
- 2003年 - 東京千代田区のパレスビルに東京オフィス開設（9月26日）。
- 2004年 - NUCの大学院1号館・大学院2号館（法科大学院校舎）・本部棟竣工（3月8日）。法科大学院（ロースクール）を開設。サテライトキャンパスであったK.G.ハブスクエアを正式なキャンパスへ昇格させ、大阪梅田キャンパスとして開設。ジョイント・ディグリー制度を開始。大学院理学研究科が理工学研究科に改称。理化学研究所 発生・再生科学総合研究センター（神戸市）と教育および研究への協力に関する協定を締結（4月）。
- 2005年 - ビジネススクール・アカウンティングスクールを開設。千刈セミナーハウス休館（10月31日）
- 2006年 - NUCの吉岡記念館竣工（3月10日）。大学院理工学研究科生命科学専攻博士課程後期課程、情報科学専攻設置。第3フィールド竣工（10月28日）。
- 2007年 - 東京オフィスを移転・拡充し、東京駅に隣接したサピアタワーに東京丸の内キャンパスを開設（6月25日）。兵庫医科大学と学術交流協定を締結。関西学院大学機関リポジトリの稼動。大阪梅田キャンパスを増床。研究推進機構と社会連携センターを統合し、研究推進社会連携機構に改編。
- 2008年 - NUCのG号館1期（人間科学部棟とラウンジ棟）竣工（3月24日）。社会学部の社会福祉学科が分離独立し、NUCに人間福祉学部を開設。経営戦略研究科に先端マネジメント専攻（博士課程）開設。博物館開設準備室をNUCの時計台1階に開設。KSCのVI号館（理工学部）竣工（10月）。
- 2009年 - KSCの建築実験棟（総合政策学部）竣工（2月）。KSCのV号館（理工学部）竣工（3月）。第4フィールド竣工（3月）。KSCのVI号館に図書メディア館を移す（4月）。学校法人関西学院と学校法人聖和大学の合併により、西宮聖和キャンパス（以下、NSCと表記）に教育学部を開設。総合政策学部に、都市政策学科と国際政策学科を設置。理工学部に、数理科学科と人間システム工学科を設置し、生命科学科に生命科学専攻と生命医科学専攻を設置。大学院理工学研究科に数理科学専攻（修士課程）を設置。吉林オフィスとトロントオフィスを開設。NSCの山川記念館が完成（12月、ただし竣工式典は翌年3月8日）。
- 2010年 - NUCのG号館の増築（国際学部棟）竣工（3月26日）。NUCに国際学部を開設。高等教育研究センターを開設。NUCの2代目（現）第1教授研究館（本館）が竣工（12月10日）。第1教授研究館新館を第1教授研究館（新館）に表記を変更。
- 2011年 - 大学院理工学研究科に数理科学専攻（博士課程後期課程）を設置（4月）。NSCの聖和大学大学院廃止認可（10月17日）。連携講座「次世代の後継者のための経営学」を開設。
- 2013年 - NUCの（2代目）中央講堂の閉館式に相当する「感謝のつどい」開催（2月9日）。新たな執行体制に移行。大学の組織改編により教務機構、学生活動支援機構、情報環境機構、国際連携機構を設置。大学院理工学研究科に人間システム工学専攻（博士課程前期課程・後期課程）を設置。教育学部に教育学科を設置。KSCのアカデミックコモンズ竣工（3月28日）。NSCの聖和大学の廃止認可（10月18日）。
- 2014年 - NUCに社会学部2代目（現）校舎とH号館竣工（3月24日）。H号館にラーニングコモンズを開設。長期休館中の千刈セミナーハウスが正式に閉館（3月31日）。大学院に国際学研究科国際学専攻(博士課程前期課程・後期課程)設置。文部科学省のスーパーグローバル大学のグローバル化牽引型に採択（9月26日）。NUCの（3代目）中央講堂（125周年記念講堂）竣工（9月27日）。中央講堂地階にもラーニングコモンズを開設。関西学院大学博物館の開設および創立125周年式典（9月28日）。
- 2015年 - （2代目）清風寮が聖和寮の隣に移転竣工（2月27日）。KSCのVII号館竣工（3月23日）。NUCの（3代目）中央講堂（125周年記念講堂）のパイプオルガン奉献式（3月28日）。理工学部に、先進エネルギーナノ工学科、環境・応用化学科、生命医化学科が増設される（4月1日）。
- 2016年 - 総合体育館の改修がほぼ完成し、1階にトレーニングセンターが移転（2月1日）。1969年以来、事実上活動を停止していた学生会に代わり、「学生連盟」が発足する（4月1日）。
- 2017年 - NSCの（2代目）2号館竣工（3月23日）。
- 2019年 - 西宮北口キャンパスを開設し、司法研究科（ロースクール）を移転。文学部総合心理科学科が「心理科学実践センター」を開設（4月1日）。
- 2021年 - KSCの総合政策学部と理工学部を再編。理工学部は理学部、工学部、生命環境学部の3学部に分割再編し、総合政策学部から建築のコースを独立させ建築学部を新設し、総合政策学部は定員を減じた。NUCのI号館竣工。
- 2022年 - NUCの第2教授研究館（新館）竣工（3月25日）。KSCのVIII号館竣工（9月5日）。
- 2023年 - 神戸市の「王子公園再整備にかかる大学設置・運営事業」において、関西学院大学「王子キャンパス（仮称）」を設置することについて合意し、基本協定を締結した（12月22日）（王子公園再整備にかかる大学設置・運営事業について[23] ）。
- 2025年 - KSC近接地に、学生寮・インキュベーション施設・商業施設からなる複合施設「KSC Co-Creation Village」を開設予定（4月）。

## 基礎データ

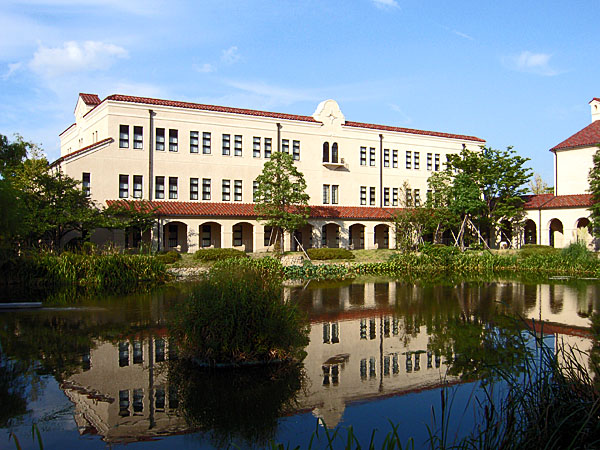
学院本部棟（西宮上ケ原キャンパス）

### 所在地
- 西宮上ケ原キャンパス（〒662-8501 兵庫県西宮市上ケ原一番町1番155号）
- 西宮聖和キャンパス（〒662-0827 兵庫県西宮市岡田山7番54号）
- 神戸三田キャンパス（〒669-1330 兵庫県三田市学園上ケ原1番）
- 大阪梅田キャンパス（〒530-0013 大阪市北区茶屋町19番19号 アプローズタワー10・14階）
- 東京丸の内キャンパス（〒100-0005 東京都千代田区丸の内1丁目7番12号 サピアタワー10階）
- 西宮北口キャンパス（〒663-8204 兵庫県西宮市高松町5番22号 阪急西宮ガーデンズゲート館7～10階）

サウスカロライナ州旗・ヤシの木は後から付け加えられた

### 校章
校章は三日月。「新月」あるいは「弦月」とも呼ばれる。1894年（明治27年）に当時の学生らによって制定されたもので、月の満ち欠けと学生の進歩と成長を重ね合わせている（上の「エンブレムと校章」参照）。なお、この弦月のデザインは、第3代院長J. C. C. ニュートンの出身であるアメリカ・サウスカロライナ州旗のデザインや州兵の徽章等を参考にし、上記の意味は後から意味付けされたものとする説もある。

### 校歌
関西学院には、英語歌詞および日本語歌詞による校歌がそれぞれ2曲、合わせて4曲の校歌がある。そのほか、応援歌・学生歌は約20曲ほどある。1902年 - 1904年に関西学院普通学部に在籍した山田耕筰は、校歌『空の翼』、校歌『緑濃き甲山』、「関西学院頌歌」、校歌『A Song for Kwansei』、応援歌『打ち振れ旗を』の5曲を作曲している。
- 校歌『Old Kwansei』

最初の校歌で英語の歌詞。米国プリンストン大学のカレッジソング『Old Nassau』の歌詞と旋律を一部改編したもの。歌詞の改変は以前は吉岡美國第2代院長とされていたが、現在では吉岡院長夫人の妹、岡島まさが行ったものと考える説が強まっている。1900年秋の第5回英語会で創立間もないグリークラブによって初めて歌われた。ただ、関西学院の校歌として歌われるようになった経緯は不明。校歌『空の翼』が校歌として制定されるまで、よく歌われた。
- 校歌『空の翼』[広報 10]

入学式や卒業式で必ず歌われる。また、スポーツ観戦や同窓生の集まりなどでもよく歌われるため、在学生や卒業生にとっても一番身近な歌である。1933年（昭和8年）、大学昇格を機に「日本語の新しい校歌を」と、関西学院中学部同窓である山田耕筰に作曲を依頼し、山田耕筰の紹介で北原白秋が作詞した。両氏は作詞作曲を前に上ケ原のキャンパスを視察したが、北原白秋は丘の上にあるキャンパスに向かう道沿いに清らかな水が流れているのを見て「清明ここに道あり我が丘」のフレーズを、中央芝生から仰ぎ見る甲山の姿を見て「眉にかざす聖き甲」のフレーズを、時計台から一望できた大阪平野の展望を見て「旗は勇む武庫の平野」のフレーズを作り、植えられて間もなくまだ小さいポプラ並木を見て、誕生間もないがこれから発展するであろう大学の姿を「ポプラは羽ばたく」のフレーズに込めたとされる。発表会は（2代目）中央講堂で山田耕筰が自ら指揮をして行われた。なお、現在は「自治」を歌った2番はあまり歌われなくなり、1・3番が主に歌われる。

校歌「空の翼」
1.
風に思う空の翼
輝く自由 Mastery for Service
清明ここに道あり我が丘
関西 関西 関西 関西学院
ポプラは羽ばたくいざ響け我等
風 光 力 若きは力ぞ
いざ いざ いざ上ケ原ふるえ
いざ いざ いざ いざ上ケ原ふるえ
2.
眉にかざす聖き甲
萌えたつ緑　Mastery for Service
躍々更に朗らよ我が自治
関西　関西　関西　関西学院
（以下繰り返し）
3.
旗は勇む武庫の平野
遙けし理想　Mastery for Service
新月ここに冴えたり我が士気
関西　関西　関西　関西学院
（以下繰り返し）
- 校歌『緑濃き甲山』

1939年、学院創立50周年を記念して作られた。『空の翼』の中には"Mastery for Service"など英語の歌詞が含まれるため、戦時中に歌うのは憚られる風潮があった。このため、『空の翼』に替わる第2校歌として歌われていた。作詞はOBであり、『きよしこの夜』をはじめ多くの賛美歌の日本語訳や、日本で作られた多くの賛美歌の作詞者である由木康である。「甲山」は単に「かぶと」と読む。作曲は山田耕筰。
- 校歌『A Song for Kwansei』

英語の歌詞。イギリスの詩人エドマンド・ブランデンが作詞、山田耕筰が作曲。ブランデンは1947年から1950年にかけて教員として日本に滞在していたが、1949年2月、関西学院に来学した際に作詞を依頼され、創立60周年を記念して作られた。同年10月には、ブランデンを招いて発表会が行われた。現在でも入学式・卒業式の開始の際にファンファーレ代わりに演奏される他、大学祭中に開催される応援団総部の行事である「総部祭」の開幕時にもファンファーレ代わりの前奏に続けて歌われている。

### 応援歌
数ある応援歌のうち、代表的なものを記す。
- 新月旗の下に

1954年に学院創立65周年を記念して応援団総部と新聞総部が中心となって歌詞を公募し、20篇ほどの作詞作品の中から選ばれ、曲も募作品20曲ほどの中から選定されたものである。最もよく歌われる応援歌で、球技等の得点時や勝利決定時などにはほぼ必ず歌われる。歌詞の中には校歌「空の翼」に使われている「風」・「光」・「力」が使われている。作曲は石田清和喜、作詞は武石幸雄。
- 打ち振れ旗を

1959年の学院創立70周年記念に応援団と学生会が企画したもの。作詞は同窓の詩人竹中郁。山田耕作が関西学院のために作曲した最後の曲。現在、応援団では「学生歌」とする。
- 関学勝利の歌

関学のマスコットソング。エイトマンの歌の替え歌。1971年から採用されている。
- 弦月さゆる高台に

1979年の学院創立90周年を記念して、20年ぶりに作られた応援歌。作曲は梅谷忠洋、作詞は北山直樹。現在、応援団では「新応援歌」とする。
- Fight on, KWANSEI

本来は関西学院大学ファイターズの部歌であるが、応援団ではアメリカンフットボール以外の応援にも応援歌として使っている。

### 逍遥歌
- 弦月高く

元は終戦直後の1948年に応援団総部によって公募された「応援歌・弦月」。ゆったりとした曲調で、現在は応援団では応援歌ではなく逍遥歌とされ、本来は隣の人と肩を組んで歌うことになっている。作曲は大沢寿人、作詞は小野常夫と高岡章。
- 四季有情

1989年の学院創立100周年記念で、体育会と応援団総部のOB会が共催して詩を募集し、作られた。作詞は経済学部名誉教授の楠瀬敏彦、作曲は宗教音楽主任の曽山一夫。

### カレッジ・カラー
K・Gブルーと呼ばれる「紺」が制定されている。明治期、普通学部（のちの旧制中学部）ではスクールカラーの導入が検討されており、教員は各自の出身校のヴァンダービルト大学の黄と黒や、イェール大学の青を関西学院のスクールカラーにしたいと主張した。1905年、普通学部教授だったM・V・ガーナー (M.V.Garner) と普通学部長だったS・H・ウェンライト (S.H.Wainright) の協議により日本語の赤心と熱愛を表す「紅」と純潔を表す「白」がスクールカラーとして定められた。1928年4月に専門部学生会は「蒼空」を象徴する「紺青」を新たに専門部（大学）独自のスクールカラーとして定めた。

### 教員数および学生数
- 学部学生数24,737人、大学院学生数1,361人、計26,098人
- 教員（本務）数772人、教員（兼務）数1,723人、計2,495人

（2024年5月1日時点）
学士課程
|                                | 神学部 | 文学部 | 社会学部 | 法学部 | 経済学部 | 商学部 | 理工学部 ※募集停止 | 総合政策 学部 | 人間福祉 学部 | 教育学部 | 国際学部 | 理学部 | 工学部 | 生命環境 学部 | 建築学部 | 学部合計 |
| ------------------------------ | ------ | ------ | -------- | ------ | -------- | ------ | ------------------ | ------------- | ------------- | -------- | -------- | ------ | ------ | ------------- | -------- | -------- |
| 専任教員数 (A)                 | 14     | 75     | 51       | 55     | 55       | 52     | ー                 | 58            | 44            | 41       | 45       | 44     | 45     | 50            | 17       | 646      |
| 入学定員                       | 30     | 770    | 650      | 680    | 680      | 650    | ー                 | 495           | 300           | 350      | 300      | 180    | 265    | 228           | 132      | 5,710    |
| 収容定員                       | 120    | 3,080  | 2,600    | 2,720  | 2,720    | 2,600  | ー                 | 1,980         | 1,200         | 1,400    | 1,200    | 720    | 1,060  | 912           | 528      | 22,840   |
| 在籍学生数 (B)                 | 139    | 3,440  | 2,701    | 2,945  | 3,001    | 2,800  | 162                | 2,139         | 1,292         | 1,485    | 1,288    | 723    | 1,100  | 953           | 569      | 24,737   |
| 教員一人 当たりの 学生数 (B/A) | 9.9    | 45.9   | 53.0     | 53.5   | 54.6     | 53.8   | ー                 | 36.9          | 29.4          | 36.2     | 28.6     | 16.4   | 24.4   | 19.1          | 33.5     | 38.3     |

博士課程前期課程
|                                | 神学 研究科 | 文学 研究科 | 社会学 研究科 | 法学 研究科 | 経済学 研究科 | 商学 研究科 | 理工学 研究科 | 総合政策 研究科 | 言語コミュニ ケーション 文化研究科 | 人間福祉 学研究科 | 教育学 研究科 | 国際学 研究科 | 研究科合計 |
| ------------------------------ | ----------- | ----------- | ------------- | ----------- | ------------- | ----------- | ------------- | --------------- | ---------------------------------- | ----------------- | ------------- | ------------- | ---------- |
| 専任教員数 (A)                 | 10          | 76          | 34            | 42          | 40            | 31          | 97            | 45              | 48                                 | 23                | 28            | 28            | 502        |
| 入学定員                       | 10          | 64          | 12            | 45          | 30            | 30          | 242           | 50              | 30                                 | 8                 | 6             | 6             | 533        |
| 収容定員                       | 20          | 128         | 24            | 90          | 60            | 60          | 484           | 100             | 60                                 | 16                | 12            | 12            | 1,066      |
| 在籍学生数 (B)                 | 14          | 66          | 24            | 31          | 9             | 12          | 496           | 29              | 44                                 | 20                | 8             | 9             | 762        |
| 教員一人 当たりの 学生数 (B/A) | 1.4         | 0.9         | 0.7           | 0.7         | 0.2           | 0.4         | 5.1           | 0.6             | 0.9                                | 0.9               | 0.3           | 0.3           | 1.5        |

博士課程後期課程
|                                | 神学 研究科 | 文学 研究科 | 社会学 研究科 | 法学 研究科 | 経済学 研究科 | 商学 研究科 | 理工学 研究科 | 総合政策 研究科 | 言語コミュニ ケーション 文化研究科 | 人間福祉 学研究科 | 教育学 研究科 | 国際学 研究科 | 経営戦略 研究科 | 研究科合計 |
| ------------------------------ | ----------- | ----------- | ------------- | ----------- | ------------- | ----------- | ------------- | --------------- | ---------------------------------- | ----------------- | ------------- | ------------- | --------------- | ---------- |
| 専任教員数 (A)                 | 10          | 72          | 34            | 42          | 40            | 31          | 97            | 45              | 48                                 | 23                | 28            | 28            | 24              | 522        |
| 入学定員                       | 2           | 20          | 4             | 6           | 3             | 5           | 26            | 5               | 3                                  | 5                 | 3             | 2             | 6               | 90         |
| 収容定員                       | 6           | 60          | 12            | 18          | 9             | 15          | 78            | 15              | 9                                  | 15                | 9             | 6             | 18              | 270        |
| 在籍学生数 (B)                 | 1           | 19          | 11            | 2           | 3             | 6           | 41            | 8               | 14                                 | 4                 | 7             | 3             | 15              | 134        |
| 教員一人 当たりの 学生数 (B/A) | 0.1         | 0.3         | 0.3           | 0.05        | 0.1           | 0.2         | 0.4           | 0.2             | 0.3                                | 0.2               | 0.3           | 0.1           | 0.6             | 0.3        |

専門職学位課程
|                                | 司法 研究科 | 経営戦略 研究科 | 研究科合計 |
| ------------------------------ | ----------- | --------------- | ---------- |
| 専任教員数 (A)                 | 20          | 35              | 55         |
| 入学定員                       | 30          | 170             | 200        |
| 収容定員                       | 90          | 340             | 430        |
| 在籍学生数 (B)                 | 96          | 369             | 465        |
| 教員一人 当たりの 学生数 (B/A) | 4.8         | 10.5            | 8.5        |

出典：
- 「基礎情報」『学校法人関西学院 2024年度事業報告書』、12頁。
- 「（表5）専任教員年齢構成」『大学基礎データ 2024』関西学院大学。

注記：

1. ↑  学部に属しない「その他の組織等」の教員を含む場合は、715人。
2. ↑  学部に属しない「その他の組織等」の教員を含む場合は、34.6人。

そのほか、上記の表において、「専任教員数」にかかる実従事者が課程間で重複することを想定している。

### 学費
関西学院大学の学費では、4年間一括明示方式を採用している。
- 入学金

全学部共通で、200,000円（2024年度）。
- 学費および諸費用

2024年度入学者については、文系学部で年間約1,150,000円 - 1,400,000円、理工学部で約1,650,000円となっている。第2学年以上については、文系学部で年間約940,000円 - 1,200,000円、理工学部で約1,500,000円となっている。

### 運営体制
1889年の創設以来、院長が学院全体を総括する体制であった。しかし、法人格取得以後は経営の責任者として理事長職が設けられ、新制大学以降は学長職が設けられ、院長・理事長・学長が組織運営にあたってきた。大学紛争後は院長が理事長を兼任して法人を代表する体制になったが、1980年代にキャンパス用地取得をめぐって紛糾し、事態収束後も法人と大学、経営と教学は対置される構図となった。教育と研究のあり方は大学の専決事項となり、その教学活動と運営のための財政基盤については法人側が責任をもつ「経営と教学の分離」が進み、組織運営における二重構造が固定化した。経営と教学の分離は、大学における『学問の自由』『大学の自治』を担保する機能をしたが、教育・研究と財政、双方の計画を総合的に立案する経営的な視点が弱くなり、将来にわたる戦略性を高めることが十分にできないという欠点があった。また、権限の分散による意志決定過程の複雑化と、決定に伴う時間消費が大きく責任の所在も不明確になる問題もあった。
1990年代後半から、法人と大学が一体となって意思統一を図りながら大学経営に取り組む必要性が強く意識されるようになった。このため2003年には、理事長・常務理事・常任理事と学長・副学長および学部長が一堂に会し合意形成を図るための経営教学協議会を発足させ、両者の一体化を進め、2013年に現在の新しい執行体制に移行した。

## 組織

### 学部
- 神学部[広報 5]

1888年8月、南メソヂスト監督教会宣教師W.R.ランバスが神戸に青年のための学校開設を提議したのが始まりである。1889年8月、学院憲法を制定され、同年9月に開校する。W.R.ランバスは初代院長となり、神学部長は、J.C.C.ニュートン。1891年6月には神学部英語神学科より最初の卒業生3人が出ることとなった。1907年の日本メソヂスト教会成立により、神学部は西日本における神学教育機関となった。しかし、1941年の日本基督教団設立にともなう神学校統廃合の流れの中で関西学院神学部は1943年に日本西部神学校、さらに翌年には日本基督教神学専門学校への統合を強いられ、関西学院での神学教育は一時中断を余儀なくされた。
終戦後の1948年4月に新制大学文学部神学科が設置され、1952年4月に神学部となる。神学の研究とその普及を図ることを目的として、関西学院大学神学研究会を設置している。同研究会を通して研究会および講演会の開催、学術雑誌『神学研究』の出版などを実施している。神学部は青山学院大学が神学科を廃止したことにより現在の日本でメソジストの伝統を汲むものとしては唯一の存在となっている。日本基督教団新生会など、バプテストの系列の学生も入学している。聖和大学の吸収合併により、聖和大キリスト教学科にあったキリスト教教育主事の養成も移管されている。なお、学部の下には学科を設置していない。全学年で約130名の少数人数教育となっている。キリスト教伝道者コースは現在でも神学校扱い（日本基督教団認可神学校)であり、神学部のアドミッション・ポリシーには「キリスト教伝道者コースに入学を許可される者は（中略）バプテスマ（洗礼）を受けた者である」と明記されているが、キリスト教思想・文化コースはそのような制限はなく、誰でも入学できる。
- キリスト教伝道者コース
- キリスト教思想・文化コース

- 文学部[広報 7]

1934年の大学令による大学昇格時に、法文学部文学科として哲学、倫理学、心理学、宗教学、社会学、英文学の6専攻からスタートした。開設当初は教授5名と助教授1名が指導し、1936年に25名の卒業生を送り出した。1937年に教授8名となり、1942年には国文学専攻を設置した。戦後、1946年に法文・商経学部が廃止となり、新たに法学部・文学部・経済学部の3学部（定員各80名）が設置された。文学部は、旧制時代を引き継ぎ、哲学科、神学科、心理学科、教育学科、社会学科、国文学科、英文学科の7学科を開設した。1949年には教授13名、助教授5名、専任講師10名、助手8名の教員組織となった。さらに、1951年に史学科、1952年に美学科と社会事業科が相次いで増設され、1959年には独文学科、1963年には仏文学科が増設された。神学科は関西学院の創立以来の経緯からも独立した学部であることが望まれ、1952年に独立した学部となった。また、1960年には社会学科と社会事業科が新たに社会学部を創設し、文学部から分離独立した。その後、1977年には教育学科を教育学専修と教育心理学専修の2類に分け、翌年1978年には史学科を日本史学・東洋史学・西洋史学・地理学の4類へと分け、9学科13専修となった。2003年には文化歴史学科、総合心理科学科、文学言語学科の3学科に再編となった。
- 総合心理科学科
- 文化歴史学科
  - 哲学倫理学専修
  - 美学芸術学専修
  - 地理学地域文化学専修
  - 日本史学専修
  - アジア史学専修
  - 西洋史学専修

- 文学言語学科
  - 日本文学日本語学専修
  - 英米文学英語学専修
  - フランス文学フランス語専修
  - ドイツ文学ドイツ語専修

- 社会学部[広報 15]

1960年に文学部から社会学科と社会事業学科が独立する形で発足。同時期に設立が計画されていた理学部と「抱き合わせ」の形で設置が計画された。社会学部としては1951年の一橋大学社会学部や1952年発足の法政大学社会学部よりも後に発足しているが、社会学科としてはその起源は1915年に遡り、日本最古の社会学科とされる。長く単一学科であったが、1999年に社会福祉学科が設立され2学科となる。社会福祉学科は2008年に人間福祉学部として分離以降は「領域」はあるものの再び単一学科となり、学生はどの講義も選択できる。
- 社会学科
  - 教育・研究領域：社会・共生系（「メディア領域」、「社会表象領域」）、メディア・表象系（「グローバル社会領域」、「現代社会学領域」、「ソーシャル・ネットワーク領域」）、人間・心理系（「臨床社会領域」、「社会心理領域」）

- 法学部[広報 6]

1934年旧制大学学部である法文学部として発足。1946年に文学部と分離した。1948年以降、新学制による法学部として、現在に至っている。法律学科と政治学科を有する。コースへの分属は司法特修コース以外は2年秋学期。司法特修コースは2年春学期。
- 司法特修コース
- 司法・ビジネスコース(法律学科のみ）
- 公共政策コース
- グローバル法政コース
- 法政社会歴史コース

- 経済学部[広報 8]

1912年（明治45年）、高等学部に創設された商科が起源。1921年（大正10年）に高等商業学部として独立。1934年の旧制大学設立時に商経学部が創設され、商業科と経済学科が開設される。1948年の新制大学への移行に伴い、商経学部は経済学部に改称。2年からコースに分属。また2年後期よりゼミナールに所属する。
- 経済学の理論コース
- 金融とファイナンスコース
- 国の公共政策コース
- ビジネスと産業コース
- 経済情報システムコース
- 経済の歴史と思想コース
- 国際経済コース
- 地域政策コース（経済学部・法学部連携コース）

- 商学部[広報 16]

1912年（明治45年）、高等学部に創設された商科が起源。1921年に、高等商業学部として独立。1934年の旧制大学設立時に、商経学部が創設され、商業科と経済学科が設置される。1948年、新制大学への移行に伴い、商経学部は経済学部に改称。その後、1951年に、経済学部から商科が独立し、新制学部として現在の商学部が設置された。コースへの分属は3年進級時。
- 経営コース
- 会計コース
- マーケティングコース
- ファイナンスコース
- ビジネス情報コース
- 国際ビジネスコース

- 理工学部[広報 17]（募集停止、4学部に再編）

1957年の理工科廃止以降、新しい理工系学部建設の要望が、特に旧理工科教員から強力に出されていた。これを受け、小宮孝の院長就任に際して、理事会の中に研究会が設けられた。そして1958年（昭和33年）に理学部創設の方針が確定した。1961年（昭和36年）、関西学院の創立70周年記念事業の一環として理学部が設立された。設立には仁田勇博士（当時、大阪大学教授）が中心的な役割を果たした。発足当初は物理学科と化学科の2学科から構成された。仁田博士は卒業生の就職先のことを考え、また学術の発展の方向性を考慮し、物理学科は物性物理を中心とし、化学科には生化学を含めた構成とした（設立経緯の詳細は、Wikipedia記事「仁田勇」も参照）。理学部設立に際して、仁田の呼びかけに富家勇次郎（当時大阪大学理学部）、鈴木啓介（当時神戸大学理学部）、灰佐雅夫（当時岡山大学理学部）、中村幸四郎（当時大阪大学教養部）、堀健夫（当時、北海道大学低温研究所長）らが応じた。両学科の定員をそれぞれ50名に抑えることで、私立大学としては珍しく少人数教育による研究指導を指向した。教員の構成は講座制ではなく学科目制であり、物理系（講師以上）15名、化学系（講師以上）15名であった。1960年（昭和35年）秋に第一回目の入学試験が実施され、定員100名に対して約800名の出願があった。設立4年後の1964年（昭和39年）の入試では志願者倍率は20倍に達した。設立当初大学は実力養成の場であり、無責任な卒業生を出さないという教育方針が徹底して行われ、4年間で卒業できた学生は入学時の6 - 7割程度であった。少人数教育の他に、デモンストレーション物理学（後述）など特色ある講義がある。2001年夏に、理学部は上ケ原キャンパスから神戸三田キャンパスに全面的に移転した。2002年4月に、生命科学科および情報科学科の新設と物理学科、化学科の拡充を骨子とする改組転換計画が2000年3月28日開催の大学評議会で承認された。2009年4月に、物理学科数学専攻を拡充した数理科学科を、情報科学科内にあったインタラクション分野を拡充した人間システム工学科を新設し、現在に至っている。神戸三田キャンパス第三期充実事業と理系分野の強化・拡充事業を総事業費約90億円をかけて実施し、2015年4月に、先進エネルギーナノ工学科、環境・応用化学科、生命医化学科の3学科が新たに設置された。2021年4月、同じ神戸三田キャンパスにある総合政策学部の建築分野と合わせて、理学部、工学部、生命環境学部、建築学部に再編。理工学部は、在籍学生が全員卒業するまで存続する。
- 物理学科（入学定員75名）
研究分野：理論物理学、実験物理学
- 化学科（入学定員75名）
研究分野：無機・分析化学、物理化学、有機化学
- 数理科学科（入学定員75名）
  - 数学コース
  - 応用数理コース
注：4年次にコース選択

- 情報科学科（入学定員75名）
  - 情報システムコース
  - ネットワークシステムコース
注：3年次にコース選択

- 生命科学科（入学定員80名）
  - 生命科学専攻
  - 生命医化学専攻
注：専攻ごとに募集人数が決められているが、学科一括募集・専攻志望順位申請方式で募集。2年生までは両専攻ともに同じカリキュラム内から必修・選択科目を学ぶ。2015年度から生命医化学専攻は「生命医化学科」として独立する予定

- 人間システム工学科（入学定員80名）
  - 映像音響システムコース
  - サイバーロボティクスコース

- 先進エネルギーナノ工学科 （入学定員80名）
  - 2015年4月に開設。ナノテクノロジーを共通の基盤技術として、「エネルギーを創る・蓄える・運ぶ・有効に使う」の一連の流れについて、それぞれの段階において教育・研究を行う。

- 環境・応用化学科（入学定員80名）
  - 2015年4月に開設。

- 生命医化学科（入学定員80名）
  - 2015年4月に開設。

- 理学部

2021年4月設立。1961年設立の旧理学部時代からの伝統と実績を誇る化学科、基礎数学から応用数理までの多様性・学際性が特徴の数理科学科（2009年開設）に加えて、物理・宇宙学科を設置。物理・宇宙学科は、宇宙物理学の主要3分野（電波天文学、赤外線天文学、X線天文学）をそろえる国内最先端の技術を有する。
- 数理科学科
- 物理・宇宙学科
- 化学科

- 工学部

2021年4月設立。工学部では学科制ではなく課程制が導入される。学生募集は各課程ごとに行われ、学生は各課程に所属することになる。しかし、学科制と比較して、異なる課程間での講義の受講及び単位取得が行いやすい環境になっている。また、一定の単位取得条件を満たせば、自分の所属する課程とは異なる課程への研究室を選択することが可能。また、二つの課程を修めたことになるマルチプル・メジャー（複専攻）を取得することが可能である。物質工学課程と電気電子応用工学課程は、理工学部の先進エネルギーナノ工学科、情報工学課程と知能・機械工学課程は、理工学部の情報科学科と人間システム工学科が母体となった。
- 物質工学課程(定員55名)
- 電気電子応用工学課程(定員60名)
- 情報工学課程(定員90名)
- 知能・機械工学課程(定員60名)

- 生命環境学部

2021年4月設立。環境・食糧・健康など現代社会の課題解決に挑む力を身につけるべく、植物・昆虫・微生物などの機能分析から取り組む生物科学科、生命科学から医学応用まで学ぶ生命医科学科、化学からのアプローチで環境にやさしい社会の構築をめざす環境応用化学科で構成。
- 生物科学科
- 生命医科学科
- 環境応用化学科

- 建築学部

2021年4月設立。
- 建築学科

- 総合政策学部[広報 21]

神戸三田キャンパスの開設に伴い、理学部創設以来の8番目となる学部として、1995年4月に開設された。初代学部長に環境経済学者の天野明弘（当時、神戸大学教授）を据え、専任教員の約半数を外国人および外国での活動経歴が長い教員で構成した。社会科学系、人文系、自然科学系、工学系からの様々な分野の教員を集め、国際的かつ学際的な学部の教員組織を構成した。コミュニケーションの手段としての英語教育や情報教育に力を入れている。学科への分属は2年次。2021年4月、総合政策学部の建築分野は、建築学部として再編。
- 総合政策学科
- メディア情報学科
- 都市政策学科
- 国際政策学科

- 人間福祉学部[広報 22]

その源流は1952年設立の文学部社会事業学科の中の社会福祉教育とされる。社会事業学科は1960年に文学部社会学科とともに社会学部社会学科となったが、1999年に社会学部の社会福祉学科となり、2008年4月に9番目の学部として独立した。
- 社会福祉学科
- 社会起業学科
- 人間科学科

- 教育学部[広報 23]

2009年の聖和大学との合併に際し、それまで聖和大学のキャンパスだった西宮聖和キャンパスに10番目の学部として開設。聖和大学教育学部と関西学院大学文学部教育学科を統合した。国内私立大学の中でも教育分野において有数の実績を持つ。
- 教育学科
  - 幼児教育学コース
  - 初等教育学コース
  - 教育科学コース

- 国際学部[広報 24]

「国際性の涵養」を理念として、2010年4月、西宮上ケ原キャンパスに11番目の学部として開設された。コース選択は3年初めに行われる。2014年4月には大学院国際学研究科が開設された。
- 国際学科（入学定員300名）
  - 北米研究コース
学問領域：文化・言語領域、社会・ガバナンス領域、経済・経営領域（1領域だけでなく2－3領域にわたって学習）
  - アジア研究コース
学問領域：文化・言語領域、社会・ガバナンス領域、経済・経営領域（1領域だけでなく2－3領域にわたって学習）

### 研究科
特に表記のないものは博士前期課程・後期課程
- 神学研究科[広報 5]
  - 神学専攻
    - キリスト教神学・伝道者コース（博士前期課程）
    - キリスト教思想・文化コース（博士前期課程）
    - 研究分野：聖書分野、歴史・文化分野、組織・思想分野、実践分野
- 文学研究科[広報 7]
  - 文化歴史学専攻
    - 哲学倫理学領域
    - 美学芸術学領域
    - 地理学地域文化学領域
    - 日本史学領域
    - アジア史学領域
    - 文化歴史学領域
    - 西洋史学領域

  - 総合心理科学専攻
    - 心理科学領域
    - 学校教育学領域

  - 文学言語学専攻
    - 日本文学日本語学領域
    - 英米文学英語学領域
    - フランス文学フランス語学領域
    - ドイツ文学ドイツ語学領域
- 社会学研究科[広報 15]
  - 社会学専攻
    - 2003年に博士前期課程に専門社会調査士コースを設置
- 法学研究科[広報 6]
前期課程では、研究者育成を目的としたアカデミックコースと高度専門職業人養成を目的としたエキスパートコースに分かれる。エキスパートコースには、「法律実務プログラム」、「ビジネス法務プログラム」、「公共政策プログラム」、「国際関係プログラム」、「自由研究プログラム」がある。
  - 博士前期課程
    - 法学・政治学専攻

  - 博士後期課程
    - 政治学専攻
    - 基礎法学専攻
    - 民刑事法学専攻
- 経済学研究科[広報 8]
  - 経済学専攻
    - 昼夜開講制の社会人コースとして、1996年に「エコノミスト・コース」を前期課程に設置
- 商学研究科[広報 16]
1953年に博士課程前期（修士）課程開設、1961年に博士課程後期課程を増設。1993年度からは博士課程前期課程に「マネジメント・コース」を開設。マネジメント・コースが2005年度に開設された専門職大学院経営戦略研究科経営戦略専攻企業経営戦略コースに移行するのに伴い、改編。前期課程・後期課程5年一貫による「研究職コース」と、前期課程2年による「専門学識コース」を設けている。
  - 商学専攻
- 人間福祉研究科[広報 22]
  - 人間福祉専攻（入学定員8名）
- 理工学研究科[広報 17]
理工学研究科では、SPring-8、理化学研究所 発生・再生科学総合研究センター、産業技術総合研究所、兵庫医科大学、宇宙航空研究開発機構に所属する客員教員の研究指導を受けることも可能。
  - 物理学専攻
    - 研究分野：「理論物理」（4研究室）、「実験物理」（8研究室）

  - 先進エネルギーナノ工学専攻
  - 化学専攻
    - 研究分野：「無機分析化学」（4研究室）、「物理化学」（4研究室）、「有機化学」（4研究室）

  - 環境・応用化学専攻
  - 生命科学専攻
    - 研究分野：「細胞機能分野」（4研究室）、「環境応答分野」（4研究室）、「発生・再生科学分野」（4研究室）、「医化学分野」（4研究室）

  - 生命医化学専攻
  - 情報科学専攻
    - 研究分野：「情報システム」（6研究室）、「ネットワークシステム」（5研究室）、 「映像音響システム」（5研究室）、「サイバーロボティクス」（6研究室）

  - 数理科学専攻
    - 研究分野：「純粋数理」（6研究室）、「応用数理」（5研究室）
- 総合政策研究科[広報 21]
  - 総合政策専攻
    - 前期課程で選択する領域
      - 公共政策領域
      - 環境政策領域
      - 言語文化政策領域
      - 都市政策領域
      - 国際政策領域
      - メディア情報領域
- 言語コミュニケーション文化研究科

言語教育研究センターを基礎とした独立研究科。
- 言語コミュニケーション文化専攻
  - 前期課程のコースとプログラム
    - 修士論文コース
      - 言語科学プログラム、言語文化学プログラム（英語）、言語文化学プログラム（フランス語）、言語文化学プログラム（ドイツ語）、言語文化学プログラム（東アジア）、言語教育学プログラム、日本語教育学プログラム

    - 課題研究コース
      - 言語科学プログラム、言語文化学プログラム（英語）、言語教育学プログラム

- 司法研究科
  - 法務専攻（法科大学院）
- 経営戦略研究科（ビジネススクール・会計大学院）[27][28]
  - 経営戦略専攻（ビジネススクール、専門職学位課程）
    - 企業経営戦略コース（社会人を対象とし、昼間、週末を中心に教育を行う）
    - 国際経営コース（大学新卒者、外国人留学生を対象にすべての授業を英語で行っている）

  - 会計専門職専攻（アカウンティングスクール、専門職学位課程）
  - 先端マネジメント専攻（博士課程後期課程）
- 教育学研究科[広報 23]
  - 教育学専攻
    - 幼児教育コース
    - 初等・中等教育コース
    - 臨床教育コース

### 図書館
関西学院大学図書館は、教育・研究活動を支えるための基盤的な施設として、図書、雑誌、その他の学術情報を収集・整理・保管、電子ジャーナルやオンラインデータベース等の電子媒体資料の提供などを行っている。また、中高等部生、卒業生および一般市民への図書館開放などにより、近隣の公共図書館との連携を行っている。
2000年度から、初代図書館長であり第三代院長であるJ.C.C.Newtonの名を冠した作品募集（J.C.C.Newton賞）を行っている。2007年度からは、関西学院大学リポジトリを開設し、大学での研究成果を集積し、無償で学内外に、インターネット上で公開している。学術雑誌・学会誌掲載論文、紀要論文、学位論文、学会発表論文・資料、研究調査報告書（科学研究費補助金成果報告書、COE報告書など）、研究資料（ワーキングペーパー、テクニカルレポート、ディスカッションペーパーなど）などを閲覧することができる。また、1971年以降、図書館報『時計台』を発行し、学術図書・資料解説、学術資料講演会の講演内容などを中心に情報の発信を行っている。

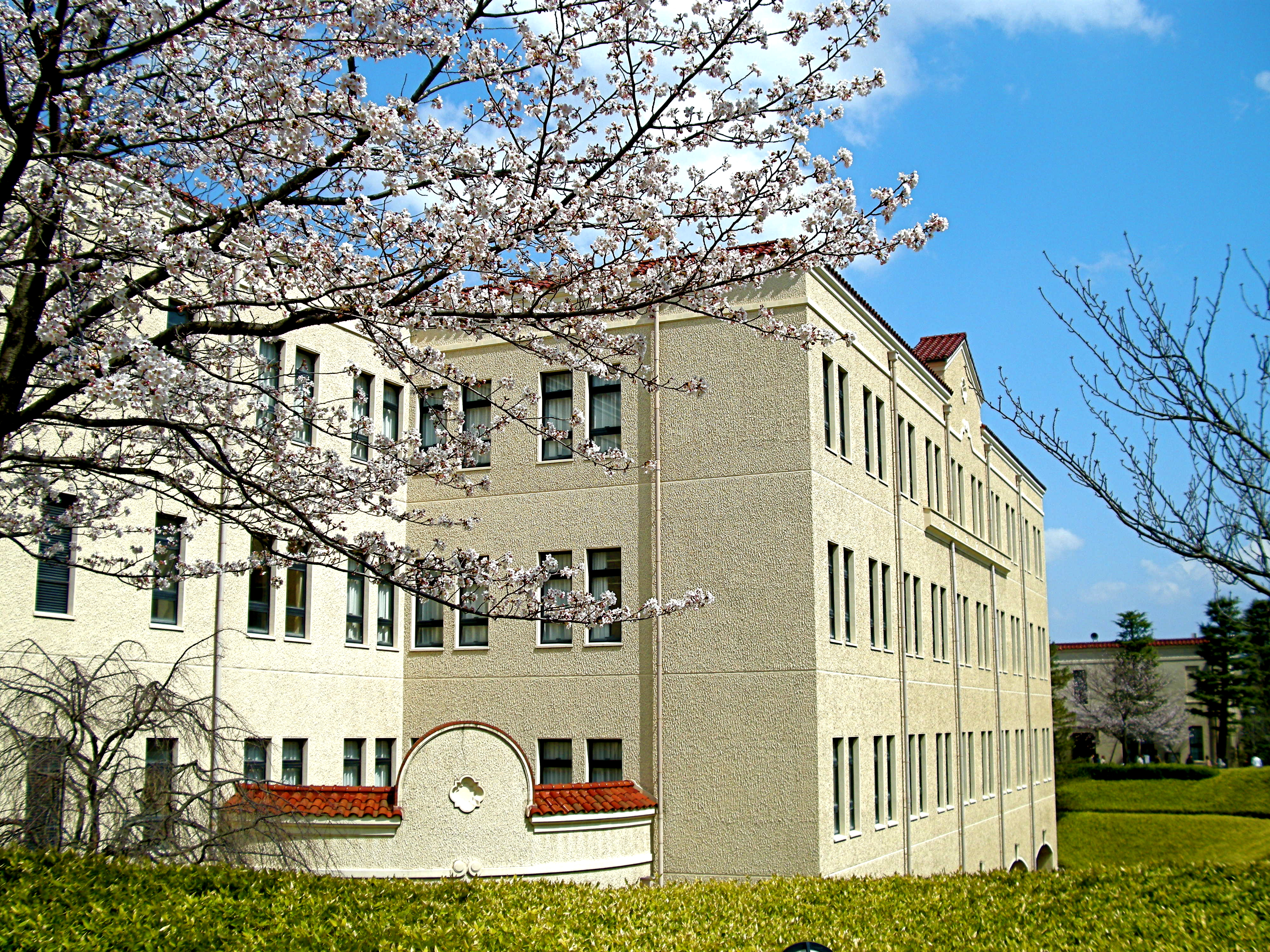
大学図書館（西宮上ケ原キャンパス）

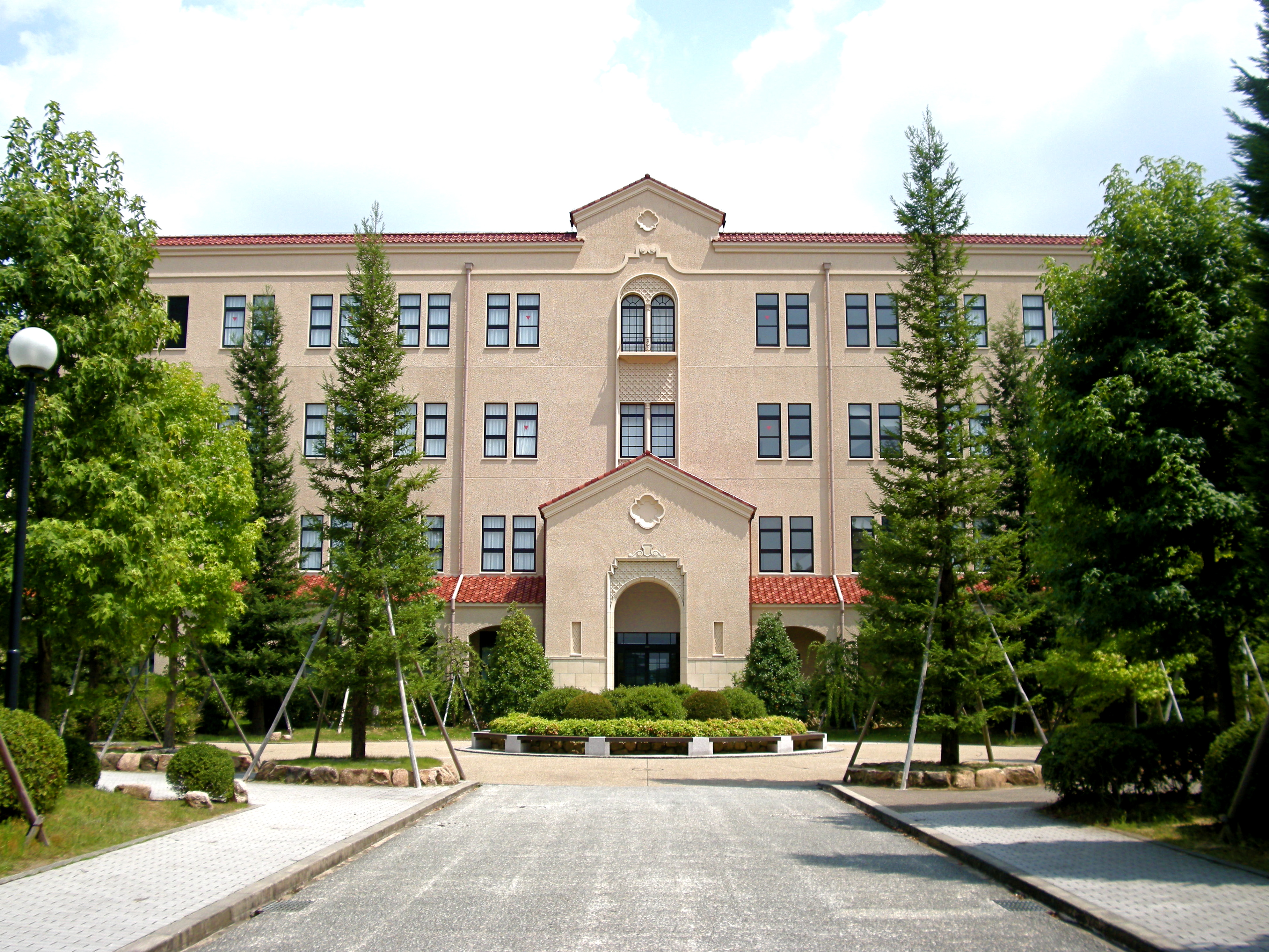
図書メディア館が入るVI号館（神戸三田キャンパス）

- 現在、関西学院は、西宮上ケ原、神戸三田、西宮聖和の各キャンパスに、下記の図書館を有している[広報 27]。西宮上ケ原キャンパスの図書館が大学図書館本館の扱いで、神戸三田キャンパスの図書館が大学図書館分館の扱いとなる。西宮聖和キャンパスの図書館は聖和短期大学の図書館の扱いであるが、教育学部の資料室の機能も併せ持っており、一般には「聖和キャンパス図書館」と呼ばれる。4年制大学生が聖和短期大学図書館を使うことも、短大生が大学図書館を使うことも可能である。
- 一般市民への大学図書館の公開を有料で行っている。定員は200名で、通年だと6500円、半期だと3500円の登録料が必要となる。大学図書館本館と三田分館の利用が可能となる。7月と1月は試験期間中のため、一般公開利用者は図書館を利用できなくなる。短期大学図書館（聖和キャンパス）の一般公開は行っていない。
- OPACにより、3キャンパスの図書館の蔵書に加えて、法学部資料室、神学部図書室、西宮聖和キャンパスのキリスト教教育・保育研究センターの図書や「子どもセンターおもちゃとえほんのへや」にある絵本などの検索も可能である。
- 大学図書館（西宮上ケ原キャンパス）

蔵書数は現在約180万冊であり、そのうち約150万冊が開架図書。新規の受入は一年当たり3万冊前後で推移している。また電子ジャーナルは中央館で集中管理しており、現在約5万点のタイトルを保有している。定期刊行物は、内国書が約12,000種類、外国書は約7,000種類受け入れている。視聴覚資料は約30,000点所蔵している。授業実施日の平日での開館時間は8時40分 - 22時。
貴重図書として、次のものを保有している。代表的なものを示す。
- 『グーテンベルク42行聖書第2巻の2原葉 (Biblia latina, 42 lines [1455?])』
- 『エラスムス校注によるギリシャ語新約聖書 (Novum Instrumentu[m] 1516)』
- 『兵庫県漁具図解』
- 『東寺文書』
- 『キェルケゴール：Gjentagelsen（反復）1843年』
- 『死海写本断片 (A Fragment from the Dead Sea Scrolls from 11QpaleoLev, Fragment L)』
- 『フォックスウェル文書』

特別文庫として、次のものを保有している。代表的なものを示す。
- トマス・ホッブズ著作文庫
- ジョン・ロック著作文庫
- アダム・スミス著作文庫
- ジェイムズおよびジョン・ステュアート・ミル著作文庫
- スコットランド啓蒙コレクション
- 宗教改革・教会法コレクション
- イギリス社会政策コレクション
- イギリス社会科学古典資料コレクション

- 図書メディア館（大学図書館　神戸三田キャンパス分室・VI号館内）

蔵書数は現在約31万冊弱であり、すべて開架図書。ここ数年、新規の受入は一年当たり約1万冊弱で推移している。定期刊行物は、内国書が約800種類、外国書は約1,200種類受け入れている。視聴覚資料は約1万点弱所蔵している。授業実施日の平日での開館時間は8時50分 - 22時。また、メディア・フォーラムには教育研究用に約100台のパソコンが設置されている。
- 大学図書館　西宮聖和キャンパス分室（元・聖和短期大学図書館）

蔵書数は現在約22万冊であり、すべて開架図書。ここ数年、新規の受入は一年当たり約5,000冊強で推移している。定期刊行物は、内国書が約110種類、外国書は約67種類受け入れている。視聴覚資料は約900点所蔵している。授業実施日の平日での開館時間は8時40分 - 21時。

#### 大学図書館の沿革
- 1889年 - 書籍館（しょじゃくかん）と称した書籍室が開設する。初代館長はJ.C.C.Newton。
- 1895年 - 神学部巡回文庫を新設
- 1908年 - 書籍館から図書館に名称変更
- 1922年 - 中央講堂が竣工し、ブランチ記念講堂（現在、神戸市立王子市民ギャラリー）が図書館として用いられ、初めて独立の建物となった。
- 1929年 - 西宮市上ケ原へのキャンパス移転を記念し、竹中工務店社主竹中藤右衛門から時計台を擁した図書館の寄贈を受ける。
- 1930年 - 関西学院附属図書館から関西学院図書館へ改称
- 1934年 - 図書館報『時計台』の発行開始（年2回刊、第6号で休刊）
- 1955年 - 時計台の両翼の拡張と第1書庫部分の増築。
- 1956年 - 公選制による初代館長として実方清文学部教授が第7代館長に就任
- 1963年 - 第1書庫裏側に新館増築。
- 1968年 - 第2書庫完成。
- 1971年 - 図書館報『時計台』を復活し第1号発行。第3書庫完成。
- 1980年 - 蔵書50万冊。
- 1993年 - 新大学図書館建設工事着工。蔵書検索システム (OPAC) 稼動。
- 1995年 - 阪神淡路大震災により書架倒壊等大きな損傷を受ける。新大学図書館第1期開館。総合政策学部設置に合わせて神戸三田キャンパスII号館に大学図書館分室を開設。蔵書約100万冊。
- 1997年 - 新大学図書館グランドオープン
- 2000年 - J.C.C.Newton賞を創設。
- 2001年 - 新築の神戸三田キャンパスIII号館に神戸三田キャンパス図書メディア館を開館。
- 2004年 - 日曜開館の実施。蔵書約140万冊。
- 2008年 - 新築の神戸三田キャンパスVI号館に神戸三田キャンパス図書メディア館を拡大して移転。
- 2009年 - 聖和大学との法人合併により、聖和大学図書館が関西学院の「聖和短期大学図書館」となる。「関西学院大学図書館」とは別の図書館の扱い。
- 2017年 - 聖和短期大学図書館を大学図書館分室とし、開館時間が延長される。

### 附属機関

#### 教育研究施設
- 教務機構
  - 高等教育推進センター[広報 30]
2010年4月に設置。教育力向上 (FD) や情報技術 (ICT) を活用した教育の開発、支援や、教育環境の整備、充実を行っている。
  - 言語教育研究センター[広報 31]
英語、仏語、独語のインテンシブ・プログラムや選択外国語科目などを開講している。言語・文化に関わる共同研究も実施しており、英・仏・独・スペイン・中国・朝鮮の6言語に分かれて研究会の開催や研究誌の発行などの研究活動を行っている。
  - 教職教育研究センター[広報 32]
教員免許や学校図書館司書教諭、博物館学芸員などの資格取得支援のため、説明会や個別の相談、教育実習や介護等体験のための指導を学生に対し実施している。このほか、学校教育実践のための研究を行い、その成果を『紀要』などで発表している。
  - 共通教育センター
  - スポーツ科学・健康科学教育プログラム室
- 学生活動支援機構
  - 総合支援センター
- 情報環境機構
- 研究推進社会連携機構[広報 33]
- 国際連携機構
  - 国際教育・協力センター
  - 日本語教育センター
  - 国際教育・日本語教育プログラム
- 入試部
- キャリアセンター
  - キャリア教育プログラム室
- 大学図書館
  - 大学図書館本館（西宮上ケ原キャンパス）
  - 神戸三田キャンパス分室（図書メディア館）
  - 西宮聖和キャンパス分室（旧・聖和短期大学図書館）
- 産業研究所[広報 34]
  - 経済・産業に関わる研究を行う目的に、1934年に開設。EUIJ関西の事務局 としてEU研究、講義などを行う。これに加え、産業・経済に関する基本統計書、雑誌、OECD関係資料、日経NEEDS関係データなどの資料の収集、提供を行っている。
- 人権教育研究室[広報 35]
  - あらゆる差別の問題を「人権」の立場からとらえ、人権教育・研究活動の整備を行っている。研究会の開催、研究雑誌や啓発冊子の発行、人権関係総合コースの運営検討、人権問題講演会の企画、また人権関係図書・資料の収集・整理などを行っている。
- キリスト教と文化研究センター[広報 36]
- 災害復興制度研究所[広報 37]
  - 日本災害復興学会が設置されている
- 子どもセンター
  - 2010年に新しく竣工した西宮聖和キャンパス山川記念館内で、「地域の子ども・子育て支援事業」、「発達支援事業」、「おもちゃとえほんのへや事業」の3つの事業を展開している。
- 聖和キャンパス実習支援室
- 特定プロジェクト研究センター
  - 2013年9月現在、24プロジェクトがある
- 先端社会研究所[広報 38]
  - 21世紀COEプログラムの採択課題である「『人類の幸福に資する社会調査』の研究－文化的多様性を尊重する会の構築」の研究成果を引き継ぐ形で、 2008年4月に設立された。
- 博物館[広報 39]
  - 2008年度に設置。創立125周年を記念して2014年9月28日開館[広報 40]。調査研究活動を行っており、その成果を展覧会や講演会、図録制作ならびに公開研究会等で公開している。博物館法に基づく兵庫県教育委員会指定施設（博物館に相当する施設）[30]。

#### 学外付属施設
千刈キャンプ
兵庫県三田市に所在。1955年に関西学院が開設したキャンプ場。三田市の東部標高約250mの高台にあり、神戸市の千苅水源池を眼下に望むことができる。キリスト教を基にした野外活動教育と宗教教育を実践する目的のため設置された。1984年には、キャンプセンターが完成し、バンガロー、礼拝堂、研修室や宿泊研修施設が整備された。土地総面積は82,913m2、建物総面積は4,709.2m2。土地・建物ともに関西学院が所有する。
立山山小屋
富山県中新川郡に所在。1964年（昭和39年）9月に設置。立山黒部アルペンルート沿い、標高約2,000mの中部山岳国立公園・特別保護地区内の国有林に立地。土地総面積は1,185.0m2、建物総面積は127.8m2。建物を関西学院が所有し、土地は国（林野庁）から借りている。例年7月20日から9月末までオープンしている。
戸隠山小屋
長野県長野市に所在。妙高戸隠連山国立公園にあり、学生や教職員・同窓生が野外活動のために利用できる。土地総面積は3,304.8m2、建物総面積は201.1m2。元々はワンダーフォーゲル部が1960年に部の施設として建設したが、1972年に学院の運営となったものである。現在でもワンダーフォーゲル部が主な使用者となっているが、予約すればその他の希望者も使用できる。土地・建物ともに関西学院が所有する。
張記念館
兵庫県西宮市に所在。1975年に音楽学普及のための施設として、土地の一部および建物の寄贈を受け、教育施設として活用。2003年度に改修工事を行い、文部科学省高 度化推進事業であるアート・インスティチュートの研究施設として利用している。土地総面積は893.4m2、建物総面積は159.9m2。土地・建物ともに関西学院が所有する。
関西学院柏原スタジオ
兵庫県丹波市柏原町の城下町の中心部に所在。空き古民家を利用した施設で、総合政策学部都市政策学科の演習科目「都市政策演習（柏原）」や、法学部の一部のゼミで利用されている。他の大学でも、古民家を利用した施設を持っていることがあるが、多くでは「キャンパス」扱いされているが、この施設はキャンパス扱いはされていない。
千刈セミナーハウス（閉館）
兵庫県三田市に所在。1978年に設置。企業や学校の研修施設として利用された。三木武夫元首相やジミー・カーター元米大統領 らも訪れた。最盛期には年間1万7千人の利用者があったが、建物の老朽化により、2005年10月に休館し、2014年3月に正式に閉館となった。5つのセミナー室と結婚式もできるチャペルを備えた管理棟と、120人収容の宿泊棟を備えていた。1981年には三木元首相らの座談会が開かれたほか、世界の要人が度々訪れたことがあることでも知られている。休館後、チャペルのパイプオルガンは2006年に神戸三田キャンパスランバス記念礼拝堂に移され、ステンドグラスは2014年に完成した中央講堂（125周年記念講堂）に移された。土地総面積は93,741.7m2、建物総面積は3,933.6m2。閉館したあとも土地・建物ともに関西学院が所有していたが、正式閉館後に建物は解体された。

#### 学外関係施設
千刈カンツリー倶楽部
兵庫県三田市に所在。関西学院が経営母体のゴルフ場。1962年に「関西学院千刈カンツリー倶楽部」として設立され、関学関係者に限った第一募集会員を開始。1963年に「千刈カンツリー倶楽部」に改称し、一般より会員の募集を開始した。1965年にコースオープン。関学関係者、同窓生は各種優待を受けることができる。1967年より、会報「SENGARI」を発行している。また、1985年に、開場20周年を記念して「Noble Stubbornness」の石碑が設置された。

## 教育および研究

### 教育の特色
キリスト教主義に基づく教育を実施している。語学教育、国際交流に重点をおいているのが特徴であり、歴史的に北米の大学と強い連携がある。また、理系学部は理学部に起源があるため理学色が強い。

#### キリスト教主義に関するもの
関西学院大学では、キリスト教主義に基づく教育を実践しているため、全学を通してその精神に即したカリキュラムが構成されている。ここでは幾つか特徴的なものを列挙する。
神学部を開設
関西学院大学では、日本では数少ない神学部を開設している。プロテスタント教派のひとつである日本基督教団の認可神学校となっている。かつてはクリスチャンのみが入学可能だったが、現在はクリスチャン以外も入学可能。伝道者を目指す卒業生の大半はメソジスト系教会（日本基督教団更新伝道会など）の伝道者となるが、バプテスト系教会（日本基督教団新生会など）の伝道者となる人もいる。キリスト教教育主事（教会学校指導者）資格取得のカリキュラムも、聖和大学から引き継がれている。
チャペルアワー
大学のチャペルアワーは授業がある日の1時限目と2時限目の間に、30分間設けられている。自由参加であり、参加しない場合は、1時間目と2時間目の間は40分間の休憩時間となる。オルガン演奏に合わせた黙祷、賛美歌斉唱、祈祷、聖書の朗読に続き、学内外からのゲスト・スピーカーによる講話、宣教師が中心となったEnglish Chapelならびに、チャペルオルガニスト・聖歌隊、ハンドベルクワイア、バロックアンサンブル、ゴスペルクワイア、トーンチャイム隊といった学生音楽団体による巡回讃美礼拝など様々な形態によって行われる。最後は頌栄（最初とは別の賛美歌斉唱・讃美歌21-88「心に愛を」を歌うチャペルが多い。ただし、時間の都合により省略されることもある。）と後奏にあわせた黙祷がある。各学部のチャペルで開催され、学部ごとに開催される曜日やプログラムが異なるが、基本的に神学部と経済学部は毎日開催される。「チャペル週報」で各学部チャペルでのプログラムが発表されるので、興味があるプログラムに参加するため、他の学部のチャペルアワーに出ても構わない。
各学部のチャペルは、それぞれの学部の校舎の中に設置されている。神学部・経済学部・商学部・社会学部・法学部・人間福祉学部は専用のチャペルを持っているが、文学部・国際学部・理工学部・総合政策学部のチャペルは教室兼用であり、教育学部のチャペルは聖和短期大学と共用である。大学院も教室兼用ではあるが、独自のチャペルを持っている。教室兼用チャペルも装飾や照明などを工夫してチャペルらしさを出しているところが多い。
毎年5月と10月の「大学キリスト教週間」の中の各2日間は、中央講堂において「大学合同チャペル」が時間を1時間に拡大して行われる。「大学合同チャペル」の日は1時間目と2時間目の授業がそれぞれ15分間短縮され、各学部のチャペルでのチャペルアワーは行われない。
チャペルアワーは本来は学生向けの行事であるが、一般の人も受付係に参加を申し出れば、空席さえあれば大抵参加は認められる。1年生全員が何回かに分けて参加する「チャペルオリエンテーション」以外は、満席になることはほとんどない。
キリスト教学
全学部の1年生を対象した必修科目。キリスト教における世界観や歴史背景などに関する講義。学生の間でしばしば「キリ教」と略される。試験ではかなりの難度の記述式問題が出される。なお、前述のチャペルアワーでは出席票が参加者全員に配布される（神学部チャペルに他学部生が参加した場合のみ、出席票をチャペル当番に請求する必要がある）。多回出席者にはこのキリスト教学に加点を行う教授もいるとされる。

#### 語学教育に関わるもの
語学教育の重視
関西学院大学は、古くから英語教育に重点を置いている。同大が発行する各種広報媒体においても「英語の関学」と称している。1、2年次では、全学的に英語等の語学の授業時間を充実させている特徴がある。英語以外の言語教育も充実しており、第二外国語でドイツ語、フランス語、スペイン語、中国語、朝鮮語を選択できる上、ロシア語やアラビア語、ラテン語といった言語も選択科目として学ぶことができる。

#### 国際交流・留学に関わるもの
国連セミナー
卒業後、国連や国連の専門機関、世界銀行、地域機構、国際NGO等での就職や活動を希望する学生のために開催されるオリエンテーションセミナー。夏休みの約2週間を使って国連本部や世界銀行で研修が行われる。1997年に田島幹雄総合政策学部教授（当時）が導入した。現在は全学的に開講されている。
ダブルディグリー制度
関西学院大学在学中に、同大学と協定があるカナダまたはオーストラリアの大学に1年半から2年半の期間留学し、正規のカリキュラムを履修することで、各大学から学位が取得できる制度。

#### 関西学院独自色の強いもの
ジョイントディグリー（共同学位）制度
2004年度に日本の大学では初めて導入した。この制度により、4年の間に2つの学部を履修し、学位を得て卒業することができるようになった。2007年3月には本制度の第1期生・4名が、一番目の学部を3年で早期卒業し、残りの1年を二番目の学部へ編入学することになった。
デモンストレーション物理学
物理学科の1、2年生を対象とした講義実験。通常の講義形式と異なり、講義の内容に関連する実験をその場で実演しながら講義を進める形式である。日本の大学では珍しい講義形式である。理学部・物理学科の創設者の一人であった堀健夫教授が、創設後間もない関西学院の物理学科で導入させた。
連携講座「次世代の後継者のための経営学」
2011年度より、主に実家が事業を営んでいる学生や事業継承研究に関心のある学生（全学部・全学年）を対象に開講。世代交代に伴う新規事業・業態転換、組織改革などを講義する。講師は大阪産業創造館の協力の元、自身も家業を継承した若手現役経営者が担当。同連携講座の取り組みは朝日放送「NEWSゆう+」の番組内でも取り上げられた。
災害復興学
1995年に起きた阪神・淡路大震災から約20年が経過し、震災の事実が風化しつつある現状がある。授業では大震災の教訓を語り継ぎ、「真の復興とは何か」について学ぶ。
「関学」学
関西学院の発展過程を、スクールモットーであるMastery for Serviceの意味を理解しながら学ぶ。

### 生涯学習の支援
ビジネスパーソン、一般市民、卒業生を対象に、生涯学習支援を目的とした各種講座をサテライトキャンパスを含む各キャンパスで実施している。
経営戦略講座
経営戦略研究科の教員が授業で実施している内容を基にした研修プログラム。大阪梅田キャンパスで実施。
パッピーキャリアプログラム
職場復帰を希望する育児休業者、再就職希望者を対象にしたキャリアアッププログラム。大阪梅田キャンパスで実施。
KG梅田ゼミ
社会人を対象とした少人数ゼミ。1コース6回 - 10回の連続講座。春と秋の年2回実施し、各季12コース設定している。大阪梅田キャンパスで実施。
梅田講演会
関学の教員が身近なテーマで年に数回、無料で講演を行う。大阪梅田キャンパスで実施。
オープンセミナー
幅広いテーマで一般市民向けに開講している公開講座。春と秋の年2回、西宮上ケ原、神戸三田、西宮聖和、大阪梅田の各キャンパスで実施。

#### 卒業生を対象にしたもの
三日月塾
ビジネス界で活躍している関西学院の卒業生を講師として招き、月に1回中堅の同窓生を対象に講義する。東京丸の内キャンパスで実施。また、大阪梅田キャンパスで実施するものは『三日月塾 in 大阪』と呼ばれる。
新月塾
三日月塾卒業生が講師を務め、若年の同窓生を対象に講義を行う。東京丸の内キャンパスで実施。

### 文部科学省等採択プログラム

#### 文部科学省等採択プログラム（現在事業中のもの）
- スーパーグローバル大学等事業スーパーグローバル大学創成支援
  - 「国際性豊かな学術交流の母港『グローバル・アカデミック・ポート』の構築」（タイプB：グローバル化牽引型）[広報 51][33][34]
- グローバル人材育成推進事業
  - 「実践型“世界市民”育成プログラム」（全学推進型）（全国で11大学が採択された。事業期間は最長5年間。）[35]
- 大学の世界展開力強化事業
  - 「日加協働・世界市民リーダーズ育成プログラム」（2012年に採択。全国から183件の申請の申請があり、全国で25件が採択された。）（事業期間は、平成23年から最長5年間）[36]
- 社会人の学び直しニーズ対応教育推進プログラム
  - 「ハッピーキャリアプログラム 女性リーダー育成コース」（経営戦略研究科）（事業機関は、2014年10月7日 - 2017年3月31日）[広報 52]
- 私立大学等教育研究活性化設備整備事業
  - 「産業界など多様な主体、国内外の大学等と連携した教育研究」（平成25年度〜）[37]
- 私立大学教育研究活性化設備整備事業
  - 「アクティブ・ラーニングを実践するための学びの空間整備事業」（平成24年度〜）[38]

#### 文部科学省等採択プログラム（事業が終了したもの）
下記に示すプログラムは文部科学省の補助金事業としては終了している。しかし、一部の事業は、補助金終了後も大学独自の資金によって継続されている。
- 女性研究者支援システム改革プログラム
  - 「Mastery for Serviceに基づく女性研究者支援」（2010年7月 - 2013年3月）[39]
- 21世紀COEプログラム
  - 「『人類の幸福に資する社会調査』の研究」（2003年度から5年間）
- 現代的教育ニーズ取組支援プログラム（現代GP）
  - (1)「教養教育としてのライフデザインプログラム」（2006年度採択、事業期間3年）
  - (2)「学生による『劇場空間・宝塚』の都市再生」（2004年度採択、事業期間3年）
- 特色ある大学教育支援プログラム（特色GP）
  - 「理系のためにデザインした英語教育システム」（2005年 - 2008年）
- 社会人の学び直しニーズ対応教育推進プログラム[40]
  - (1)「デジタル技術下の経営に適応するためのキャリアアッププログラム」（2007年 - 2009年）
  - (2)「団塊世代が活躍するための地域貢献型社会起業家養成プログラム（他大学との共同申請）」（2007年 - 2009年）
  - (3)「産官学NPO連携『ハッピーキャリア（女性の再就職・起業）支援』」（2008年 - 2010年）
- 大学教育充実のための戦略的大学連携支援プログラム[41]
  - 「大学間連携によるマネジメント教育プログラムの質の共有化と相互評価システムの開発（他大学との共同申請）」[42]

青山学院大学、南山大学、関西学院大学との共同事業（2009年度採択、事業期間3年）
- 戦略的大学連携支援事業プログラム
  - 「アクティブ・ラーニング型学生派遣・受入プログラムの構築を通じた広域的な大学間連携」（兵庫県内の28の大学・短期大学の共同申請）（2008年 - 2010年）[43]
- 大学院教育改革支援プログラム[44]
  - 「社会の幸福に資するソーシャルリサーチ教育」（2008年 - 2010年）
- 大学教育・学生支援推進事業学生支援推進プログラム
  - (1) 大学教育推進プログラム「社会起業家養成の革新的教育プログラム開発 - 基礎―専門―実践―応用教育を通じたウェルビーイングに寄与する社会起業能力の育成」（2009年度 - 2011年度）[45]
  - (2) 学生支援推進プログラム「急激な社会状況の変化に対応する実践的キャリア・就職支援」（2009年度 - 2011年度）[46]
- 組織的な大学院教育改革推進プログラム[47]
  - 「国際化社会に貢献する心理科学実践家の養成」（平成21年度 - 平成23年度）
- 魅力ある大学院教育イニシアティブ[48]
  - 「理工系分野に貢献する心理科学教育」（2005年 - 2006年）
- 専門職大学院等における高度専門職業人養成教育推進プログラム[49]
  - (1)「地域マネジメントを担う金融人材の育成―地域産業の国際競争力強化に向けて」（他大学院との共同申請）（2008年 - 2009年）
  - (2)「会計大学院におけるコア・カリキュラム-3大学会計大学院におけるコア・カリキュラムとその実施枠組みの形成」（他大学院との共同申請）（2008年 - 2009年）
- 法科大学院等専門職大学院教育推進プログラム[50]
  - (1)「現代企業家の戦略的役割」の製作（2006年 - 2007年）
  - (2)「先進的シミュレーション教育手法の開発」（2007年 - 2008年）
  - (3)「地方自治体改革に貢献する会計専門職の養成」（2005年 - 2006年）
  - (4)「模擬法律事務所による独創的教育方法の展開〜仮想事件を通しての理論・実務の総合的教育プログラムと教材開発〜」（2004年 - 2006年）

### 経済産業省等採択プログラム
- 産学連携サービス経営人材育成事業
  - (1) 「診療所を中核とした地域医療経営人材育成プログラムの開発」（平成27年度〜）[広報 53][51]

### 研究
文部科学省による科学研究費補助金の他、同省の私立大学戦略的研究基盤形成支援事業等により、理工系研究の強化を進めている。
- 科学研究費補助金の受け入れ状況

近年は、新規・継続分を合わせた採択件数は約170件。受入金額は約4億円弱で推移している。
- 文部科学省・革新的イノベーション創出プログラム (COI STREAM)[広報 54][54]

サテライト機関として、他のサテライト機関（慶應義塾大学、山形大学）および中核機関（明治大学）と連携してCOI-T拠点を構成。平成25年度採択。サテライト機関名は「感性に基づく個別化循環型社会創造拠点－感性価値創造研究拠点－」。
- 私立大学戦略的研究基盤形成支援事業による採択事業一覧[55]
  - 情動概念の再構築：心理科学の新たな挑戦（2015年度 - 2019年度）
  - パイスター分子制御による未来型物質変換研究拠点（2015年度 - 2019年度）
  - 歩行における脳活動と筋活動の相関に基づく新しい健康維持促進とリハビリテーション技術の創生（2014年度 - 2018年度）
  - 機能性ナノ単一サイズ有機分子創製研究（2013年度 - 2017年度）
  - SPring-8を利用した量子制御に基づくグリーンイノベーション（2012年度 - 2016年度）
  - 特殊生物の自己組織化能を利用した新規機能基材の開発（2012年度 - 2016年度）
  - 心理科学を基盤とするインタラクション評価システムの開発と応用（2010年度 - 2014年度）
  - 脳神経系発達に影響を及ぼす環境化学物質及びガス因子の作用機序解明とそのセンシング技術の開発（2010年度 - 2014年度）
  - 劣通信環境下でのアドホック情報通信ネットワーク基盤に関する研究（2010年度 - 2014年度）
  - 新規分子磁性化合物の探索（2010年度 - 2014年度）
  - 表面増強ラマン散乱のメカニズム解明とそれに基づく超高感度生体分光分析（2009年度 - 2013年度）
- 私立大学学術研究高度化推進事業による採択事業

本事業は平成19年度まで文部科学省によって実施された。本事業のハイテク・リサーチ・センター整備事業で、下記の課題が採択実施された。また、神戸三田キャンパスに「関西学院大学ハイテク・リサーチ・センター」が設立された。
- 生体機能モニタリングのための機能素子の開発と応用
- 自己組織化ー直接原子配列手法を用いたナノ・リソグラフィーと応用

- 関西学院大学 特定プロジェクト研究センター

関西学院大学教員によるプロジェクト型研究活動を支援。学際的、革新的共同研究の推進、 研究成果の社会還元、社会貢献を目的としている。2014年4月現在、以下のプロジェクトがある。
- 政治行動研究センター（2014年4月 - 2019年3月）
- バイオ・ロボティクス研究センター（2014年4月 - 2019年3月）
- リスクデザイン研究センター（2014年4月 - 2019年3月）
- グローバル日本文化教育研究センター（2014年4月 - 2017年3月）
- 感性価値創造研究センター（2013年4月 - 2018年3月）
- グローバル人材開発研究センター（2013年4月 - 2018年3月）
- グローバル・ポリシー研究センター（2012年4月 - 2017年3月）
- 環境教育研究センター（2012年4月 - 2017年3月）
- ヒューマン・エコロジー教育研究センター（2011年4月 - 2016年3月）
- イノベーション研究センター（2010年10月 - 2015年3月）
- 応用心理科学研究センター（2010年10月 - 2015年9月）
- 西アフリカ電波利用促進国際協力研究センター（2010年10月 - 2015年9月）
- Zero Carbon Society 研究センター（2010年10月 - 2015年9月）
- 観光学・まちづくり研究センター（2010年4月 - 2018年3月）
- W.M.Voriesに関する総合的研究プロジェクトセンター（2009年4月 - 2016年3月）
- 環境順応型ネットワーク研究センター（2009年4月 - 2015年3月）
- 数理科学研究センター（2008年4月 - 2018年3月）
- 言語学習者のためのポルトフォリオ研究開発センター（2008年4月 - 2018年3月）
- SiC材料・プロセス研究開発センター（2007年10月 - 2017年9月）
- サイエンス映像研究センター（2005年4月 - 2015年3月）
- 地域・まち・環境総合政策研究センター（2005年4月 - 2015年3月）
- 環境調和型高分子研究センター（2004年10月 - 2014年9月）
- 都市創造研究センター（2004年10月 - 2014年9月）
- 死生学・スピリチュアリティ研究センター（2004年10月 - 2014年9月）

## 学生生活

### キリスト教関連の行事
関西学院大学は、キリスト教主義に基づく教育を実施しているため、これに関連した行事がある。

#### 礼拝
宗教センターによって様々な礼拝が開催されている。
早天祈祷会
チャペル・アワーのほか、大学授業期間中の毎週金曜の朝、教職員や学生が集い、礼拝を行う。一般市民にも開放されている。
イースター礼拝
イースターを祝う礼拝。4月中下旬に、ランバス記念礼拝堂（西宮上ケ原キャンパス） で実施される。
ベーツチャペル日曜礼拝
毎月第2・第4日曜日午前、ベーツチャペル（関西学院会館内）で行われる礼拝。一般市民にも開放されている。礼拝は一部英語を用いたバイリンガルの形式。
クリスマス礼拝
12月中下旬に、各キャンパスのチャペルで実施される。
オープンキャンパス高校生歓迎礼拝
8月初旬に西宮上ケ原キャンパスで2日間行われるオープンキャンパスの初日の午前にランバス記念礼拝堂で行われる。内容は受験生に参加してもらうというよりも、今日大学に来ている受験生や高校生たちが、最もふさわしい道を選べるようにと神に祈る内容となっている。

#### クリスマス関連行事
クリスマス関連の行事が12月中各キャンパスで多数催される。
西宮上ケ原キャンパスでは、12月上旬に時計台前の2本のヒマラヤ杉をクリスマスツリーとして電飾を飾り付けるのが恒例となっている。その他、神戸三田キャンパスではアカデミックコモンズ前の2本のヒマラヤ杉に、西宮聖和キャンパスでは2号館前の1本のヒマラヤ杉にクリスマスツリーとして電飾を飾り付けるほか、社会学部チャペル横広場の木など、小規模なクリスマスツリーもキャンパス内のあちこちに出現する。クリスマス礼拝も大阪梅田や東京丸の内を含めた各キャンパスで行われ、クリスマス音楽会も各種の行事が行われる。その他、学院創立125周年の2014年から3年間、西宮上ケ原キャンパスで時計台に投影する形でクリスマスに因んだプロジェクションマッピングが行われた。

### 学園祭
関西学院大学の学園祭は新月祭と呼ばれ、学生組織である大学祭実行委員会の下、毎年10月下旬から11月上旬に実施されている。メインキャンパスの上ケ原キャンパスでは文化の日の頃の3日間（2018年までは4日間）開催される。神戸三田キャンパスではそれよりも早い土日に2日間、西宮聖和キャンパスでは11月中旬以降の土日に2日間行われる。メインキャンパスである上ケ原キャンパスの大学祭が特に規模が大きい。室内展示は弱いものの、音楽系イベントのジャンルが他の大学祭に比べて広く、模擬店も多数出ることなどから多くの学外からの来客があるため、阪急電鉄は例年西宮北口駅や甲東園駅で、車掌や駅のアナウンスで大学祭の案内放送を行うほか、甲東園駅と大学を行き来する多数の臨時バスを出すなどして、多くの来客に対応している。
大学当局から施設の貸与などの協力を得るためには、毎年総学生数の過半数の署名を集めないとならないことになっている。そのため「大学祭準備委員会」が春学期の初めから署名活動を行い、開催が決定した後で「大学祭実行委員会」が発足することになっている。

### 学生支援
関西学院が独自に用意する給付型奨学金がある。

## 課外活動・サークル活動
現在の関西学院大学には、体育会・文化総部・新聞総部・宗教総部・総部放送局・応援団総部・大学祭総部の7総部、法学部学生自治会・神学部学生会の2自治会、法学部自治会・商学会研究会委員会・関西学院宗教音楽委員会の各傘下団体、およそ100の登録サークル（大学公認サークル）、ほか多数の非公認サークルがあり、それぞれ活発な課外活動を行っている。

### 学生連盟
かつては諸学生団体の上位に学生会があったが、1968-69年の大学紛争の混乱で学生会組織は一部を残して崩壊した。先述の7総部2自治会は残存組織の一部である。学生会の全学執行委員会が活動停止したため、学生会費は大学によって代理徴収されていたものの、使用できない状況が8年ほど続いた。その後、1977年に設立された学生会財務管理委員会が、毎年、1968年度学生会予算の配分額により残存していた諸学生団体の活動資金等として配分し、残額を財務管理委員会や大学祭の運営資金などとして特別予算を編成の上で配分していた。規約によれば、財務管理委員会は学生自ら学生会費の管理運営を行うと共に、学生会の組織再建を課題として有しており、全学執行委員会が再建された時点で解散するとされていた。
しかし、2016年4月1日に学生連盟が発足した。現在の加盟団体は、体育会・文化総部・新聞総部・宗教総部・総部放送局・応援団総部・大学祭総部の7総部、法学部学生自治会・神学部学生会の2自治会である。財務管理委員会は解散し、学生会も正式に活動を停止した。

#### 文化総部
- 関西学院グリークラブ
- 文化総部軽音楽部(KGLMC)
- 茶道部

#### 新聞総部
1922年に学生会委員により「学生会時報」が創刊されたのが起源。1925年に出版部として創部した。1926年に「関西学院新聞」と改称。1951年には部の名称が現在の新聞総部となった。1992年には紙面を刷新、新聞名を「関西学院大学新聞」と改称し活動している。2021年より紙面の全面カラー化発行を行っている。略称は関学新聞。
関西学院大学の学内紙である「関西学院大学新聞」の発行主体。新聞総部は年に6回発行の新聞とウェブサイトで学内の出来事を報じている。
主な取材を行ったOBやOGの著名人には政治家では社会学部中退で現東京都知事の小池百合子や経済学部卒で現大阪市長の横山英幸 がいる。プロ野球選手では法学部卒で千葉ロッテマリーンズの荻野貴司や法学部卒で阪神タイガースの近本光司、社会学部卒で広島東洋カープの黒原拓未がいる。
OBやOG以外にもれいわ新選組所属の参議院議員の船後靖彦や立憲民主党所属の参議院議員の横澤高徳、国民民主党所属の衆議院議員の玉木雄一郎に取材を行っている。

#### 宗教総部
- 千刈リーダーズクラブ
- 献血実行委員会[64]

#### 総部放送局
1951年10月1日に研究会として設立。その後、文化総部に所属し、1961年に単独総部に昇格した。下記の5つのパートで構成されていて、昼休みの放送をはじめ、西宮コミュニティ放送（さくらFM）やRadiCroへの出演、NHK全国大学放送コンテストへの出場など、幅広く活動している。関西学生放送連盟所属。愛称はKGB。
2024年4月より毎月第一木曜日の夕方にサンテレビで放送される「NEWS×情報キャッチ+」にてサンテレビとKGBとのコラボ企画が放送される。
- アナウンスパート
- 報道パート
- 制作パート
- 技術パート
- ドラマパート

#### 法学部学生自治会
- 司法試験研究部
- 法律研究部

#### 応援団総部
- 関西学院大学応援団総部指導部
- 関西学院大学応援団総部チアリーダー部 チーム名は「DOLPHINS」。

- 関西学院大学応援団総部吹奏楽部

1954年に応援団の要請により創部。日本における大学吹奏楽団のトップに長らく君臨し、全国に広くその名を知られている。1962年から1977年にかけて達成した全国コンクール13連覇の記録は現在も破られていない。

#### 大学祭総部
関学の大学祭である「新月祭」の企画運営を行っている。

#### 体育会
体育会のモットーは「Noble Stubbornness（高貴な粘り）」。体育会は大学スポーツ協会には参加していない。かつて高等学部庭球部が官立神戸高等商業学校（現在の神戸大学）との対抗戦に2年連続敗退した際に、当時の部長畑歓三が部のモットーとして提唱・採用したものが全体に広がったものである。1970年代から、スポーツ推薦入学の廃止等が要因となって、関西大学と共に学生スポーツの低迷が始まった。危機感をもった両校は、その打開策の一つとして、関西大学との間で総合対抗戦、すなわち総合関関戦を1978年より開始した。2012年度時点までの対戦成績は、18勝16敗と関西学院大学がリードしている。その後、スポーツ推薦制度が復活し、また指定強化クラブ制度が創設されるなど、大学がスポーツ振興に力を入れる中、以下のように力を付けるクラブも出ている。
- アメリカンフットボール部

関西学院大学ファイターズは、アメリカンフットボール部のチーム名である。関西学生アメリカンフットボール連盟に所属しており、同リーグ1部（Div.1）での最多優勝58回、および甲子園ボウルでの最多優勝32回（4回の両校優勝を含む）、ライスボウル優勝1回の記録を持ち（2021年12月時点）、大学アメリカンフットボール界では全国的に知られている。
- 関西学院大学ラグビー部

昭和中期に全国制覇や数度にわたる関西制覇を成し遂げた。現在は関西大学ラグビーフットボールリーグのAリーグに所属している強豪である。2008年度のリーグ戦では、51年ぶりに優勝し（6勝1敗）、翌2009年度も同リーグでの2年連続となる優勝を、7戦全勝で飾った。
- 関西学院大学体育会サッカー部

1918年の創部以来、天皇杯で7回、関西学生サッカーリーグで28回の優勝経験を持つ。なお、1958年開催の第38回天皇杯の1回戦の18-0のスコアは天皇杯の1試合チーム最多得点・最多得点差・最多合計得点記録である。
- 関西学院大学硬式野球部

旧関西六大学野球連盟の創設校でもあり、現在は関西学生野球連盟に所属している。第一回全日本大学野球選手権大会で準優勝している。
2012年秋のシーズンでは、1993年春以来19年ぶりにリーグ優勝を果たした。直近OBのプロ野球選手として、田口壮、清水誉、宮西尚生、荻野貴司、近本光司、黒原拓未がいる。
2021年春に優勝し、1993年春以来28年ぶり6回目の全日本大学野球選手権大会に出場。準々決勝で慶應義塾大（東京六大学）との顔合わせとなった。慶大との対戦は1952年の第一回大会決勝以来の対戦であったが、関学は2本のホームランで一時同点に追いつくものの、当時と同じスコア（5-3）で敗れた。
2024年は、リーグ春秋連覇も達成した。
なお、高等部は古豪として鳴らし、夏の全国高等学校野球選手権大会では優勝1回・準優勝1回、春の選抜高等学校野球大会では優勝1回の実績をもつ。2009年の第91回夏の大会では、兵庫県代表として70年ぶりの出場を果たした。
- 男子バスケットボール部

関西学院大学フープファイターズと呼ばれ、関西学生バスケットボール連盟に所属している。関西学生リーグでは14回優勝しており、京都産業大学の19回に次ぐ（2010年時点）。
- 山岳部

1920年発足。2008年3月15日には、山岳部に所属していた2人の男子学生が、ヒマラヤ山脈東奥の未踏峰である、ディンジュンリ（6196メートル）への初登頂に成功した。
- 柔道部

第二次世界大戦以前、関学高商の柔道部は全国高専柔道大会に1935年、1938年、1939年と3度優勝した（高専柔道のページを参照）。
- 相撲部

1890年創部。2015年に宇良和輝が創部以来初となる大相撲入りを果たしており、幕内に昇進している。
2016年4月時点では部員が西日本学生リーグ団体戦のレギュラー定員5人をギリギリ満たす7人しかいないと報じられ、さらに2022年7月時点ではリーグ団体戦に最低限必要な3人すら揃わない2人しかおらず存亡の危機に立たされていると伝えられた。
- 公式広報機関（関学スポーツ）

体育会の公式広報機関として関学スポーツという団体がある。関学スポーツは、年に数回発行されるスポーツ新聞とウェブサイトで体育会の戦績を報じている。

### 関西学院宗教音楽委員会傘下団体
- 関西学院聖歌隊[広報 59]

宗教音楽を通して奉仕することを志し、1951年結成。現在は学生が中心となり、学院、大学の式典やチャペルアワーでの奉仕、クリスマス音楽礼拝、全国各地への演奏旅行、恒例のコラール・アーベントなどの活動を行っている。
- 関西学院ハンドベルクワイア[広報 60]

1986年11月に、学院の宗教音楽活動の一環として創設。学内各学部チャペルや、クリスマス音楽礼拝での演奏奉仕、その他教会や施設の訪問を行っている。また、関西ハンドベルフェスティバルや全国ハンドベルフェスティバルにも参加している。
- 関西学院バロックアンサンブル

1989年に宗教音楽活動の一環として結成。バッハ、モーツァルト、ヘンデルなどヨーロッパの中世から近世の室内管弦楽を中心に、各学部のチャペルや学外の教会、学校などで音楽による奉仕をしている。また、定期演奏会やクリスマスコンサートも実施している。
- 関西学院ゴスペルクワイア“Power Of Voice”[広報 61]

2000年、上ケ原キャンパスで学生有志によって結成。2004年度から、関西学院宗教音楽委員会の公認団体として正式に登録。各学部チャペルでの奉仕を中心に活動を行っている。
- 関西学院KSC聖歌隊[広報 62]

2004年、キリスト教音楽活動推進を目的として設立。クリスマス、大学の宗教週間やその他のイベントなどで活動をしている。

### その他大学公認団体
- これがぞも関学

広報室直属の学生団体。Xのアカウントをキャンパスごとに分けており、西宮上ケ原キャンパスでは「これが関学」、西宮聖和キャンパスでは「これも関学」、神戸三田キャンパスでは「これぞ関学」と運営している。インスタグラムは3キャンパス合同の「これがぞも関学」で運営を行っている。
- 学生コーディネーター（学生CO）

ボランティア活動支援センターヒューマン・サービス支援室と共に活動する団体。西宮上ケ原キャンパスと神戸三田キャンパスにある支援室で訪れた学生に対しボランティア情報を提供している。
関学関連のボランティア団体を集めたボランティアEXPOや関学生のボランティア活動の第一歩のきっかけ作りを図るボランティアweekなどのイベントを開催し、関学のボランティアの活性化のために活発に活動している。
- KG CLUB

入学センター公認のサークル。オープンキャンパスの運営などを行っている。
- KGAD学生チーム（関西学院大学競技スポーツ局学生チーム）

関学のスポーツの取材、編集、配信などを行っている。

### 大学登録団体（公認サークル）
- BalletDanceCompany

1973年設立のストリートダンスサークル

### 関学生協傘下団体
- 関学生協学生委員会（KGGI）

関西学院大学生活協同組合傘下の学生組織。

## 施設

### キャンパス

#### 西宮上ケ原キャンパス

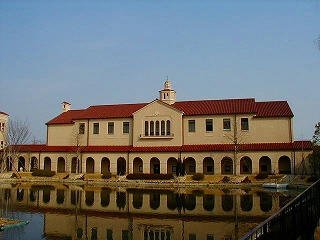
大学院2号館（西宮上ケ原キャンパス）

所在地
兵庫県西宮市上ケ原一番町1番155号、北緯34度46分4.6秒 東経135度20分47.6秒
使用学部
神学部、文学部、社会学部、法学部、経済学部、商学部、人間福祉学部、国際学部
使用研究科
大学院神学研究科、文学研究科、社会学研究科、法学研究科、経済学研究科、商学研究科、国際学研究科、言語コミュニケーション文化研究科、人間福祉研究科、司法研究科、経営戦略研究科
交通アクセス
甲東園駅から徒歩12分もしくは阪急バス約3分（「関西学院前」下車）、あるいは仁川駅から徒歩12分
概要
校地面積：417,247.56m2
校舎面積：168,229.65m2
講義室・演習室等総面積：28,579.85m2
設計・監理：W・M・ヴォーリズ建築事務所
施工：竹中工務店
図書館を中心に、中央芝生を囲んで両側に建物を配置するという配置になっている。また赤色の素煉瓦とクリーム色のスタッコ壁、連続アーチのスパニッシュ・ミッション・スタイル（スパニッシュ・コロニアル・リバイバル）で、パラペット屋根にスパニッシュ瓦をあしらっているか、スパニッシュ瓦葺きの校舎建築がほぼ統一されており、近代建築家ウィリアム・メレル・ヴォーリズの代表的作品の一つでもある。関西学院大学西宮上ケ原キャンパスの建築群は、阪神間モダニズムの特徴を有しており、1958年（昭和33年）キャンパスを含む上ケ原地区が、国立地区に次ぐ日本で2番目の文教地区として指定された。なお、戦後から1960年代に一時スパニッシュ・ミッション・スタイルの校舎を採用しなかった時期があったが、1970年代からは設計者を日本設計に変えて、再びスパニッシュ・ミッション・スタイルの校舎群が建てられるようになった。
後述するKSC（神戸三田キャンパス）と併記する場合は、NUCと記すことがある。
2009年8月、西宮上ケ原キャンパス内の時計台（旧図書館）が国の登録有形文化財に登録された。
2019年11月に西宮市は法律に基づく景観地区に指定する方針を固めた。国土交通省によると教育施設を核とした景観地区は初めてである。「関西学院周辺景観地区」として2020年6月1日に指定。
主要施設（★はヴォーリズ建築・またはW・M・ヴォーリズ建築事務所設計）（◆はスパニッシュ・ミッション・スタイルの建物）（☆は日本設計による設計）

##### 教育施設

###### 学部校舎
- 神学部校舎★◆（1929年）

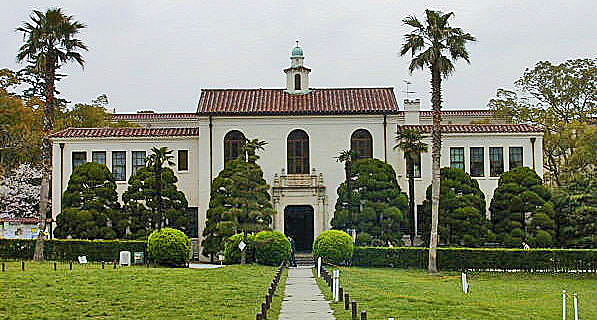
神学部学舎

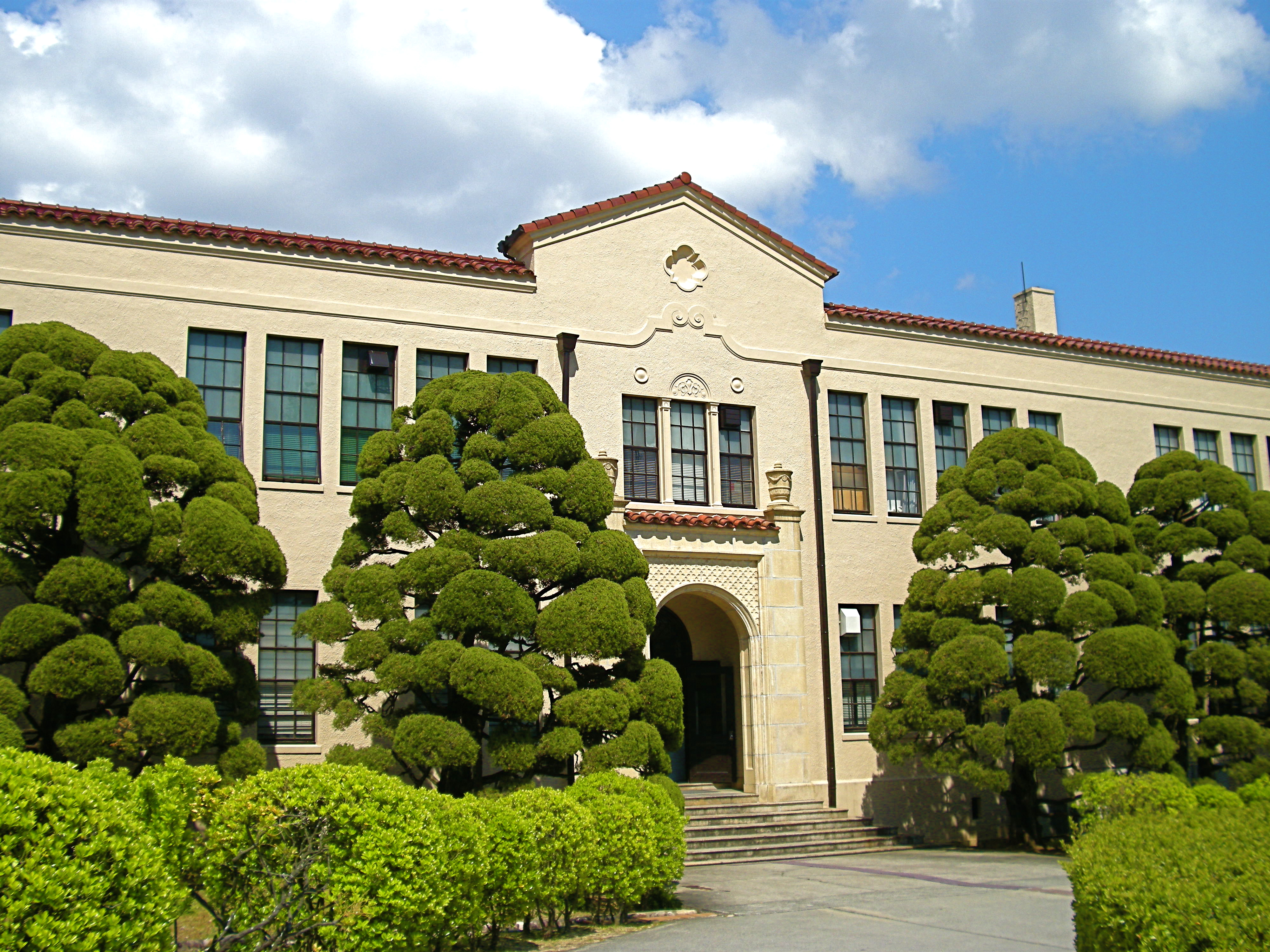
文学部校舎

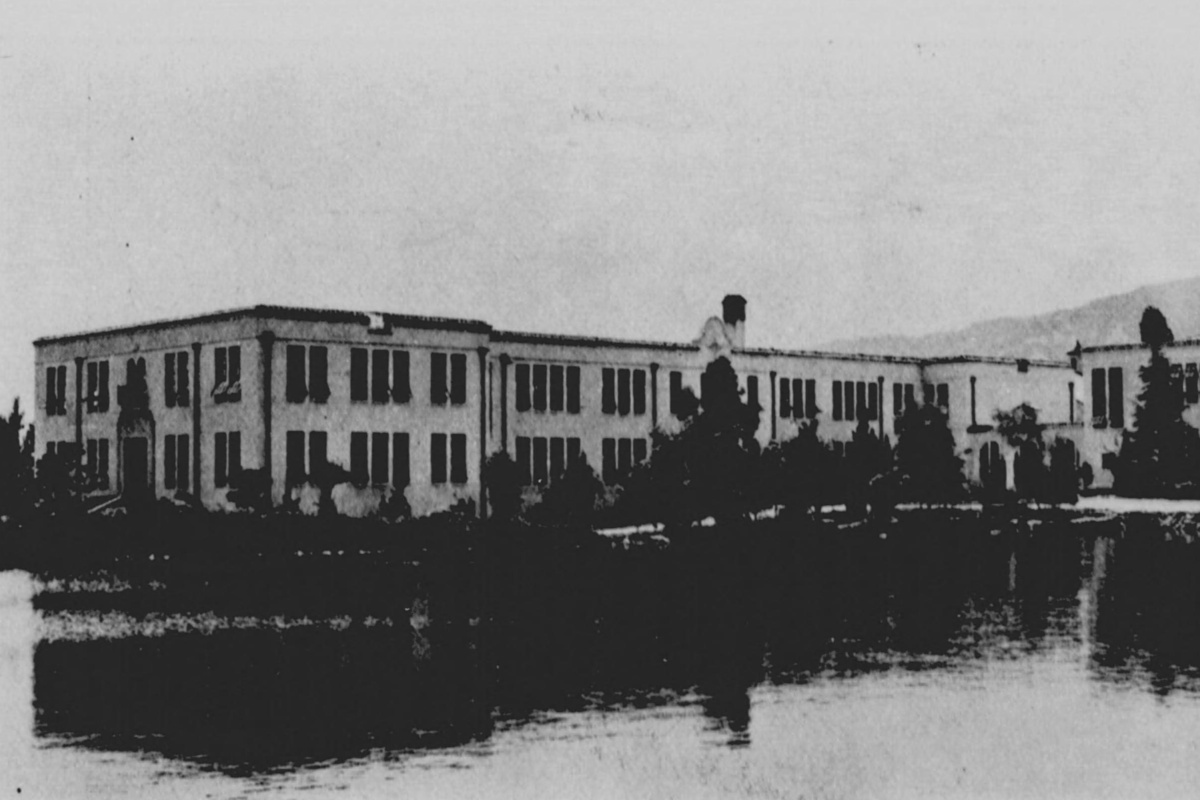
旧高等商業学部校舎（1937年）

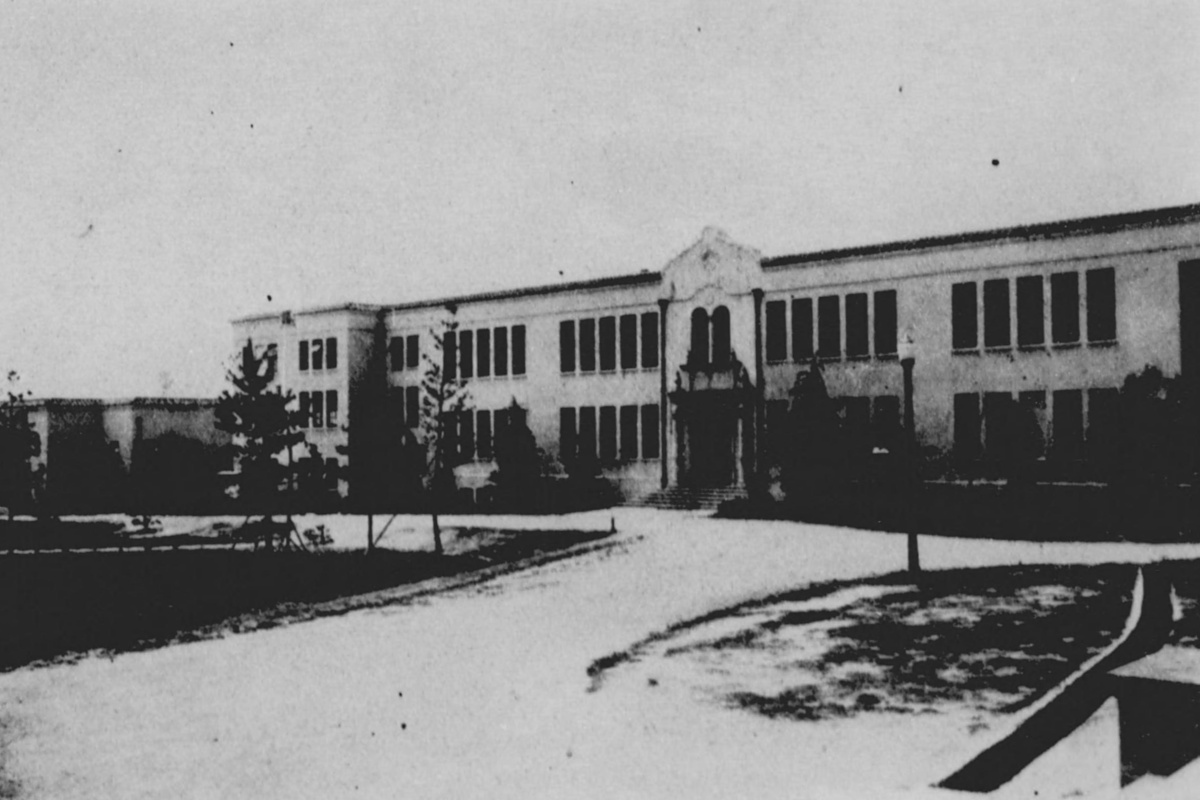
旧商経学部校舎（1935年）

  - 上ケ原移転当初からある建物。2階に材木の雰囲気を活かしたチャペルがある。かつては学部の事務所や学部長室もあったが、現在は「吉岡記念館」に移されており、空きスペースは教室に転用されている。大学昇格時からは「大学2号館」と呼ばれていた。なお、校舎の裏側には阪神・淡路大震災で亡くなった学院関係者に因む23本のハクモクレンがある。西宮市の都市景観形成建築物等指定第17号[74]。
- 文学部校舎★◆（1929年）
  - 上ケ原移転当初からある建物。1934年の大学昇格時に「法文学部」の校舎として「大学1号館」となった。1957年に初代法学部校舎が完成したことにより、文学部校舎となった。将来的には口の字型に増築する計画もあったが、実現しなかった。地階には一時考古学研究会の部室があった。また、中庭にはバラ園がある。西宮市の都市景観形成建築物等指定第17号[74]。
- 文学部新館◆☆（1985年）
  - 大学院の教室と史学研究室、会議室がある。1998年に文学部校舎と結ばれる2階部の渡り廊下が作られている。
- 経済学部校舎★◆（1929年）
  - 上ケ原移転当初からある建物。上ケ原移転当初は「高等商業学部校舎」として使用された。1934年の大学昇格時に大学本館となり、1958年に短期大学が廃止されると、大学本館は旧・短期大学校舎に移り、当建物は経済学部校舎となった。地階には1980年代まで「喫茶・ポプラ」があったが、現在は「談話室・ポプラ」となっている。西宮市の都市景観形成建築物等指定第17号[74]
- 商学部校舎★◆（1929年）
  - 建物の一部は上ケ原移転当初からある建物。建設当初は現在の半分ほどの大きさであったが、大学昇格に合わせて1934年に増築されほぼ現在の大きさとなった。また、「商経学部」の校舎として「大学3号館」を名乗った。新制大学移行に伴い、商学部校舎となった。
- 社会学部校舎◆☆（2012年・2014年）
  - かつての社会学部校舎は現在のH号館の位置に1960年の社会学部開設に合わせて建てられた建物であった。スパニッシュ・ミッション・スタイルを採用しなかった関学のヴォーリズ建築は旧学生会館と旧社会学部校舎だけであり、極力装飾を廃した姿となった。現在チャペルが入っている建物の部分にはかつて第一教授研究館があり、これをテニスコートがあった現在の位置に移設し、その跡地に社会学部校舎の第一期工事を2012年に完成させた（A棟）。引き続き旧社会学部校舎の解体と、社会学部校舎第二期（現在学部事務室が入っている部分）とH号館の建築工事が行われ、2014年に完成した（B棟）。
- 法学部校舎◆（1978年）
  - 内部は法学部教員の個人研究室や事務所・チャペルおよび資料庫となっており、少数の演習室はあるものの教室は一つもない。法学部の小教室授業は主にA号館で行われる。なお、初代の法学部校舎は1957年に建てられたもので、現在の法学部校舎の前の図書館横サンクンガーデンに当たる場所に建てられていた。1957年までは現在の文学部校舎が文学部と法学部の共用であった。
- G号館◆☆（2008年・2010年）
  - 実際には3つの建物に分かれている。大きなH字状の建物（本棟）は人間福祉学部が置かれており、学部教員の研究室もあるが、教室は上ケ原の全学部も共用し、人間福祉学部校舎としての機能と各学部の共用棟としての機能を兼ね備える。H101教室は現在の関学では最大の教室。また、教務機構や各国語の教育委員会などがある。
  - 2010年に完成した南部のT字状の部分は国際学部棟とも「IS棟」と称し、教室名には数字の前に「IS」を冠する。国際学部が使用する。国際学部教員の個人研究室もある。
  - 北部には「ラウンジ棟」があり、2階は各種ラウンジ、1階はサブウェイおよびファミリーマートが出店していたが、両店とも2017年12月に閉店した。サブウェイ跡地はスターバックスが、ファミリーマート跡地にはセブン-イレブンが翌2018年3月から4月にかけて出店している。地階は元は駐輪場であったが、2016年2月まで一時的に大学トレーニングセンターとなった。現在はクラブ・サークルも使用できる会議室になっている。
  - G号館の建つ場所は元は旧第1フィールド硬式野球場であったが、硬式野球場の第3フィールドへの移転により、校舎用地となった。

###### 別館校舎
- A号館◆☆（1989年）
  - 主に法学部が語学や演習などで利用する小教室棟。地階には法学部学生自治会傘下のクラブの部室やラウンジがある。
- B号館◆☆（1989年）
  - 上ケ原キャンパスの全学部共用棟で、大・中規模の教室がある。ただし、学部校舎にも大教室を持つ社会学部・国際学部・人間福祉学部の授業は少なめである。なお、A号館とB号館は、元々学生寮があった場所に建てられている。授業のほか、大学入試センター試験の会場にもなる。
- C号館◆☆（1989年）
  - 主に経済学部が語学や演習などで利用する小教室棟。元々は寮食堂（生協ではない業者食堂。一般学生も使用可能だった。現在の寮食堂「上ケ原ママ」に相当。）があった場所である。
- D号館◆☆（1990年）
  - 主に商学部が語学や演習などで利用する小教室棟。地階には商学部商学会研究会委員会傘下のクラブ部室がある。
- E号館◆☆（1994年）
  - 主に社会学部が語学や演習などで利用する小教室棟。なお、前の小広場は上ケ原移転時からの「教授研究館」があった場所である。
- F号館◆☆（1997年）
  - 西側の大きな部分は主に文学部・神学部が語学教室や演習用に利用する。東側の別館部分は2階から上は演習用の小教室が、1階は心理科学事務室や応用心理科学研究センターの個人研究室がある。別館に地下に降りる階段があり、F館全体の地下が心理科学研究室になっている。
- H号館◆☆（2014年）
  - 社会学部校舎と一体的に作られているが、上ケ原の全学部の共用棟となっている。大小の教室もあるが、1階と2階には上ケ原キャンパスで最も大きなラーニングコモンズが設置されている。1階のラーニングコモンズラウンジには松屋とケンタッキー・フライド・チキンが出店し、新たな学食の一つとなっている。（松屋は2023年に閉店し、「鉄鍋Kitchen」が代わりに出店。）地階は隣接する図書館の書庫になっており、図書館と地下でつながっている。大学博物館の収蔵庫も設けられている。
- I号館◆☆（2021年）
  - 1号館ではなく「アイ」号館。キャンパスに隣接した斜面下の、元は老朽化したアパートがあった一角を買い取って建設された校舎。1階には心理科学研究室が、2階には応用心理科学研究センターが、3階にはレンタルラボがある。
- 第4別館（1973年）
  - 上ケ原の全学部共用棟で、中・小教室のほか、高等教育推進センターや心理科学研究室などが入っているが、PCサポート室やPC教室があることが最大の特色である。1階には生協の下宿斡旋店舗もある。スパニッシュ・ミッション・スタイルではないが、パラペット屋根にスパニッシュ瓦をあしらっており、他の建物と統一感を図っている。
  - 「今後建替え可能性のある建築物」となっている。
- 第5別館（1964年）
  - かつては現在の図書館の方に向かって突き出た部分があったが、図書館の改築に伴い1993年にその部分は解体され現在の形状となった。上ケ原の全学部共用棟で比較的大きな教室が多く、第3および第4教室は長らく関学で最大級の教室であった（現在はH101教室の方が大きい）。3階には小教室もある。1階には生協の売店「ララ・クイント」がある。図書館がある市道北側のブロック側で、現在唯一、スパニッシュ・ミッション・スタイルでもなく、かつパラペット屋根にスパニッシュ瓦をあしらってもいない校舎である。
  - 「今後建替え可能性のある建築物」となっている。
- 全学共用棟（1961年・現存せず）
  - 旧・理学部校舎本館。初めて市道の南側に建てられた学部校舎であった。2001年に理学部が神戸三田キャンパスに移転した後、「新月池」の周囲にあった建物群の建て替え工事が始まり、旧大学本館、同窓記念会館、学院本館別館、新月クラブ（現在の関西学院会館に相当する施設）にあった事務所などが2004年春まで仮入居していた。
  - 最後は、経営戦略研究科と災害復興制度研究所、応用心理科学研究センター (CAPS) が入っていたほか、法科大学院・会計大学院を主とした教員個人研究室、7つの教室があった。スパニッシュ・ミッション・スタイルでないモダニズム建築であった。
  - 2022年より解体が始まり、跡地には教授研究館である「J号館」が建設中で、2024年完成予定。
- メディア・研究棟◆☆（1981年）
  - 旧・理学部校舎新館。パソコン教室のほか、法科大学院・会計大学院を主とした教員個人研究室がある。
- 情報メディア棟◆☆（1981年）
  - 旧・情報処理研究センター。パソコン教室のほか、教員個人研究室がある。

###### 大学院校舎
- 大学院1号館◆☆（2004年）
  - この場所には元々1953年に建てられた短期大学校舎があった。短期大学の閉鎖により大学本館として利用されたが、新月池の周辺の再整備に伴い同窓会館や新月クラブなどとともに改築された。各学部校舎などにも関連する大学院の教室や研究室は散在しているが、各研究科の共用棟として使用される。地下にはセキュリティセンターがある。
- 大学院2号館◆☆（2004年）
  - 新月池の周辺の再整備に伴い同窓会館が改築されて建てられた元・法科大学院の専用棟で、以前は法科大学院校舎とも言った。以前は司法研究科の事務所や教室のほか模擬法廷、民事和解室などがあった。なお、法科大学院は2019年に新設された西宮北口キャンパスに移転したが、模擬法廷などは引き続きこの校舎のものを使用している。現在は経営戦略研究科などが使用している。
- ハミル館★◆（1918年・1929年移設）
  - 原田校地から移設された唯一の建物。移設当時は仁川幼稚園として使用され、後に再び関西学院のものとなり、文学部心理学科の研究室として使用されたあと、現在は心理科学研究室の一つとして使用されている。

###### 教員研究室棟
- 第1教授研究館（本館）◆☆（2010年）
  - 元は社会学部校舎の第1期校舎の位置に1962年建築の旧・第1教授研究館があった。1969年に増築され、さらに第1教授研究館新館が1994年に建てられた。これらは主に神学部・文学部・社会学部の教員の研究室として利用されていた。その後老朽化により、第1教授研究館新館以外は隣接する社会学部校舎とともに建て替えられることになり、まず、第1教授研究館本館が、道を挟んだ急な斜面の下のテニスコートを転用して4階建ての現・第1教授研究館（本館）が2010年に建てられた。斜面の下に建っているため社会学部側から入った場合には、橋を渡った3階部分に入ることになる。
- 第1教授研究館（新館）◆☆（1984年）
  - 1994年に増築された第1教授研究館新館が、現・第1教授研究館（本館）の完成に合わせて表記を少し変えたもの。
- 第2教授研究館（1957・1973・1986年）
  - 経済学部と商学部の教員の研究室。現在は口の字の造りになっているが、この形になるまでに2回の増築を経ている。最初の部分は1957年に建てられた日本庭園に面した部分が建てられた。残る部分は元々図書館の別館があったが、時計台にあった旧・図書館のすぐ裏手に1963年に図書館の新館を増築したことにより、この部分も研究室棟に建て替えることになり、1973年に「池内記念館」（商学部名誉教授・池内信行の遺産を建築資金の一部としている）と称される東側と南側の半分が建てられ、最後に残りの部分が1986年に建てられて現在の姿になった。
  - 全学共用棟の跡地に建設中の「J号館」（第2教授研究館（本館））が完成すると解体され、跡地に仮称・新学生サービスセンターが建設される予定。
- 第2教授研究館（新館）◆☆（2022年）
  - 外国人住宅7,8,9号館を解体した跡地に建設された。主に経済学部と商学部の教員の研究室となっている。
- なお、法学部の教員の個人研究室は主に法学部校舎に、人間福祉学部は主にG号館に、国際学部は主にG号館IS棟に、大学院は主に大学院校舎に置かれている。法科大学院・会計大学院の教員の個人研究室は全学共用棟にも多く置かれている。

###### その他
- 大学図書館◆☆（1995年・1997年）
  - 詳細は前述の「図書館」の項目を参照。建物は1995年に第1期工事が完成し、1997年に第2期工事も完成して、グランドオープンしたもの。地上3階建で地下1階と中地階を有する。地下1階には生協の喫茶店もある。南側は地階もサンクンガーデンの存在により、地上階のように明るい。なお、時計台のすぐ裏側に立地するため、時計台の正面側から見た場合に、図書館の屋根が時計台の屋根と一体的に見えて違和感がないように、屋根の形状や建物の高さが配慮されている。

- 時計台★◆（1929年）

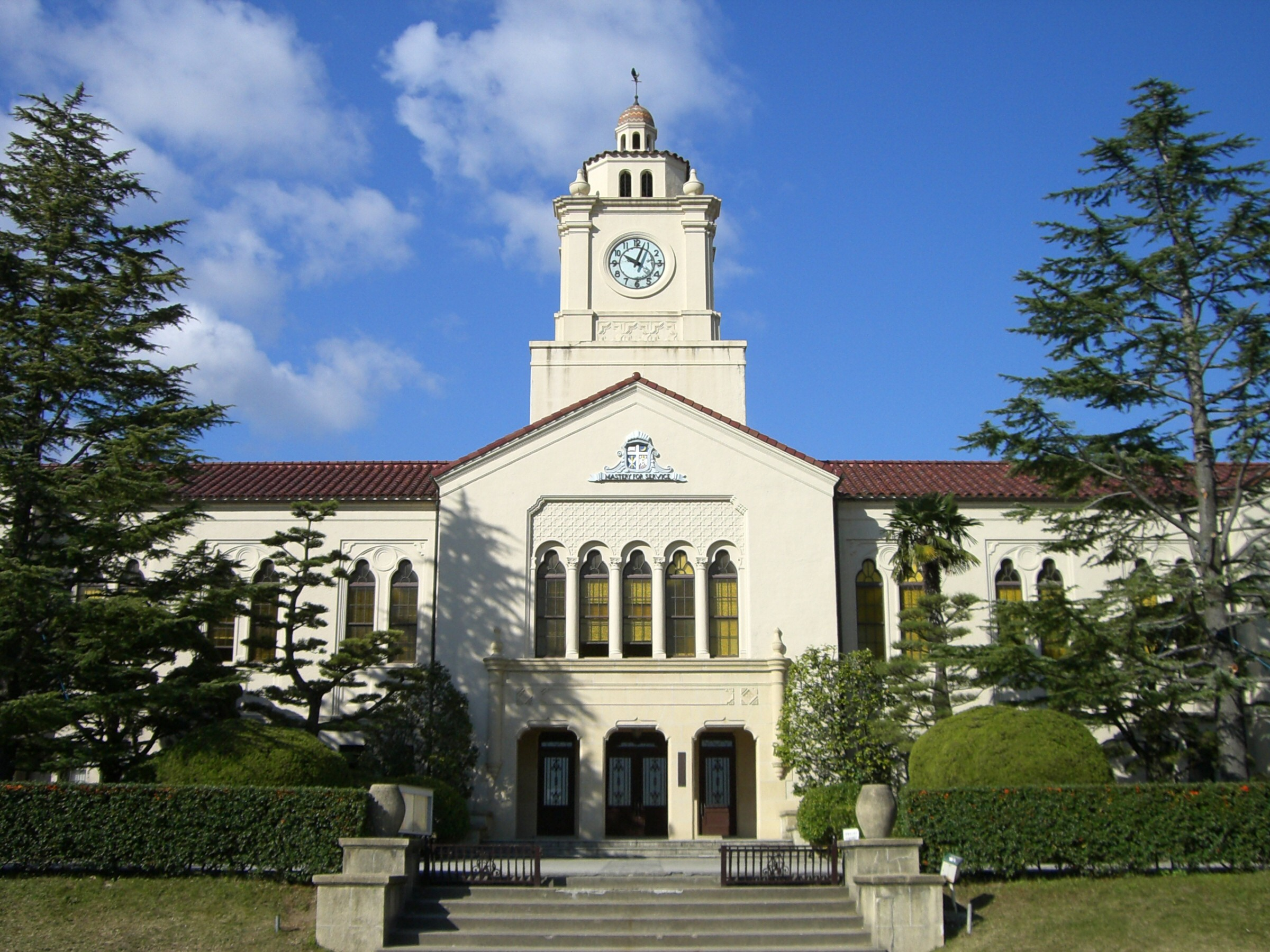
時計台（旧図書館）

  - 建物の一部は上ケ原移転当初からある建物で竹中工務店社主から寄贈されたもの。旧図書館。内部は現在は大学博物館になっている。完成当初は両翼の切妻部分はなく、代わりに後方に突き出た部分があった。1955年に両翼部分が増築され、1963年にはさらに後方に新館が増築されたが、後方に突き出た部分と新館部分は、現在の大学図書館建設のため解体された。
  - OBの寄付により1977年に設置された音楽チャイムがあり、曲や流される時間は設置当初から変遷があるが、現在は始業10分前の8時50分には朝の讃美歌である「讃美歌21-211（讃美歌I-30）朝風静かに吹きて」、10時30分のチャペルアワー5分前にはチャペルに祈りを捧げる讃美歌である「讃美歌21-495（I-310）静けき祈りの」、そして5時間目終了時間である18時20分に夕刻の讃美歌である「讃美歌21-220（I-51）日かげしずかに」が流れる。入学試験中などは音楽チャイムは流されない。
  - 2009年に国の登録有形文化財に登録されている[75]。西宮市の景観重要建造物指定第1号[74]。

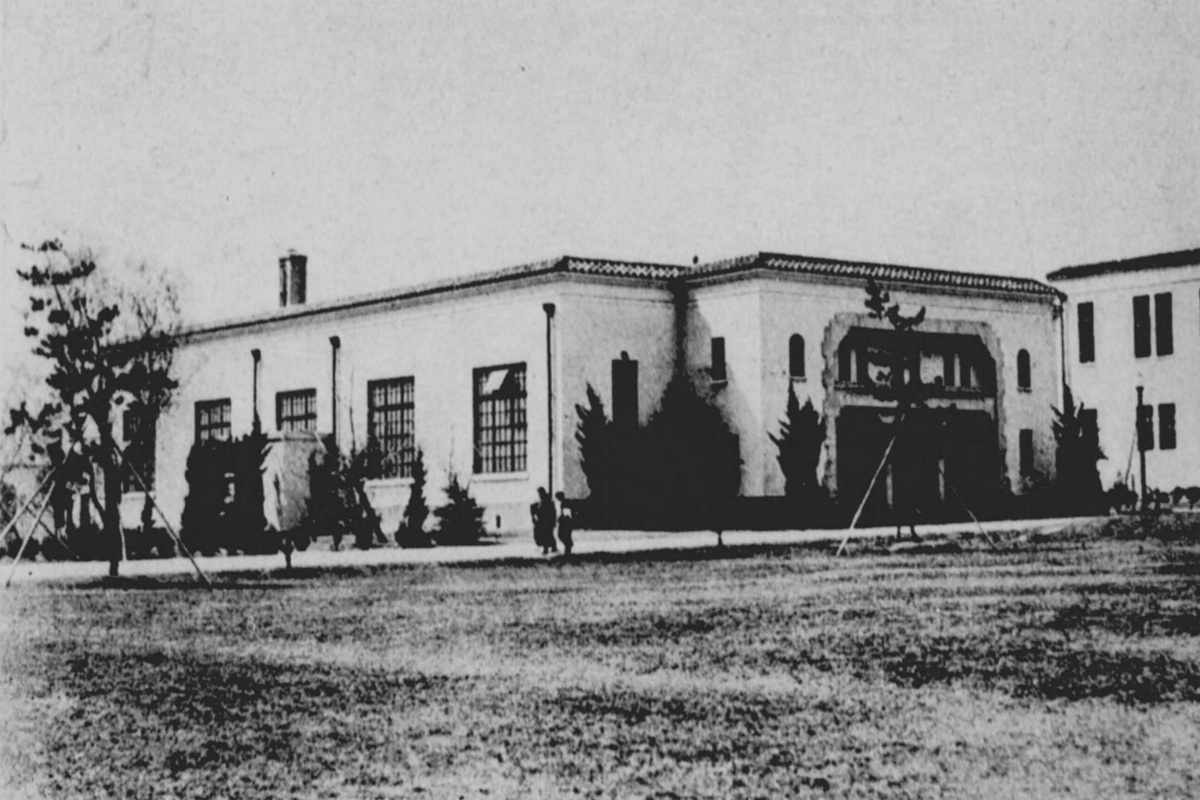
2代目中央講堂（1935年）

- 中央講堂(125周年記念講堂)◆☆（2014年）
  - 現在の中央講堂は3代目で、初代は原田校地に1922年に建てられたもの。2代目は上ケ原移転時の1929年に建てられたヴォーリズ建築であった。長らく中央芝生を囲む重要な建築物として残されていたが、老朽化と設備の不備により2013年に解体され、2014年にファサードのみ再現してはるかに大きく作られたのが現在の中央講堂である。講堂にはオーストリア・リーガ社製のパイプオルガンが設置され、キリスト教の行事や各種講演会等に活用されるほか、大学院の入学・卒業式や夏のオープンキャンパスでの大学説明、大学祭での舞台、大学入試センター試験や入試の際は受験生・同行者の控室などに活用されている。1階には生協の店舗「Central Pocket」が、地階にはラーニングコモンズが設置されている。屋根の形状は、中央芝生から見たときに、建物の実際の大きさよりも小さく見えるように配慮されている。
- 吉岡記念館◆☆（2006年）
  - 第2代院長だった吉岡美国にちなむ名称。かつてこの地にあった宗教センターを建て替えたもの。最も中央芝生に近い部分はヴォーリズ建築だった宗教館の外観を模したもの。1階には神学部の事務所や宗教センターがあり、2階には宗教総部や宗教音楽委員会傘下のクラブの部室があるほか、オルガニスト用の練習室や研修室がある。研修室は隣のランバス記念礼拝堂で結婚式があるときには控室となる。1階のラウンジは献血週間の時は診察・検査採血および休憩のスペースとなる。建物のすぐ脇には聖書に現れる植物が植えられている。
- 学院本館★◆・本部棟◆☆（1929年・2004年増築）
  - 学院本部や大学本部が入っている。学校法人関西学院の本部である学院本部には、院長室や理事長室および事務所がある。関西学院大学の本部である大学本部には学長室や応接室などがある。旧院長室は資料館として、内装などが復元されているが一般公開はされていない。西宮市の都市景観形成建築物等指定第17号[74]。
- 学生サービスセンター◆☆（1986年）
  - 学生課やキャリアセンター、総合支援センター・学生支援相談室等がある。元々この場所には学生会館があった。後に現在の「旧学生会館」が新設されて、元の学生会館は「第2学生会館」として使用され続けたが、1976年に1階の生協食堂からの失火により焼失した。その跡地に建設された建物である。それまで学生課や就職課（現・キャリアセンター）は、現在は大学院1号館が建っている場所にあった旧・短期大学校舎（短大廃止後大学本館と改称）にあった。
  - 「今後建替え可能性のある建築物」となっている。

##### 宗教施設
- ランバス記念礼拝堂★◆（1959年）
  - ヴォーリズ建築としては関学に残るものとしては一番新しい。1961年にアメリカ・シュリッカー社製のパイプオルガンが設置されたが、1982年に現在のドイツ・オーバーリンガー社製のパイプオルガンに交換された。当初のパイプオルガンは神学部校舎のチャペルに移されたが、1995年の阪神・淡路大震災で倒壊・廃棄された。各種宗教行事に使われるほか、キャンパス・ウェディングの会場となる。西宮市の景観重要建造物指定第2号[74]。

##### 厚生施設・保健施設
- 旧学生会館★（1959年）
  - 1階は生協の食堂「ビッグ・ママ」や売店があり、2階以上は主に音楽系のクラブの部室や音楽練習室があり、「ママ上ホール」と通称される音楽ホールもある。関学に唯一残るW・M・ヴォーリズ建築事務所設計による非スパニッシュ・ミッション・スタイルのモダニズム建築。体育館側に2階から「プラザ」と呼ばれる広場に降りる屋外階段があるが、かつては階段の2階部分から体育館まで渡り廊下が設置されていた。渡り廊下は新学生会館の建設時に撤去されたが、渡り廊下のあった痕跡が2階部分に残っている。新学生会館が建てられるまでは単に「学生会館」と呼ばれていた。
  - 「今後建替え可能性のある建築物」となっている。
- 新学生会館◆☆（1984年）
  - 「第2学生会館」の失火による焼失後、長らく学生会館は1つだけの状態が続いていたが、約8年の年月を経て新学生会館の新築が実現した。地階には生協の大食堂「ビッグ・パパ」や民間のレストランなどが、1階には生協の売店や書店、民間のレストランや生協のレストランなどが、2階には主に体育系のクラブの部室が、3階と4階には主に文化系のクラブやサークルの部室・共同部室などがある。また、部会用の会議室があり、大学祭の際は展示室としても使用される。もともとは寮や屋外プールが存在した場所であるが、プールは温水プールとして地下2階に作られている。
- 関西学院会館◆☆（1999年）
  - 会議場や宴会場、レストランやベーツチャペルなどがあり、結婚式にも対応できる。実際の運営は宝塚ホテルが行っている。関学が行う記者会見は主にこの建物で行われるため、インタビューボードが常設されている。
- 保健館（1967年）
  - 中に診療所があり、学生や教職員は保険診療を受けられる。歯科・精神科・心療内科は事前の予約が必要である。定期健康診断も行っている。スパニッシュ・ミッション・スタイルではないが、パラペット屋根にスパニッシュ瓦をあしらっており、他の建物と統一感を図っている。
  - 「今後建替え可能性のある建築物」となっている。
- 外国人住宅★◆（1929年）[76]
  - 名称は教師住宅→外人教師住宅→外国宣教師住宅→外国人住宅と変遷した。2階建てで洋風の造りだが、使用人の居住区域は和室となっている。10号館まで建てられたが、現在は1号館は「ベーツ館」としてゲストハウスに、2号館は「オハラホール」として関西学院会館付属の会議室として使用されている。この2つの建物のみ関西学院会館側から建物の近くまで行くことができる。3号館から6号館は現在でも外国人教授の住宅として使用されている。7号館から9号館は事務所などの用途に使用されていたが、第2教授研究館（新館）建設のため2020年に解体された。10号館はそれより早い第1教授研究館新館の建設のため解体された。
- ベーツ館★◆（1929年）
- オハラホール★◆（1929年）
  - 外国人住宅2号館を使った関西学院会館の会議室・宴会室の一つとして、25名までの会場が設営できる。

##### 建築物以外
- 旌忠碑★
  - せいちゅうひと読む。創立50周年記念式典の一環として1940年2月に完成した。日清戦争以降の学院関係戦死者168名の氏名が刻まれている。
- 中央芝生
- 新月池
  - 上ケ原にキャンパスが建設される前から存在していた3つの農業用溜池の唯一の生き残り。かつては現在の総合体育館の場所および現在の大学図書館や第5別館の場所にも溜池があった。2001年から2004年にかけて池の周辺の建物がすべて改築された時に、池は改修され面積が縮小している。
- 日本庭園
  - その原型は上ケ原移転時にはあったとされるが、はっきりとした記録が残されていない。ただ、移転後5年ぐらいで既に今の近い形となっていたようである。

##### 体育施設
- 総合体育館（1959年・1977年増築・2016年改装）
  - 1959年に、隣接する学生会館（現・旧学生会館）とセットで建てられた。この時に建てられたのは学生会館に近いカマボコ屋根の部分であった。学生会館と結ぶ渡り廊下（学生会館新館工事の時に撤去）もあった。2階は大小ホールで、1階にはボクシング場やレスリング場、アーチェリー場や体操場などがある。1977年には関学高等部が使用する部分として、陸屋根の部分が増築された。2つの部分の間には間仕切りがあるが、入学式など大きな行事の時には間仕切りを外して巨大なスペースにすることもできる。なお、2015年に高等部専用の体育館が竣工したため、耐震化工事のあと全エリアが大学用となり、2016年には1階にトレーニングセンターが移転した。また照明がLED化し、明るさも向上した。
  - 「今後建替え可能性のある建築物」となっている。

（1階）卓球場、体操場 (494.4m2)、レスリング場（レスリング1面）、トレーニングセンター等
（2階）大フロア（バレーボール2面、もしくはバスケットボール2面）、小フロア（バレーボール1面、もしくはバドミントン4面）
第1フィールド：
テニスコート（クレイ4面、オムニ1面）
第2フィールド：
準硬式野球場（8,870m2、土グラウンド）、陸上ホッケー場（3,280m2、土グラウンド）、陸上競技場（第4種公認）（トラック（全天候型）400m6レーン）
ラグビー場（陸上競技場内）（9,250m2（全面ロングパイル人工芝））、ハンドボール場（ハードコート1面）、ゴルフ練習場（打ちっ放し8レーン）
第3フィールド：
硬式野球場（12,800m2（内野：黒土、外野：ロングパイル人工芝））、アメリカンフットボール場（10,300m2（全面ロングパイル式人工芝））、馬場および厩舎
第4フィールド：
サッカー場（9,600m2（全面ロングパイル人工芝））、テニスコート（オムニ3面、ハード3面、クレイ1面）
学生会館新館地下2階：
室内温水プール（競泳公認）（短水路 (25m) 7レーン）

##### クラブ活動建物
- グリークラブホール（1971年）
- グリークラブ資料館
- 絵画部弦月会アトリエ
- 茶道部恵風庵
- 弓道場廣道館

#### 神戸三田キャンパス

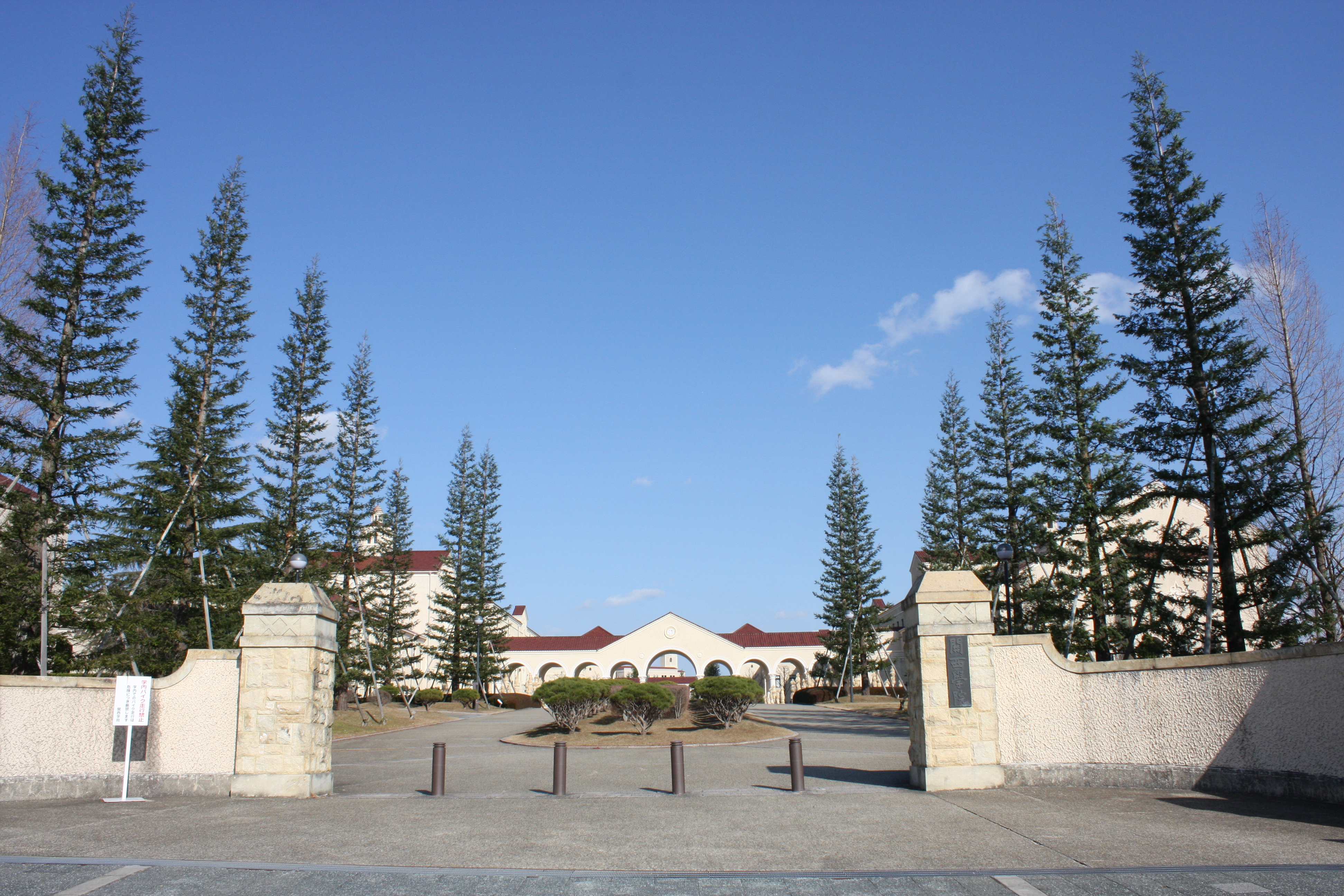
神戸三田キャンパス正門

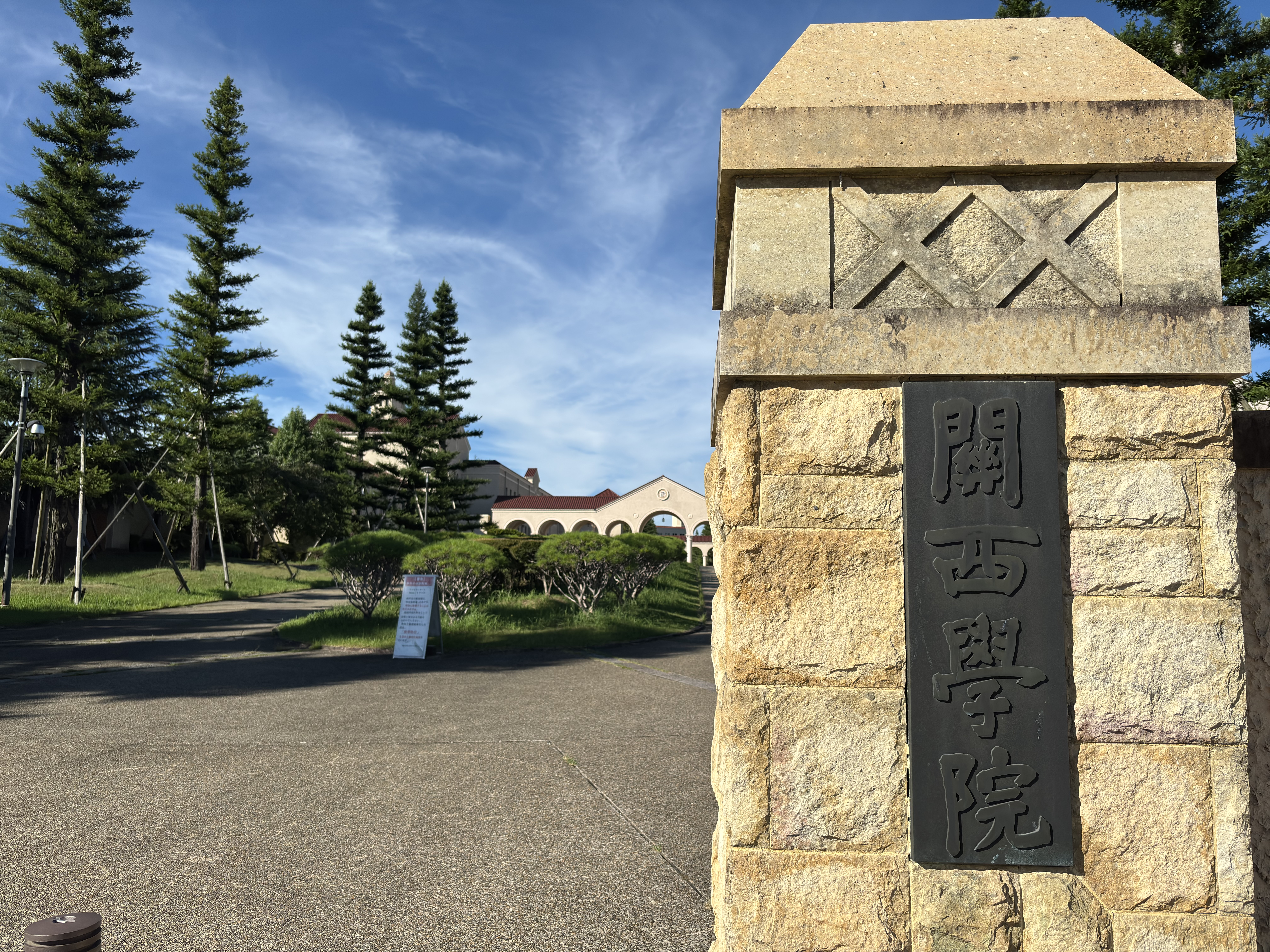
神戸三田キャンパス正門「關西學院」の文字

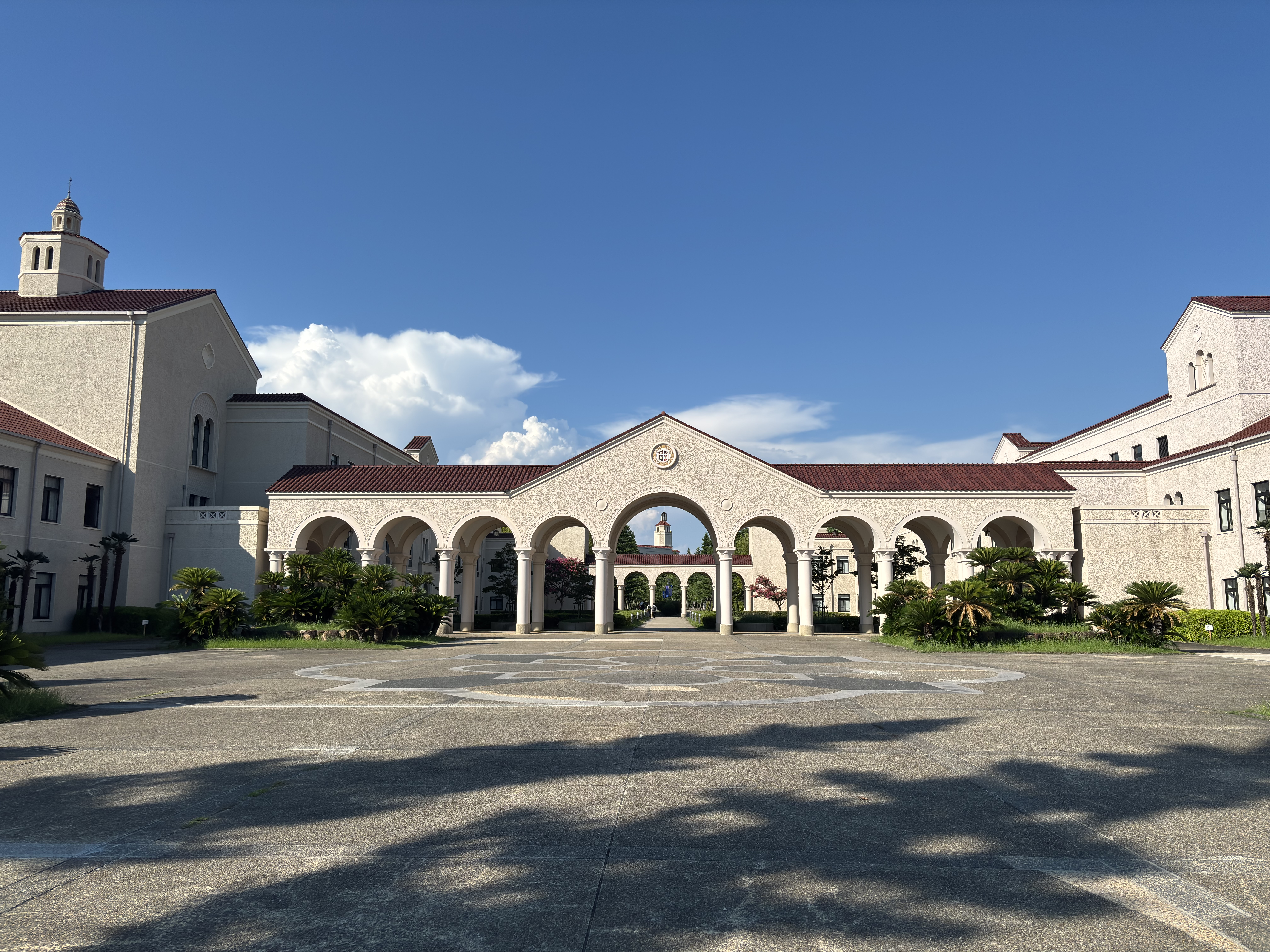
神戸三田キャンパスのシンボルである回廊

所在地
兵庫県三田市学園上ケ原1番、北緯34度54分45.4秒 東経135度9分46秒
使用学部
理学部、工学部、生命環境学部、建築学部、理工学部、総合政策学部
使用研究科
大学院理工学研究科、総合政策研究科
交通アクセス
新三田駅から神姫バスで約15から25分。三田駅から神姫バスで約20分。または、南ウッディタウン駅からバスで約10分。この他に、神姫バスが関学エクスプレスを、三ノ宮駅・大阪梅田ハービスOSAKA・新大阪駅から運行している。
概要
校地面積：137,975.00m2
校舎面積：55,851.03m2
講義室・演習室等総面積: 8,080.65m2
設計：日本設計
施工：竹中・大林・熊谷・淺沼共同企業体
神戸三田国際公園都市カルチャータウン学園ゾーンに位置する、郊外型キャンパス。略称はKSC。校舎は、西宮上ケ原キャンパス同様にスパニッシュ・ミッション・スタイル（スパニッシュ・コロニアル・リバイバル）で統一されたデザインとなっている。キャンパスには、200種約3万本の樹木がある。他のキャンパスと異なり、自動車通学が許されている。また、西宮上ケ原キャンパスとを結ぶシャトルバスが一日当たり6往復12便運行されており、所要時間は約60分。所在地の行政地名は、2022年4月1日より、「学園2丁目」（同1番）から「学園上ケ原」（同1番）に変更された。これは、関西学院大学からの要請により、大学の本部所在地名であり校歌にも登場する「上ケ原」を含む地名に変更されたものである。
主要施設
- 神戸三田キャンパス ランバス記念礼拝堂（2000年完成）
  - ラウンジを併設している。パイプオルガンは閉館した千刈セミナーハウスから2006年に移設されたものである。
- I号館（1995年）
  - 総合政策学部担当事務室や総合政策学部の教員の個人研究室、演習室などがある。
- II号館（総合政策学部・1995年）
  - 完成当初はII号館の1階に図書館分館があった。2001年に新築のIII号館に「図書メディア館」として拡大して移転し、空きスペースにはメディア情報学科が入ることになる。各種教室のほか、総合政策学部・建築学部のチャペル兼用教室がある。
- III号館（総合政策学部、建築学部・2001年）
  - 完成とともに「図書館分館」がII号館から移され、「図書メディア館」として1階と2階に入った。図書メディア館は2009年に完成したVI号館に移され、空きスペースは総合政策学部の新学科（都市政策学科・国際政策学科）が使用することになった。現在は建築学部の建築スタジオやマルチメディアルーム、各種研究室などがある。
- IV号館（理学部、工学部、生命環境学部、理工学部）
  - 本館（2001年）および別館（1998年）からなる。別館は完成当初は「ハイテク・リサーチ・センター」だった。各種研究室、教授室、実験室や教室がある。本館に理工学部のチャペル兼用教室がある。
- V号館（理学部、工学部、生命環境学部、理工学部・2009年）
  - 数理科学科と人間システム工学科の新設に合わせて作られた。
- VI号館（理学部、工学部、生命環境学部、理工学部・2008年）
  - 理工学部担当事務室、図書メディア館、研究推進社会連携機構、教室。図書メディア館は2階から4階までへとさらに拡大している。
- VII号館（理学部、工学部、生命環境学部、理工学部・2015年）
  - 先進エネルギーナノ工学科、環境・応用化学科、生命医化学科の新設に合わせて作られた。教授室や各種実験室、教室がある。また、2024年9月には有人無人ハイブリッド型の24時間営業のファミリーマートが開店している。
- VIII号館（理学部、工学部、生命環境学部、理工学部・2022年）
  - 2021年の理系学部再編による講義室不足解消のために増設された。屋上には、口径40センチの反射望遠鏡を設置した天体観測ドームを設置。理学部物理・宇宙学科で使用されるほか、三田市等と連携して天体観望会を実施することで、地域交流の場として利用する。神戸三田キャンパス事務室がAcademic Commonsから移されている。
- 建築実験棟（総合政策学部・2009年）
  - 総合政策学部の建築士プログラム教育のために作られた。
- 第一厚生棟（1995年・完成当初はここが「III号館」だった。）
  - Lunch Box（食堂）、Toy Box（物品販売）
- 第二厚生棟（2001年）Academic Commonsの完成まではここに保健室があった。
  - Fresh Box（食堂）、ラウンジ
- 第三厚生棟（2010年）
  - Colorful Box（コンビニ）、Sun Cafe、Free Box（学生ホール）
- Academic Commons（2013年）
  - 保健館分室、総合支援センター分室・学生支援相談室、キャリアセンター、教職教育研究センター、国際教育・協力センター、生涯学習エクステンション、クレセントカフェ。学生の「学習」と「憩い」と「学生活動」の融合をコンセプトとする施設。テーブル席だけでなく、和室にちゃぶ台のある「新月の間」というコーナーもある。カフェでは、学生や院生は無料でドリンクを提供してもらえる。

体育施設
体育館（1995年完成）、陸上競技場（第4種公認）、第1グラウンド（10,283m2、土グラウンド）、第2グラウンド（13,154m2（土グラウンド））、テニスコート（オムニコート3面、ハードコート2面）、ゴルフ練習場（12打席）、ゴルフアプローチ兼アーチェリー場（ゴルフグリーン×2、90mレーン）

#### 西宮聖和キャンパス
所在地
兵庫県西宮市岡田山7番54号、北緯34度45分42.6秒 東経135度21分5.8秒
使用学部・研究科など
教育学部、大学院教育学研究科、関西学院聖和短期大学（2024年度より関西学院短期大学）、関西学院幼稚園
交通アクセス
門戸厄神駅から徒歩13分
概要
校地面積：27,896.06m2
校舎面積：24,230.61m2
講義室・演習室等総面積：4,920.52m2
2009年4月、聖和大学との合併により開設されたキャンパスである。合併当初は関西学院大学教育学部・聖和大学（2013年廃止）・聖和短期大学が共用していた。4号館（ダッドレーメモリアルチャペル）やゲーンズハウス（セミナーハウス）など、西宮上ケ原キャンパスを手がけたウィリアム・メレル・ヴォーリズの建築作品も残存する閑静な佇まいのキャンパスである。元は別の大学のキャンパスであったため、西宮上ケ原キャンパスと異なりスパニッシュ・ミッション・スタイルの建物は少ないが、体育館以外の建物はスパニッシュ瓦をあしらっており、統一感を図っている。ヴォーリズ建築が多く残る神戸女学院大学と隣接している。
主要施設
（★はヴォーリズ建築）（◆はスパニッシュ・ミッション・スタイルの建物）（☆は日本設計による設計）（◇はスパニッシュ・ミッション・スタイルではないが、パラペット屋根にスパニッシュ瓦をあしらっているか、スパニッシュ瓦葺建物）
- 1号館◇（1997年）
  - 教育学部事務室、聖和短期大学事務室、聖和キャンパス事務室、会議室、個人研究室、非常勤講師控室
- （2代目）2号館◆☆（2017年）
  - 講義室、ラーニングコモンズ「リプラ」、ミュージック・ラボ（音楽教室）、保健館分室、総合支援センター分室、学生支援相談室
  - 解体された10号館の跡に建てられた、西宮聖和キャンパスが関学となって2番目の建物。1階・2階にあるラーニングコモンズ「リプラ」が最も大きな面積を占めている。1階のグループスタディルームにはヨナ・ルツの名称が付けられている。
- 10号館（1961年・現存せず）
  - 老朽化のため2015年8月限りで閉鎖された。その後も一部は倉庫代わりに使用され、2015年の西宮聖和キャンパスでの大学祭（新月祭）では、ステージ出演者の控室としても使用されたが、2016年に入ると改築のため解体され、跡地に（2代目）2号館が建設された。以下の記述は閉館時の状況である。入口前にあり12月にはクリスマスツリーになるヒマラヤスギは、2016年中に少し4号館側に移植された。
  - 当初は聖和女子短期大学時代に女子寮として作られた建物で、入り口にはかつて靴を脱いで上がっていた跡が残っていたり、小さな寮室が残っていたり、寮食堂の跡が残っているなど、寮であった雰囲気を現在でも強く残していた。
  - 文化系サークル部室、保健館分室、ピアノ自主練習室、総合支援センター分室
  - かつての寮室はその小ささを活かしてサークル室やピアノ自主練習室に転用されていたが、使われていなかった部屋も多かった。かつての寮食堂調理室は小児栄養調理室に、食堂は小児栄養試食室に、寮生談話室は学生ラウンジに転用されていたが、長く使用されておらず、床が抜けて危険な状態だった。学生ラウンジの隣にはホールが有り、ファミリーホールとなっていたが長く使われていなかった。2階には購買部があった跡があるが、長く使われていなかった。
- 3号館◇（1969年）
  - 講義室、演習室、美術室、理科室、家庭科室、ピアノ自主練習室、個人ロッカー室、文化系部室
  - 聖和大学時代は図書館分室やおもちゃ展示室もあったが、関西学院との合併後は図書は図書館へ、おもちゃは山川記念館に移された。地階には閉館した10号館から一部の部室が移されている。
- 4号館★◆（1932年）
  - ダッドレーメモリアルチャペル、会議室、オルガン練習室、ピアノ自主練習室
  - 西宮聖和キャンパスにわずかに残るヴォーリズ建築の一つ。西宮市の都市景観形成建築物に指定されている。当初は神戸女子神学校の校舎であった。西宮聖和キャンパスのチャペルアワーの一部が開催される。また、教育学部と短大それぞれの宗教主事室がある。2階は会議室や演習室があるほか、オルガン練習室がある。また、閉鎖された10号館からピアノ自主練習室が移されている。
- 5号館◇（1995年）
  - 講義室、演習室、個人研究室、聖和キャンパスキャリアセンター
  - 6号館と各階でつながっており、6号館の玄関の機能もある。10号館の改築中は1階に保健館分室が設置されており、保健館分室が2号館に移転後は同じ場所に聖和キャンパスキャリアセンターが1号館から移転した。個人研究室は1号館と当館にその大半が置かれている。
- 6号館◇（1986年）
  - 講義室、PC教室、ピアノレッスン室、音楽講師個人研究室、生協売店、学生ラウンジ
  - 生協売店は規模は大きくないが、電子オルガンを扱うなど教育学部の店舗らしい商品を扱っている。
  - 西宮聖和キャンパスで最も大きな講義室がある。
- 7号館◇（1988年）
  - 講義棟、音楽室、食堂、弁当テイクアウトコーナー
  - 地階にある食堂は「マナ・ホール」と称する聖和大学時代からの業者食堂であり生協の運営ではない。オムライスの種類が豊富であるなど、大学生協食堂とはメニューが大きく異る。なお、西宮聖和キャンパスには生協食堂は存在せず、「マナ・ホール」が唯一の食堂である。また、キャンパス周辺にはレストランもコンビニエンスストアなどの売店も存在しない。以前は、女子学生は隣接する神戸女学院の売店・食堂の利用も可能であったが、神戸女学院の門が2018年から学生証のICカード機能で解錠できる方式になったので、関学生が神戸女学院に直接入ることが不可能になった。
- 8号館
  - 体育館。詳細は後述する。
- 大学図書館・西宮聖和キャンパス分室◇（1980年）
  - 以前は正式には聖和短期大学図書館と称し、聖和短期大学の施設扱いであったが、教育学部の書籍資料も多く保有しており、一般には「聖和キャンパス図書館」と呼んでいた。2017年に大学図書館の分室化された。聖和短期大学生も、関西学院大学の全学部生も同様に使用できる。初等教育関係や乳幼児保育、幼児教育関係の書籍が特に多い。
  - 聖和大学時代の1980年に、源流の一つである神戸女子神学校の創立100周年を記念して建てられた。当初は「100周年記念館」と称し、3階までが図書館で、4階は乳幼児保育・幼児教育やキリスト教教育関係の資料室と展示室で、AVラウンジも併設していた。関西学院大学との合併に伴い図書数の増加に伴い4階も図書館に改装した。そのため4階は雰囲気が異なる。また、4階からの眺望は大阪方面まで見渡せる。
  - 入り口は3階にある。1階と2階は開架書庫であり天井が低い。ただし、1階の閲覧席がある大型楽譜コーナーは通常の天井高である。4階はかつて図書館ではなかったため、3階と4階の移動は非常階段のような階段で移動する。
- 山川記念館◆☆（2009年）
  - 子どもセンター、子どもセンターおもちゃとえほんのへや、メアリー・イザベラ・ランバスチャペル、キリスト教教育・保育研究センター
  - 西宮聖和キャンパスが関学になって初めての建物。かつては（初代）2号館という講堂があった場所であった。2階のメアリー・イザベラ・ランバスチャペルはパイプオルガンを備え、チャペルアワーの一部やクリスマス礼拝、合同チャペルや短大主催のロングチャペルなど各種礼拝に使用するほか、旧2号館にかわる講堂として聖和短期大学の入学式・卒業式に使用される。椅子にはテーブルが内蔵されており、大講義室としても使用できる。
  - 1階には子どもセンターがある。「地域の子ども・子育て支援事業」「発達支援事業」「おもちゃとえほんのへや事業」の3つの事業を行っており、「おもちゃとえほんのへや」のみ学生専用の施設であるため、地域の親子を対象にした施設と入口が異なっており、2階のメアリー・イザベラ・ランバスチャペルに入る入口と同一である。「おもちゃとえほんのへや」は幼稚園教諭や保育士を目指す学生が、絵本の内容やおもちゃの使い方などを学ぶ場となっており、子供向けの施設ではない。
- 大学院校舎◇
  - 山川記念館の完成までは1階に子どもセンターがあった。共同研究室やメディア室を備える。
  - 2018年4月から「関西学院内保育施設 ぽぷら保育園」が併設されている。本来は関学で働く職員向けの保育園であるが、「地域枠」があり、定員の一部が地域にも開かれている。男女共同参画推進本部が設置しているが、運営は隣接する聖和乳幼児保育センターを運営する関西学院系の社会福祉法人である聖和福祉会に委託されている。
- ゲーンズハウス★◆（1932年）
  - 宣教師館として作られたヴォーリズ建築の一つ。西宮市の都市景観形成建築物に指定されている。学生は普段は立ち入れないが、セミナーハウスとして演習などで使用することもある。
- 同窓会館◇
  - かつての校門脇にある旧警備員室を聖和大学同窓会が使用している。

体育施設
- 体育館（8号館）
  - 急斜面の下に立てられており、3階が主要な入り口となっている。3階はアリーナの観覧席および体育講師の個人研究室がある。2階はアリーナフロア、1階にはトレーニング室、体育系サークル部室、シャワー室、更衣室、体育系授業講義室がある。
  - アリーナフロア（バレーボール1面、もしくはバスケットボール1面）、鏡の間（板間85m2）
- グラウンド（10,760m2、土グラウンド）

併設施設
- 関西学院幼稚園◇
  - 関西学院が運営する幼稚園で、教育実習等で学生を受け入れている。聖和幼稚園から2016年4月に改称した。
- 聖和乳幼児保育センター◇
  - 関西学院が運営する保育所で、関西学院系の社会福祉法人である聖和福祉会により運営されている。保育実習等の実習で短大を含む学生を受け入れている。

#### 大阪梅田キャンパス
所在地
大阪市北区茶屋町19番19号 アプローズタワー14階、北緯34度42分29.8秒 東経135度29分53.9秒
使用研究科
専門職大学院経営戦略研究科など
概要
設計・施工：竹中工務店
竣工：1992年
多用途商業ビルであるアプローズタワー内にサテライトキャンパス「KGハブスクエア」として開設された。2004年よりサテライトキャンパスから通常のキャンパスへ格上げされた。昼夜開講制大学院の授業や就職活動の拠点として利用されている。

#### 東京丸の内キャンパス
所在地
東京都千代田区丸の内1丁目7番12号 サピアタワー10階、北緯35度41分1.7秒 東経139度46分6.6秒
概要
設計・監理：東日本旅客鉄道、ジェイアール東日本建築設計事務所
施工：東京駅日本橋口ビル新築工事共同企業体（大林組、大成建設）
竣工：2007年
「東京オフィス」を2007年に東京駅前の高層ビルであるサピアタワー内に移転し、通常キャンパスに格上げされた。就職活動の支援拠点などとして利用する。複数の大学が同ビルにサテライトキャンパスを構える。

#### 西宮北口キャンパス
西宮北口駅東改札口を出てすぐの「阪急西宮ガーデンズ ゲート館」に2019年4月から開設されたキャンパス。ゲート館の7階から10階を使用し、7・8・9階に西宮上ケ原キャンパスから司法研究科（法科大学院）を移転。
7階（約900m2）の一部（約200m2）については「関西学院 NISHIKITA CROSS（ニシキタ　クロス）」として、放課後学習支援（アフタースクール）施設である「関西学院 CRESCENT SCHOOL（クレセントスクール）」を開設している。関西学院初等部の生徒の受け入れが主となるが地域の生徒も2割程度受け入れ、標準で英語教育が付くほかオプションで他の習い事もできるなど、一般の学童保育よりも付加価値を加えたアフタースクールとなっている。
10階は文学部総合心理科学科の実習施設である「心理科学実践センター」を開設し、近隣の市民を中心にカウンセリングなどを比較的安価な料金で行っている。

### 国外オフィス

#### 関西学院大学吉林オフィス
所在地
中国 吉林省長春市 吉林大学内
2009年5月設置

#### 関西学院大学トロントオフィス
所在地
カナダ オンタリオ州トロント市 トロント/ビクトリア大学内
2009年7月設置

### 寮
大学所有、寮生運営の寄宿舎が存在する。男子寮は「啓明寮」（1913年、高等学部寄宿舎として命名）「静修寮」「成全寮」（1912年、神学部寄宿舎として落成）の3寮、女子寮として「聖和寮」と「清風寮」が、西宮聖和、上ケ原キャンパス周辺に所在する。関西学院大学ではこれらの寮を「共同生活を通して人格形成を目指す場」として設置している。神戸三田キャンパスには長く寮は設置されていなかったが、2025年に設置されている。

#### 男子寮
啓明寮（1981年）
4寮の中で最も規模が大きく、定員61名。寮生自身の手によって運営する自治寮という形態をとっており、月に一度の寮会で寮の方針を決めている。以前は1年生は2人部屋、2年生以上は2人部屋であったが、現在はすべて1人部屋となった。4年間の在寮が原則となっている。門限はなく外泊も可能。なお、男子3寮は1981年まで現在のA・B号館の位置にあった。
静修寮（1981年）
定員37名。以前は1年生は2人部屋、2年生以上は2人部屋であったが、現在はすべて1人部屋となった。自治寮として月に1度「寮会」が開かれる。寮会では、企画から進行まで寮生自らが行い、毎月の議題に沿って話し合いを行う。4年間在寮を原則とし、長期留学を認めていない。門限はない。
成全寮（1981年）
定員42名。以前から1年時より、個人部屋が与えられる。4年間の在寮が原則。月に2回、寮生全員出席の「寮会」がある。門限はない。
寮食堂・風呂棟（1981年）
男子3寮は共用のシャワールームはあるものの、部屋に風呂がなく、また以前の下宿には風呂がない所が多かったため、寮生と下宿生の男子のために以前から風呂が設置されていた。また、男子寮には寮内の食堂がないため、1981年までは現在のC号館の位置に寮食堂があり、一般学生の利用も認めていた。1981年に男子3寮が現・第2フィールドに移転した際に作られたのが寮食堂・風呂棟である。1階が寮食堂「上ケ原ママ」で、現在でも寮生以外の利用も可能であり、第2フィールドで活動する体育系クラブ員などに利用されている。2階は風呂であるが、近年の下宿は風呂付きが当然となり利用者が減少したため、寮生や風呂なしの下宿生は2014年度から同敷地内にあるスポーツ合宿施設であるスポーツセンターの浴室を使用することになり、2階の風呂は閉鎖されている。

#### 女子寮
聖和寮（1993年）
西宮聖和キャンパスと西宮上ケ原キャンパスの間に位置する。旧・聖和大学の寮であり、鉄筋コンクリート4階建て定員88名。、2名の管理人とともに寮自治会を組織している。部屋はワンルームタイプの個室で、ユニットバスを完備。月1回程度のファミリーアワーや入寮礼拝、卒寮礼拝、クリスマス祝会などの行事がある。食堂も完備し、希望すれば3食提供される。西宮聖和キャンパスにある教育学部、短期大学の学生が優先されるが、余裕があれば他学部生も入寮することが可能。以前は外国人留学生の入寮を原則認めていなかったが、現在は若干名の受け入れを行っている。最低2年在寮する必要がある。深夜0時30分の門限がある。
清風寮（2015年）
元の清風寮は、第1フィールドの南側にあった1964年建築の建物で、現在は関西学院大学国際学生レジデンスIVとなっている建物であった。以前から寮内に専用の食堂や浴場を有していることが、現在のA・B号館の位置にあった、当時の男子寮との違いであった。40名定員で、1・2年生は2人部屋、3・4年生は個室が与えられた。この建物は老朽化のため2014年に一旦閉寮した。
その後、聖和寮横に移転新築されたのが現・清風寮である。2015年2月竣工。5名が一組（ユニット）になり共同生活するタイプの女子寮で、部屋は個室を使用するが、ユニットバス・シャワー室。洗面台・トイレ・キッチンを5名で共同使用する。12ユニット存在する。5名の中に留学生1名が加わるのが原則となっている。関学の女子学生は全学部生が同一条件で入寮の資格があるが、短期大学の学生は入寮できないことが、すぐ向かいにある聖和寮と異なる点である。地上4階の鉄骨造で、建築面積約396m2、延べ床面積約1,543m2。原則4年間在寮する必要がある。門限はない。

#### 混住寮
有光寮（2021年）
清風寮のすぐ南側に建設された男女混住型の国際教育寮。留学生の生活サポートや学生間の交流促進の役割を担うため、関学生から選ばれた「レジデント・アシスタント」と外国人留学生がともに生活する中で、国籍・文化・宗教・習慣・考え方など多様な価値観を学び、相互の理解を深めるために新設される新しいタイプの寮。すべてのフロアにリビングスペースがあり、1階にはプロジェクター、スクリーン、音響設備等を設けた学習スペースであるコミュニティスペースなどが用意されている。部屋はすべて個室で、トイレとシャワーは各フロアに設置された共用のものを使用する。定員は83名だが、うち約50名を留学生が占める。入寮期間は最大2年間となっている。門限はない。寮費は最も高くなっている。
創新寮（2025年）
神戸三田キャンパス付近に初めて設置された大学寮。男女混住型の寮であり、G・ドームの別名を持つ。大学院生も入寮可能のため、最大9年間の在寮が可能。すべての個室内にシャワールームとトイレがあるが、男女別の大浴場と共用トイレも完備し、また、多目的室も音楽スタジオ、ダンススタジオ、和室、シアター、キッチン、ラーニングスペースを有し、予約すれば別料金無しで使用できる。食堂（カフェテリア）も完備している。定員は約300名。入寮期間は最低1年間となっている。門限はない。1部屋の面積は全寮で最も広く、寮費も最も高くなっており、別に管理費10000円が毎月必要だが、これには個室内の光熱費等が含まれている。なお、男女混住寮は異性の専用区域に入ったことが確認された場合は、その者や関係した者は強制退寮となる。

#### 留学生専用寮
下記のものが設置されている。
関西学院大学国際学生レジデンスI (KGU International ResidenceI)
大学所有の留学生専用寮。宝塚市御殿山。30室（一人一室）。
関西学院大学国際学生レジデンスII (KGU International ResidenceII)
大学による一括借り上げの留学生専用寮。宝塚市川面。33室（一人一室）。2011年借り上げる。
関西学院大学国際学生レジデンスIII (KGU International ResidenceIII)
大学による一部借り上げの留学生専用寮。西宮市平木町。11室（一人一室）。2012年借り上げる。
関西学院大学国際学生レジデンスIV (KGU International ResidenceIV)（1964年・2015年改装）
大学所有の留学生専用寮。西宮市上ケ原三番町。40室（二人一室）。旧「清風寮」。2015年に改装。
共立ドーミー西宮（男性用宿舎）
民間宿舎。86室（一人一室）
共立ドーミー芦屋（女性用宿舎）
民間宿舎。105室（一人一室）
共立ドーミー今津
民間宿舎。78室（一人一室）

## 対外関係

### 各種大学連盟、協定等
- 日本私立大学連盟
- キリスト教学校教育同盟
- 関西社会人大学院連合
- 全国私立大学FD連携フォーラム[注釈 14]
- 日本オープンコースウェア・コンソーシアム (JOCW)
- 国際メソジスト関係学校協会 (IAMSCU)[広報 69]

#### 包括連携協定締結校
- 上智大学[広報 70]

2キャンパス間連携協定締結校
- 慶應義塾大学

#### 学術交流協定締結校
- 兵庫医科大学（兵庫県西宮市）

### 国際協定締結校
| - アメリカ合衆国 - 南メソジスト大学 - ネブラスカウエストレアン大学 - パシフィック大学 - マサチューセッツ大学アムハースト校 - ノースカロライナ大学チャペルヒル校 - エモリー大学 - ジョージア大学 - ピッツァー大学 - ドレイク大学 - ミズーリ大学コロンビア校 - ワシントン・アンド・ジェファーソン大学 - ノースカロライナ州立大学 - サンノゼ州立大学 - テキサスA&M大学 - フロリダ州立大学 - カリフォルニア大学デイビス校 - カリフォルニア大学アーバイン校 - カリフォルニア大学リバーサイド校 - ハワイ大学マノア校 - ワシントン大学ボセル校 - ウィットワース大学 - ステットソン大学 - ネバダ大学リノ校 - カナダ - トロント大学 - ビクトリア大学 - クイーンズ大学 - マウント・アリソン大学 - マギル大学 - ブリティッシュコロンビア大学 - サイモン・フレイザー大学 - ウエスタン・オンタリオ大学キングス校 - ウエスタン・オンタリオ大学ヒューロン校 - カルガリー大学 - ニューファンドランド・メモリアル大学 - ゲルフ大学 | - イギリス - ロンドン大学東洋アフリカ研究学院 - オックスフォード大学 - エディンバラ大学 - スターリング大学 - マンチェスター大学 - レスター大学 - ドイツ - アウクスブルク大学 - エアランゲン・ニュルンベルク大学 - ベルリン技術経済大学 - ルール・ボーフム大学 - マインツ大学 - ヴィアドリナ欧州大学 - レーゲンスブルク大学 - フランス - リヨン第2大学 - リール第1大学 - リヨン政治学院 - ノルマンディー・ビジネススクール - オランダ - ナイメーヘンラドバウド大学 - ハンザ応用科学大学 - ハーグ応用科学大学 - ポーランド - ウッジ大学 - ラトビア - ラトビア大学 - フィンランド - バーサ大学 - ヘルシンキ・メトロポリア応用科学大学 - ノルウェー - オスロ大学 - ノルウェー科学技術大学 - スウェーデン - ヴェクショー大学 - リンショピン大学 - デンマーク - 南デンマーク大学 - オーフス大学 - アイスランド - アイスランド大学 - ブラジル - サンパウロ大学 - リオデジャネイロ州立大学 - メキシコ - モンテレー大学 - オーストラリア - シドニー大学 - ニューサウスウェールズ大学 - クイーンズランド大学 - マードック大学 - 西オーストラリア大学 - アデレイド大学 | - 中国 - 吉林大学 - 蘇州大学 - 中山大学 - 四川大学 - 復旦大学 - 香港 - 香港中文大学 - 香港バプテスト大学 - マカオ - マカオ大学 - 中華民国（台湾） - 東海大学 - 国立政治大学 - 東呉大学 - 国立台湾師範大学 - 国立台湾大学 - 国立台北大学 - モンゴル - モンゴル科学技術大学 - 韓国 - 延世大学 - 梨花女子大学 - 慶熙大学 - 東国大学 - 中央大学 - ソウル市立大学 - 監理教神学大学 - 漢陽大学 - 西江大学校 - 韓南大学 - 建国大学校 - シンガポール - シンガポール国立大学 - シンガポールマネージメント大学 - 南洋理工大学 - ベトナム - ベトナム商業大学 - フィリピン - アテネオ・デ・マニラ大学 - マレーシア - マラヤ大学 - インドネシア - サティヤ・ワチャナ・キリスト教大学 - パジャジャラン大学 - タイ - アサンプション大学 - マヒドン大学 - パヤップ大学 - ランシット大学 - トルコ - コジャエリ大学 |

### ランバス姉妹校
ランバス関係姉妹校 一覧（五十音順）
- 関西学院
- 啓明学院
- パルモア学院
- 広島女学院

### 包括連携協定など
- 兵庫県宝塚市（2004年 - ）[広報 72]
- 兵庫県三田市（2005年 - ）[80]
- 三井住友銀行(2006年 - )[81]
- 兵庫県伊丹市（2009年 - ）[広報 73]
- 福井県勝山市（2009年 - ）[広報 74]
- 産業技術総合研究所(2009年 - ) [広報 75]
- 国立文楽劇場（2010年 - ）[広報 76][注釈 15]
- あしなが育英会（2010年 - ）[広報 77][82]
- 兵庫県西宮市（2014年 - ）[広報 78][広報 79]
- 大阪府教育委員会（2014年 - ）[広報 80]
- 日本テレマン協会（2014年 - ）[広報 81]
- 兵庫県（2015年 - ）[広報 82]
- 日本貿易振興機構（2015年 - ）[広報 83]
- 神戸新聞社（2015年 - ）[広報 84]
- 特定非営利活動法人ＳＴＡＮＤ(2015年 -)[広報 85]
- 兵庫県西脇市（2016年 - ）[広報 86]
- 米国ニューメキシコ大学（2016年-）[広報 87]
- 兵庫県朝来市（2016年 -）[広報 88]
- 兵庫県商工会連合会（2017年 - ）[広報 89]
- 兵庫県中小企業家同友会（2017年 - ）[広報 90]
- 大阪日本語教育センター(2017年 - )[広報 91]
- 奈良県御所市(2018年 - )[広報 92]
- 近江兄弟社 (2019年 - ) [広報 93]
- ジャパンハート(2019年 - )[広報 94]
- 日本航空 (2020年 - ) [広報 95]
- 株式会社スノーピーク(2020年 -) [広報 96]
- 寝屋川市 (2020年 - ) [広報 97]
- UNICEF (2020年 - )[広報 98]
- 東急不動産(2021年 - ) [広報 99]
- 特定非営利活動法人国際社会貢献センター (2021年 - )[広報 100]
- 近江八幡市 (2022年 - ) [広報 101]
- みなと銀行(2022年 -) [広報 102]

### 学術連携協定
- 近江兄弟社中学校・高等学校（2008年 - ）[広報 103]

## その他の取り組み
- 関学ユースキャンプ（関学献身キャンプ）
教会に集う高校生・青年を中心に2泊3日のユースキャンプを、毎年実施している。神学部後援会が主催し、神学部と成全会（神学部同窓会）の後援で毎年、六甲山で開かれている[広報 104]。元来は「献身」キャンプと名付けられていた。キャンプでは、人生の目的やこれからの歩みについて同世代一緒に考え、語り合うことを行う。
- J.C.C.Newton賞の授与
大学図書館では学部の枠を越えた知的活性化への取り組みとして、2000年度から初代図書館長J.C.C.Newton（後に、第三代院長）の名を冠した作品募集を行っている。毎年、テーマを設定し、それに沿った「本格的な学術論文、新鮮な感覚にあふれるエッセー、既成概念にとらわれないノンジャンル作品」を募集し、表彰している[広報 25]。
- 平和教育
平和学「広島・長崎講座」（不定期開講）と平和学特別演習「ヒロシマ」が開講されている。平和学特別演習「ヒロシマ」は、広島女学院大学との単位互換協定により、広島市で授業およびフィールドワークを行う[広報 48]。
- 関西学院リベラルアーツプログラム (KGLP)
高卒者（または同等の資格を有するもの、ただし現役の大学生・院生は除く）を対象に1年間の学籍期限で、あらかじめ設定されている13のテーマから1つを選択することで、興味をもった領域に関する講座を受講できる制度である。学生の身分としては科目等履修生という扱いになる。受講期間中、図書館ほか情報施設の利用が可能。リベラルアーツという概念について、市民が身に付けるべき自由人の諸技術、深く考えるための技術・知識、一人の人間として社会に生きるための教養、という本来の意味に基づき、急速に変貌する社会を読むための技術・知識と、教養と生き甲斐の追求の糸口を提供するプログラムとして設置されている。
- ロケ地としての使用
2011年、西宮上ケ原キャンパスが映画「阪急電車」のロケ地として使用された[広報 105]。
- キャンパスウェディング
キリスト教主義教育に基づく生涯学習サービスの位置づけとして、上ケ原キャンパスのランバス記念礼拝堂、神戸三田キャンパスのランバス記念礼拝堂、関西学院会館ベーツチャペルでの結婚式を実施している[広報 106]。卒業生以外も利用可能である[広報 107]。
- 125周年記念事業
2014年の創立125周年に向けて、下記のよう各種事業を実施している。
(1) 西宮上ケ原キャンパスに所在する時計台を、関西学院大学博物館として改装し、創立記念日の9月28日に開館。
(2) 学院史に関係する書籍「『関西学院事典』改訂増補版」などを出版。「H.S.フォックスウェル文書」の購入
(3) ユニバーサルスタジオジャパンを貸し切り、オール関西学院フェスティバルを開催（2014年5月31日）。
- 関西学院賞
125周年を記念して2014年に創設された表彰制度。「"Mastery for Service"を体現する世界市民」として活躍する個人・団体を表彰することを目的とする。目指す人間像7項目（世界への視野、他者への思いやり、社会変革の気概、高い識見と倫理観、確立した自己、大きな志、行動力と存在感）を基準に選考する。
第一回受賞者：日野原重明（聖路加国際病院名誉院長）[広報 108]
第二回受賞者：ゴードン門田（全カナダ日系人協会（NAJC）初代会長）[広報 109]

## 大学としての広報活動
関西学院大学では、下記のような広報活動を行っている。
- スカイセミナー

関西学院大学の教員が自らの専門研究分野を紹介する形式でのシリーズ広告を、日本航空グループの機内誌『SKYWARD』に、年6-8回掲載している。関西学院大学の校歌が「空の翼」という題名であることから、機内誌を通じて、大学および専門研究分野について幅広く周知する趣旨で、2000年12月号より掲載が続いている。バックナンバーは、大学のウェブサイトより閲覧が可能である。
- 関西学院大学 "アイデアカプセル"[広報 111]

関西学院大学が提供するラジオ番組『〜スキマ時間のビジネスサプリメント〜 関西学院大学 "アイデアカプセル"』が、2007年10月より2012年3月まで放送された。関西学院大学とその活動を全国的に知ってもらうために、主にビジネスパーソンを対象とした教養講座として、関西学院大学の教員が交代でパーソナリティを務めている番組である。ラジオNIKKEIの第1放送 (3.925/6.055/9.595MHz) で毎週金曜日の夜10時30分から15分間放送された。この番組はラジオNIKKEIによる放送のほかに、ラジオNIKKEIのホームページより過去の放送分をダウンロードすることができる。また、iPodを所有していればポッドキャスティングを利用して聴くこともできる。
- 関学ジャーナル (KG JOURNAL)

1976年に創刊。学生や保証人向けに学生や教職員の近況を紹介。関学に関するニュースや学内のイベント情報などを掲載。年4回（新入生歓迎特別号を除く）広報室から発行され、各学部の掲示板付近や図書館にあるラックにて配布されている。
- POPLAR（ポプラ）

保護者向け広報誌。2011年度より在学生向け広報誌「関学ジャーナル」と統合した。2010年度まで、4回発行の関西学院在学生・生徒・児童・園児の保護者向けに発行された。バックナンバーはPDF版で閲覧可能。
- 関西学院通信『クレセント』

1977年12月に創刊され、1989年3月まで刊行された。水谷昭夫文学部教授を編集長に専従職員2名が企画調査室（後、企画部）で発行業務に携わった。12年間に別巻2巻、入学記念号9巻を含む36巻（B5判）が発行された。執筆者や記事登場者は、同窓生や教職員だけでなく、各界から広く登用された。
- 新聞紙上での全面広告掲載
  - 理工学部は独自に、2007年2月11日（日）付の読売新聞朝刊（名古屋以西）に、「関学サイエンスが拓くものづくりにかける情熱」と題した見開き全面広告を掲載した[広報 116]。
  - 2012年3月19日、関西学院大学の卒業式挙行日に合わせ、『今日、関西学院大学を卒業するあなたへ。』と題した朝日新聞に全面広告を掲載した[83]。

- 雑誌上での全面広告掲載
  - 2014年12月、3号にわたり、AERA誌に「スーパーグローバル大学創成支援」構想についての広告記事を掲出[広報 117]。

- ソーシャルメディア

Facebook、LinkedIn、Twitter、YouTubeを通した広報を行っている。
- 関西学院特製品の販売

KGグッズと呼ばれる関西学院のマーク入り商品を開発し、シンボライズ商品を関西学院大学生活協同組合を通して販売している。
この他、2009年の春に初めて、山手線など首都圏のJR各駅の構内や車両の中に同学のイメージポスターを掲示したり、東海道新幹線車内の電光掲示板や、同線のポケット時刻表に広告を掲載したことがあった。また2008年3月26日、サッカーワールドカップのアジア地区予選・日本対バーレーン戦が行われたバーレーンのスタジアムに、大学名入りの広告パネルを設置し、広報を行った。

## 関西学院が設置する学校
学校法人関西学院が設置する学校一覧
- 関西学院中学部・高等部
- 関西学院初等部
- 関西学院短期大学
- 関西学院幼稚園
- 関西学院千里国際中等部・高等部
- 関西学院大阪インターナショナルスクール

## 文化財
登録有形文化財
- 関西学院大学時計台（旧図書館）[84]

西宮市指定文化財
- 関西学院構内古墳[85]

## 企業からの評価

### 出世力
- ダイヤモンド社の2006年年9月23日発行のビジネス誌『週刊ダイヤモンド』94巻36号（通巻4147号）「出世できる大学」と題された特集の出世力ランキング（日本の全上場企業3,800社余の代表取締役を全調査[86][87]）で、関西学院大学は、2006年時点で存在する全国の744大学中、第33位にランキングされた[88]。